# 1987
Portal Geschichte | Portal Biografien | Aktuelle Ereignisse | Jahreskalender | Tagesartikel

◄ |
19. Jahrhundert |
20. Jahrhundert
| 21. Jahrhundert

◄ |
1950er |
1960er |
1970er |
1980er
| 1990er | 2000er | 2010er | ►

◄◄ |
◄ |
1983 |
1984 |
1985 |
1986 |
1987
| 1988 | 1989 | 1990 | 1991 | ► | ►►
 Jan.
| Feb.
| Mär.
| Apr.
| Mai
| Jun.
| Jul.
| Aug.
| Sep.
| Okt.
| Nov.
| Dez.
Staatsoberhäupter · Wahlen · Nekrolog  · Literaturjahr · Musikjahr · Filmjahr · Rundfunkjahr · Sportjahr
| Januar | Januar | Januar | Januar | Januar | Januar | Januar | Januar |
| Kw     | Mo     | Di     | Mi     | Do     | Fr     | Sa     | So     |
| ------ | ------ | ------ | ------ | ------ | ------ | ------ | ------ |
| 1      |        |        |        | 1      | 2      | 3      | 4      |
| 2      | 5      | 6      | 7      | 8      | 9      | 10     | 11     |
| 3      | 12     | 13     | 14     | 15     | 16     | 17     | 18     |
| 4      | 19     | 20     | 21     | 22     | 23     | 24     | 25     |
| 5      | 26     | 27     | 28     | 29     | 30     | 31     |        |

| Februar | Februar | Februar | Februar | Februar | Februar | Februar | Februar |
| Kw      | Mo      | Di      | Mi      | Do      | Fr      | Sa      | So      |
| ------- | ------- | ------- | ------- | ------- | ------- | ------- | ------- |
| 5       |         |         |         |         |         |         | 1       |
| 6       | 2       | 3       | 4       | 5       | 6       | 7       | 8       |
| 7       | 9       | 10      | 11      | 12      | 13      | 14      | 15      |
| 8       | 16      | 17      | 18      | 19      | 20      | 21      | 22      |
| 9       | 23      | 24      | 25      | 26      | 27      | 28      |         |

| März | März | März | März | März | März | März | März |
| Kw   | Mo   | Di   | Mi   | Do   | Fr   | Sa   | So   |
| ---- | ---- | ---- | ---- | ---- | ---- | ---- | ---- |
| 9    |      |      |      |      |      |      | 1    |
| 10   | 2    | 3    | 4    | 5    | 6    | 7    | 8    |
| 11   | 9    | 10   | 11   | 12   | 13   | 14   | 15   |
| 12   | 16   | 17   | 18   | 19   | 20   | 21   | 22   |
| 13   | 23   | 24   | 25   | 26   | 27   | 28   | 29   |
| 14   | 30   | 31   |      |      |      |      |      |

| April | April | April | April | April | April | April | April |
| Kw    | Mo    | Di    | Mi    | Do    | Fr    | Sa    | So    |
| ----- | ----- | ----- | ----- | ----- | ----- | ----- | ----- |
| 14    |       |       | 1     | 2     | 3     | 4     | 5     |
| 15    | 6     | 7     | 8     | 9     | 10    | 11    | 12    |
| 16    | 13    | 14    | 15    | 16    | 17    | 18    | 19    |
| 17    | 20    | 21    | 22    | 23    | 24    | 25    | 26    |
| 18    | 27    | 28    | 29    | 30    |       |       |       |

| Mai | Mai | Mai | Mai | Mai | Mai | Mai | Mai |
| Kw  | Mo  | Di  | Mi  | Do  | Fr  | Sa  | So  |
| --- | --- | --- | --- | --- | --- | --- | --- |
| 18  |     |     |     |     | 1   | 2   | 3   |
| 19  | 4   | 5   | 6   | 7   | 8   | 9   | 10  |
| 20  | 11  | 12  | 13  | 14  | 15  | 16  | 17  |
| 21  | 18  | 19  | 20  | 21  | 22  | 23  | 24  |
| 22  | 25  | 26  | 27  | 28  | 29  | 30  | 31  |

| Juni | Juni | Juni | Juni | Juni | Juni | Juni | Juni |
| Kw   | Mo   | Di   | Mi   | Do   | Fr   | Sa   | So   |
| ---- | ---- | ---- | ---- | ---- | ---- | ---- | ---- |
| 23   | 1    | 2    | 3    | 4    | 5    | 6    | 7    |
| 24   | 8    | 9    | 10   | 11   | 12   | 13   | 14   |
| 25   | 15   | 16   | 17   | 18   | 19   | 20   | 21   |
| 26   | 22   | 23   | 24   | 25   | 26   | 27   | 28   |
| 27   | 29   | 30   |      |      |      |      |      |

| Juli | Juli | Juli | Juli | Juli | Juli | Juli | Juli |
| Kw   | Mo   | Di   | Mi   | Do   | Fr   | Sa   | So   |
| ---- | ---- | ---- | ---- | ---- | ---- | ---- | ---- |
| 27   |      |      | 1    | 2    | 3    | 4    | 5    |
| 28   | 6    | 7    | 8    | 9    | 10   | 11   | 12   |
| 29   | 13   | 14   | 15   | 16   | 17   | 18   | 19   |
| 30   | 20   | 21   | 22   | 23   | 24   | 25   | 26   |
| 31   | 27   | 28   | 29   | 30   | 31   |      |      |

| August | August | August | August | August | August | August | August |
| Kw     | Mo     | Di     | Mi     | Do     | Fr     | Sa     | So     |
| ------ | ------ | ------ | ------ | ------ | ------ | ------ | ------ |
| 31     |        |        |        |        |        | 1      | 2      |
| 32     | 3      | 4      | 5      | 6      | 7      | 8      | 9      |
| 33     | 10     | 11     | 12     | 13     | 14     | 15     | 16     |
| 34     | 17     | 18     | 19     | 20     | 21     | 22     | 23     |
| 35     | 24     | 25     | 26     | 27     | 28     | 29     | 30     |
| 36     | 31     |        |        |        |        |        |        |

| September | September | September | September | September | September | September | September |
| Kw        | Mo        | Di        | Mi        | Do        | Fr        | Sa        | So        |
| --------- | --------- | --------- | --------- | --------- | --------- | --------- | --------- |
| 36        |           | 1         | 2         | 3         | 4         | 5         | 6         |
| 37        | 7         | 8         | 9         | 10        | 11        | 12        | 13        |
| 38        | 14        | 15        | 16        | 17        | 18        | 19        | 20        |
| 39        | 21        | 22        | 23        | 24        | 25        | 26        | 27        |
| 40        | 28        | 29        | 30        |           |           |           |           |

| Oktober | Oktober | Oktober | Oktober | Oktober | Oktober | Oktober | Oktober |
| Kw      | Mo      | Di      | Mi      | Do      | Fr      | Sa      | So      |
| ------- | ------- | ------- | ------- | ------- | ------- | ------- | ------- |
| 40      |         |         |         | 1       | 2       | 3       | 4       |
| 41      | 5       | 6       | 7       | 8       | 9       | 10      | 11      |
| 42      | 12      | 13      | 14      | 15      | 16      | 17      | 18      |
| 43      | 19      | 20      | 21      | 22      | 23      | 24      | 25      |
| 44      | 26      | 27      | 28      | 29      | 30      | 31      |         |

| November | November | November | November | November | November | November | November |
| Kw       | Mo       | Di       | Mi       | Do       | Fr       | Sa       | So       |
| -------- | -------- | -------- | -------- | -------- | -------- | -------- | -------- |
| 44       |          |          |          |          |          |          | 1        |
| 45       | 2        | 3        | 4        | 5        | 6        | 7        | 8        |
| 46       | 9        | 10       | 11       | 12       | 13       | 14       | 15       |
| 47       | 16       | 17       | 18       | 19       | 20       | 21       | 22       |
| 48       | 23       | 24       | 25       | 26       | 27       | 28       | 29       |
| 49       | 30       |          |          |          |          |          |          |

| Dezember | Dezember | Dezember | Dezember | Dezember | Dezember | Dezember | Dezember |
| Kw       | Mo       | Di       | Mi       | Do       | Fr       | Sa       | So       |
| -------- | -------- | -------- | -------- | -------- | -------- | -------- | -------- |
| 49       |          | 1        | 2        | 3        | 4        | 5        | 6        |
| 50       | 7        | 8        | 9        | 10       | 11       | 12       | 13       |
| 51       | 14       | 15       | 16       | 17       | 18       | 19       | 20       |
| 52       | 21       | 22       | 23       | 24       | 25       | 26       | 27       |
| 53       | 28       | 29       | 30       | 31       |          |          |          |

| Januar | Januar | Januar | Januar | Januar | Januar | Januar | Januar |
| Kw     | Mo     | Di     | Mi     | Do     | Fr     | Sa     | So     |
| ------ | ------ | ------ | ------ | ------ | ------ | ------ | ------ |
| 1      |        |        |        | 1      | 2      | 3      | 4      |
| 2      | 5      | 6      | 7      | 8      | 9      | 10     | 11     |
| 3      | 12     | 13     | 14     | 15     | 16     | 17     | 18     |
| 4      | 19     | 20     | 21     | 22     | 23     | 24     | 25     |
| 5      | 26     | 27     | 28     | 29     | 30     | 31     |        |

| Februar | Februar | Februar | Februar | Februar | Februar | Februar | Februar |
| Kw      | Mo      | Di      | Mi      | Do      | Fr      | Sa      | So      |
| ------- | ------- | ------- | ------- | ------- | ------- | ------- | ------- |
| 5       |         |         |         |         |         |         | 1       |
| 6       | 2       | 3       | 4       | 5       | 6       | 7       | 8       |
| 7       | 9       | 10      | 11      | 12      | 13      | 14      | 15      |
| 8       | 16      | 17      | 18      | 19      | 20      | 21      | 22      |
| 9       | 23      | 24      | 25      | 26      | 27      | 28      |         |

| März | März | März | März | März | März | März | März |
| Kw   | Mo   | Di   | Mi   | Do   | Fr   | Sa   | So   |
| ---- | ---- | ---- | ---- | ---- | ---- | ---- | ---- |
| 9    |      |      |      |      |      |      | 1    |
| 10   | 2    | 3    | 4    | 5    | 6    | 7    | 8    |
| 11   | 9    | 10   | 11   | 12   | 13   | 14   | 15   |
| 12   | 16   | 17   | 18   | 19   | 20   | 21   | 22   |
| 13   | 23   | 24   | 25   | 26   | 27   | 28   | 29   |
| 14   | 30   | 31   |      |      |      |      |      |

| April | April | April | April | April | April | April | April |
| Kw    | Mo    | Di    | Mi    | Do    | Fr    | Sa    | So    |
| ----- | ----- | ----- | ----- | ----- | ----- | ----- | ----- |
| 14    |       |       | 1     | 2     | 3     | 4     | 5     |
| 15    | 6     | 7     | 8     | 9     | 10    | 11    | 12    |
| 16    | 13    | 14    | 15    | 16    | 17    | 18    | 19    |
| 17    | 20    | 21    | 22    | 23    | 24    | 25    | 26    |
| 18    | 27    | 28    | 29    | 30    |       |       |       |

| Mai | Mai | Mai | Mai | Mai | Mai | Mai | Mai |
| Kw  | Mo  | Di  | Mi  | Do  | Fr  | Sa  | So  |
| --- | --- | --- | --- | --- | --- | --- | --- |
| 18  |     |     |     |     | 1   | 2   | 3   |
| 19  | 4   | 5   | 6   | 7   | 8   | 9   | 10  |
| 20  | 11  | 12  | 13  | 14  | 15  | 16  | 17  |
| 21  | 18  | 19  | 20  | 21  | 22  | 23  | 24  |
| 22  | 25  | 26  | 27  | 28  | 29  | 30  | 31  |

| Juni | Juni | Juni | Juni | Juni | Juni | Juni | Juni |
| Kw   | Mo   | Di   | Mi   | Do   | Fr   | Sa   | So   |
| ---- | ---- | ---- | ---- | ---- | ---- | ---- | ---- |
| 23   | 1    | 2    | 3    | 4    | 5    | 6    | 7    |
| 24   | 8    | 9    | 10   | 11   | 12   | 13   | 14   |
| 25   | 15   | 16   | 17   | 18   | 19   | 20   | 21   |
| 26   | 22   | 23   | 24   | 25   | 26   | 27   | 28   |
| 27   | 29   | 30   |      |      |      |      |      |

| Juli | Juli | Juli | Juli | Juli | Juli | Juli | Juli |
| Kw   | Mo   | Di   | Mi   | Do   | Fr   | Sa   | So   |
| ---- | ---- | ---- | ---- | ---- | ---- | ---- | ---- |
| 27   |      |      | 1    | 2    | 3    | 4    | 5    |
| 28   | 6    | 7    | 8    | 9    | 10   | 11   | 12   |
| 29   | 13   | 14   | 15   | 16   | 17   | 18   | 19   |
| 30   | 20   | 21   | 22   | 23   | 24   | 25   | 26   |
| 31   | 27   | 28   | 29   | 30   | 31   |      |      |

| August | August | August | August | August | August | August | August |
| Kw     | Mo     | Di     | Mi     | Do     | Fr     | Sa     | So     |
| ------ | ------ | ------ | ------ | ------ | ------ | ------ | ------ |
| 31     |        |        |        |        |        | 1      | 2      |
| 32     | 3      | 4      | 5      | 6      | 7      | 8      | 9      |
| 33     | 10     | 11     | 12     | 13     | 14     | 15     | 16     |
| 34     | 17     | 18     | 19     | 20     | 21     | 22     | 23     |
| 35     | 24     | 25     | 26     | 27     | 28     | 29     | 30     |
| 36     | 31     |        |        |        |        |        |        |

| September | September | September | September | September | September | September | September |
| Kw        | Mo        | Di        | Mi        | Do        | Fr        | Sa        | So        |
| --------- | --------- | --------- | --------- | --------- | --------- | --------- | --------- |
| 36        |           | 1         | 2         | 3         | 4         | 5         | 6         |
| 37        | 7         | 8         | 9         | 10        | 11        | 12        | 13        |
| 38        | 14        | 15        | 16        | 17        | 18        | 19        | 20        |
| 39        | 21        | 22        | 23        | 24        | 25        | 26        | 27        |
| 40        | 28        | 29        | 30        |           |           |           |           |

| Oktober | Oktober | Oktober | Oktober | Oktober | Oktober | Oktober | Oktober |
| Kw      | Mo      | Di      | Mi      | Do      | Fr      | Sa      | So      |
| ------- | ------- | ------- | ------- | ------- | ------- | ------- | ------- |
| 40      |         |         |         | 1       | 2       | 3       | 4       |
| 41      | 5       | 6       | 7       | 8       | 9       | 10      | 11      |
| 42      | 12      | 13      | 14      | 15      | 16      | 17      | 18      |
| 43      | 19      | 20      | 21      | 22      | 23      | 24      | 25      |
| 44      | 26      | 27      | 28      | 29      | 30      | 31      |         |

| November | November | November | November | November | November | November | November |
| Kw       | Mo       | Di       | Mi       | Do       | Fr       | Sa       | So       |
| -------- | -------- | -------- | -------- | -------- | -------- | -------- | -------- |
| 44       |          |          |          |          |          |          | 1        |
| 45       | 2        | 3        | 4        | 5        | 6        | 7        | 8        |
| 46       | 9        | 10       | 11       | 12       | 13       | 14       | 15       |
| 47       | 16       | 17       | 18       | 19       | 20       | 21       | 22       |
| 48       | 23       | 24       | 25       | 26       | 27       | 28       | 29       |
| 49       | 30       |          |          |          |          |          |          |

| Dezember | Dezember | Dezember | Dezember | Dezember | Dezember | Dezember | Dezember |
| Kw       | Mo       | Di       | Mi       | Do       | Fr       | Sa       | So       |
| -------- | -------- | -------- | -------- | -------- | -------- | -------- | -------- |
| 49       |          | 1        | 2        | 3        | 4        | 5        | 6        |
| 50       | 7        | 8        | 9        | 10       | 11       | 12       | 13       |
| 51       | 14       | 15       | 16       | 17       | 18       | 19       | 20       |
| 52       | 21       | 22       | 23       | 24       | 25       | 26       | 27       |
| 53       | 28       | 29       | 30       | 31       |          |          |          |

## Jahreswidmungen
- 1987 ist „Internationales Jahr zur Beschaffung von Unterkünften für Obdachlose“.
- Das Braunkehlchen (lat. Saxicola rubetra) ist Vogel des Jahres (NABU/Deutschland).

## Ereignisse

### Politik und Weltgeschehen
- 1. Januar: Das Stockholmer Dokument der Konferenz über Sicherheit und Zusammenarbeit in Europa (KVAE) tritt in Kraft. Es ist das erste multilaterale Rüstungskontrollvereinbarung in Europa seit der KSZE im August 1975.
- 1. Januar: Pierre Aubert wird erneut Bundespräsident der Schweiz.
- 1. Januar: Radio Moskau sendet in Russland die Neujahrsansprache des US-Präsidenten Ronald Reagan an das sowjetische Volk.
- 1. Januar: Die ARD strahlt heute die richtige Neujahrsansprache von Bundeskanzler Helmut Kohl für das Jahr 1987 aus, nachdem die Fernsehanstalt am Silvesterabend 1986 versehentlich die Ansprache vom Vorjahr, also vom 31. Dezember 1985 für das Jahr 1986, ausgestrahlt hatte.
- 1. Januar: In der Bundesrepublik Deutschland werden mit dem Terrorismusbekämpfungsgesetz (TerrBG) die Katalogstraftaten nach § 129a StGB verschärft und die Kompetenzen der Oberlandesgerichte und des Generalbundesanwalts bei der Strafverfolgung erweitert.
- 16. Januar: Michel Camdessus, Frankreich, wird Direktor des Internationalen Währungsfonds (IWF).
- 25. Januar: Bei der Bundestagswahl in Deutschland erhalten CDU/CSU und FDP eine deutliche Mehrheit der Stimmen und Bundestagsmandate. Sie setzen ihre seit Oktober 1982 bestehende Koalition fort. Bundeskanzler Kohl bildet sein drittes Kabinett.
- 27. Januar: Michail Gorbatschow kündigt auf dem Plenum des Zentralkomitees der KPdSU die als Perestroika bekannt gewordenen Reformen in der UdSSR an.
- 18. März: Beim Anschlag von Dschibuti wurden 13 Personen getötet, darunter vier deutsche Meeresforscher.
- 23. März: Willy Brandt gibt seinen vorzeitigen Rücktritt als SPD-Parteivorsitzender bekannt. Zu seinem Nachfolger wird Hans-Jochen Vogel gewählt.
- 16. April: Eine Sendung des Schwedischen Rundfunks deckt den Bofors-Skandal auf. Bei einem Rüstungsgeschäft mit dem schwedischen Unternehmen Bofors sollen Schmiergelder in Millionenhöhe an Politiker in Indien geflossen sein.
- 20. April: Antrag der Türkei auf EG-Mitgliedschaft. Der Europäische Rat bestätigt diesen Antrag aber erst 1997. Beitrittsverhandlungen ab 2005 blieben ergebnislos.
- 1. Mai: Der Privatsender Eureka TV beginnt den Sendebetrieb; aus ihm wird am 1. Januar 1989 ProSieben.
- 4. Mai: Papst Johannes Paul II. weilt in Augsburg, besucht die Basilika St. Ulrich und Afra zum Gebet und nimmt die Benediktion des Priesterseminars vor.[1]
- 28. Mai: Mathias Rust landet am Tag der Grenzstreitkräfte mit einer Cessna auf dem Roten Platz in Moskau. Daraufhin werden einige altgediente, hohe Militärs vorzeitig pensioniert und die Perestroika auch in der Sowjetarmee vorangetrieben.
- 3. Juni: Erster Staatsbesuch von Erich Honecker (DDR) in den Niederlanden.
- 10. Juni: Der südkoreanische Präsident Chun Doo-hwan nominiert Roh Tae-woo für seine Nachfolge. Daraufhin kommt es zu Demonstrationen für freie Wahlen. Diese ebnen den Weg für die Demokratisierung Südkoreas.
- 11. Juni: Bei der Unterhauswahl in Großbritannien erhalten die Tories 101 mehr Mandate als alle übrigen Parteien zusammen. Margaret Thatcher beginnt ihre dritte Amtszeit als Premierministerin.
- 12. Juni: US-Präsident Ronald Reagan reist zur 750-Jahr-Feier nach West-Berlin. In seiner öffentlichen Rede vor dem Brandenburger Tor fordert er den sowjetischen Parteichef Michail Gorbatschow auf, die Mauer niederzureißen (Tear down this wall!). Er schlägt vor, Olympische Spiele in beiden Teilen Berlins abzuhalten.
- 14./15. Juni: Parlamentswahlen in Italien
- 19. Juni: Bei einem Bombenanschlag der ETA auf ein Kaufhaus in Barcelona kommen 18 Menschen ums Leben.
- 29. Juni: Nach wochenlangen Protesten erklärt Roh Tae-woo erneut freie Präsidentschaftswahlen in Südkorea und Amnestie für Kim Dae-jung, der unter Hausarrest stand.
- 11. Juli: Parlamentswahlen in Australien. Bob Hawke (Labor) bleibt Ministerpräsident und bildet sein drittesKabinett.
- 13. Juli: Bei der Präsidentschaftswahl in Indien wird R. Venkataraman mit großer Mehrheit gewählt. Das Wahlergebnis wird am 16. Juli 1987 bekanntgegeben.
- 14. Juli: In der Republik China (Taiwan) endet der seit 38 Jahren geltende Ausnahmezustand.
- 19. Juli: Parlamentswahl in Portugal. Den Sozialdemokraten von Ministerpräsident Aníbal Cavaco Silva gelingt es als erster Partei in der Geschichte der Dritten Republik, eine absolute Mehrheit zu erringen.
- 17. August: Der frühere Hitler-Stellvertreter und letzte Häftling im Kriegsverbrechergefängnis Spandau, Rudolf Heß, tötet sich nach Angaben der Gefängnisleitung selbst. Die Familie äußert Zweifel zum ersten Obduktionsbericht vom selben Tag.
- 19. August: Ein Arbeitsloser tötet beim Amoklauf von Hungerford 16 Menschen, verletzt mindestens 13 weitere und erschießt sich selbst.
- 26. August: Die deutsche Bundesregierung beschließt, das Begrüßungsgeld für Besucher aus der DDR von zweimal 30 DM auf einmal 100 DM pro Person pro Jahr anzuheben. Eine Kürzung des gestatteten Höchstbetrages beim DM-Kauf durch die DDR soll damit ausgeglichen werden.
- 26. August: Die Bundesrepublik Deutschland verzichtet auf eine Modernisierung der Pershing I/IA (MGM-31A)-Kurzstreckenrakete, deren Nuklearsprengköpfe im Rahmen der Nuklearen Teilhabe unter der Kontrolle der US-Streitkräfte stehen.
- 28. August: Zeitungen nicht nur in der Bundesrepublik, sondern auch in der DDR drucken ein von SED- und SPD-Denkern verfasstes Grundsatzpapier („Dialogpapier“, Titel: Der Streit der Ideologien und die gemeinsame Sicherheit). Die SPD konnte Formulierungen zur Diskussionsfreiheit durchdrücken – was einige Kritiker in der DDR ab dann für sich als Recht reklamieren.[2]
- 3. September: Militärputsch in Burundi
- 7. September: Erich Honecker besucht als erster DDR-Staatschef die Bundesrepublik Deutschland.[3]
- 12. September: Beginn der Barschel-Affäre: Einen Tag vor der Landtagswahl in Schleswig-Holstein meldet der Spiegel, Ministerpräsident Uwe Barschel habe den SPD-Spitzenkandidaten Björn Engholm bespitzeln lassen.
- 28. September: Der Goiânia-Unfall kommt ans Licht. Als eine Frau einem Arzt in der brasilianischen Stadt Goiânia einen Behälter ins Krankenhaus bringt, vermutet der Mediziner radioaktive Einflüsse bei mehreren erkrankten Menschen. Sie waren Strahlendosen des Stoffes Caesium-137 ausgesetzt, wie sich ergibt.
- 2. Oktober: Die Bundesrepublik Deutschland und die Sozialistische Volksrepublik Albanien (unter Ramiz Alia) nehmen diplomatische Beziehungen auf.
- 11. Oktober: Uwe Barschel, der frühere Ministerpräsident von Schleswig-Holstein, stirbt in einem Hotelzimmer in Genf; nach mehrfach bestätigten offiziellen Angaben durch Suizid. Zuvor hatte die Barschel-Affäre Schlagzeilen gemacht.
- 15. Oktober: Blaise Compaoré wird Staats- und Regierungschef von Burkina Faso.
- 20. Oktober: Aruba wird assoziiertes Mitglied der UNESCO.
- 1. November: Loja Dschirga verabschiedet die Verfassung der „Republik Afghanistan“ und wählt Generalsekretär Mohammed Nadschibullāh zum Staatspräsidenten.
- 2. November: Die Auseinandersetzungen um die seit drei Jahren betriebene Startbahn West am Flughafen Frankfurt Main erreichen ihren Höhepunkt: ein militanter Autonomer erschießt bei einer Demonstration an der Startbahn zwei Polizeibeamte. Er wird am nächsten Morgen gefunden und festgenommen.
- 5. November: Spanien unterzeichnet den Atomwaffensperrvertrag.
- 7. November: Zine el-Abidine Ben Ali wird Staatspräsident von Tunesien.
- 16. November: Roman Herzog tritt als neuer Präsident des Bundesverfassungsgerichts die Nachfolge von Wolfgang Zeidler an.
- 6. Dezember: In der Schweiz wird die Volksinitiative zum Schutz der Moore („Rothenthurm-Initiative“) angenommen.
- 8. Dezember: Der sowjetische Staatschef Michail Gorbatschow und US-Präsident Ronald Reagan unterzeichnen in Washington, D.C. den INF-Vertrag über den vollständigen Abbau aller nuklearen Mittelstreckenwaffen mit Reichweiten von 500 bis 5500 km.
- 8. Dezember: Beginn der ersten Intifada.
- 11. Dezember: Die ETA parkt eine Autobombe mit 250 kg Ammonal vor einer Kaserne der Guardia Civil in Saragossa. Elf Menschen (davon fünf Kinder) sterben und 88 wurden verletzt.[4]

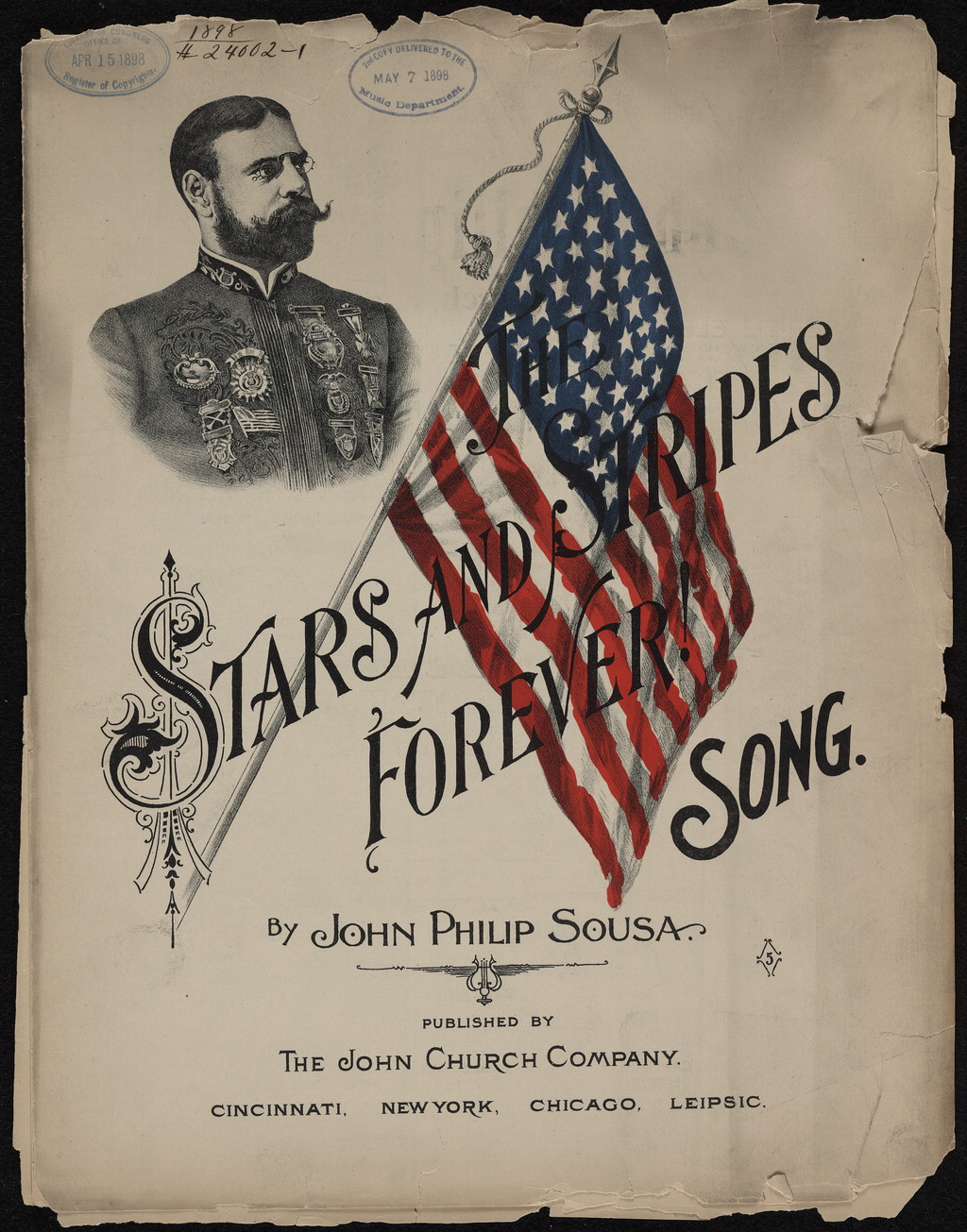
Stars and Stripes Forever (publiziert 1897)

- 11. Dezember: John Philip Sousas Komposition Stars and Stripes Forever aus dem Jahr 1896 wird gesetzlich zum offiziellen Nationalmarsch der Vereinigten Staaten.
- 11. Dezember: Der deutsche Verteidigungsminister Manfred Wörner wird von der NATO zu ihrem Generalsekretär gewählt.
- 13. Dezember: Parlamentswahlen in Belgien
- 31. Dezember: Robert Gabriel Mugabe wird zum Staatsoberhaupt in Simbabwe.

### Wirtschaft
- 22. Februar: Die G7-Staaten einigen sich in Paris auf das Louvre-Abkommen, das die Wechselkurse stabilisieren soll.
- 12. März: Der EuGH verurteilt die Bundesrepublik Deutschland, das Inverkehrbringen von Bier, das in einem anderen EG-Mitgliedstaat rechtmäßig gebraut wurde, zuzulassen, auch wenn dieses nicht dem deutschen Reinheitsgebot entspricht. (EuGH, Rs. 178/84; Klage der EG-Kommission vom 6. Juli 1984)
- 26. März: Doppelbesteuerungsabkommen zwischen der Bundesrepublik Deutschland und Jugoslawien[5]
- 5. Mai: Doppelbesteuerungsabkommen zwischen der Bundesrepublik Deutschland und Uruguay
- 2. Juni: Doppelbesteuerungsabkommen zwischen der Bundesrepublik Deutschland und Bulgarien
- 1. Juli: Die Einheitliche Europäische Akte zur Schaffung des europäischen Binnenmarkts tritt in Kraft.
- 28. Juli: Der Bericht des ARD-Fernsehmagazins Monitor über Würmer in Fischdosen löst einen rapiden Nachfragerückgang beim Kauf von Fischkonserven aus. Die deutsche Fischereiwirtschaft gerät nachfolgend in eine Krise.
- 27. September: In Kairo wird von der Cairo Transport Authority die erste Metro-Linie in Afrika eröffnet.
- 19. Oktober Am sogenannten Schwarzen Montag gibt es einen Börsenkrach, bei dem die Kurse innerhalb eines Tages um mehr als 20 % einbrechen.
- Das Unternehmen Moët & Chandon schließt sich mit dem Unternehmen Louis Vuitton zusammen, was das Unternehmen LVMH (Louis Vuitton Moët Hennessy) ergibt
- Privatisierung des französischen Fernsehsenders TF1 und Kauf durch das Unternehmen Bouygues

### Wissenschaft und Technik

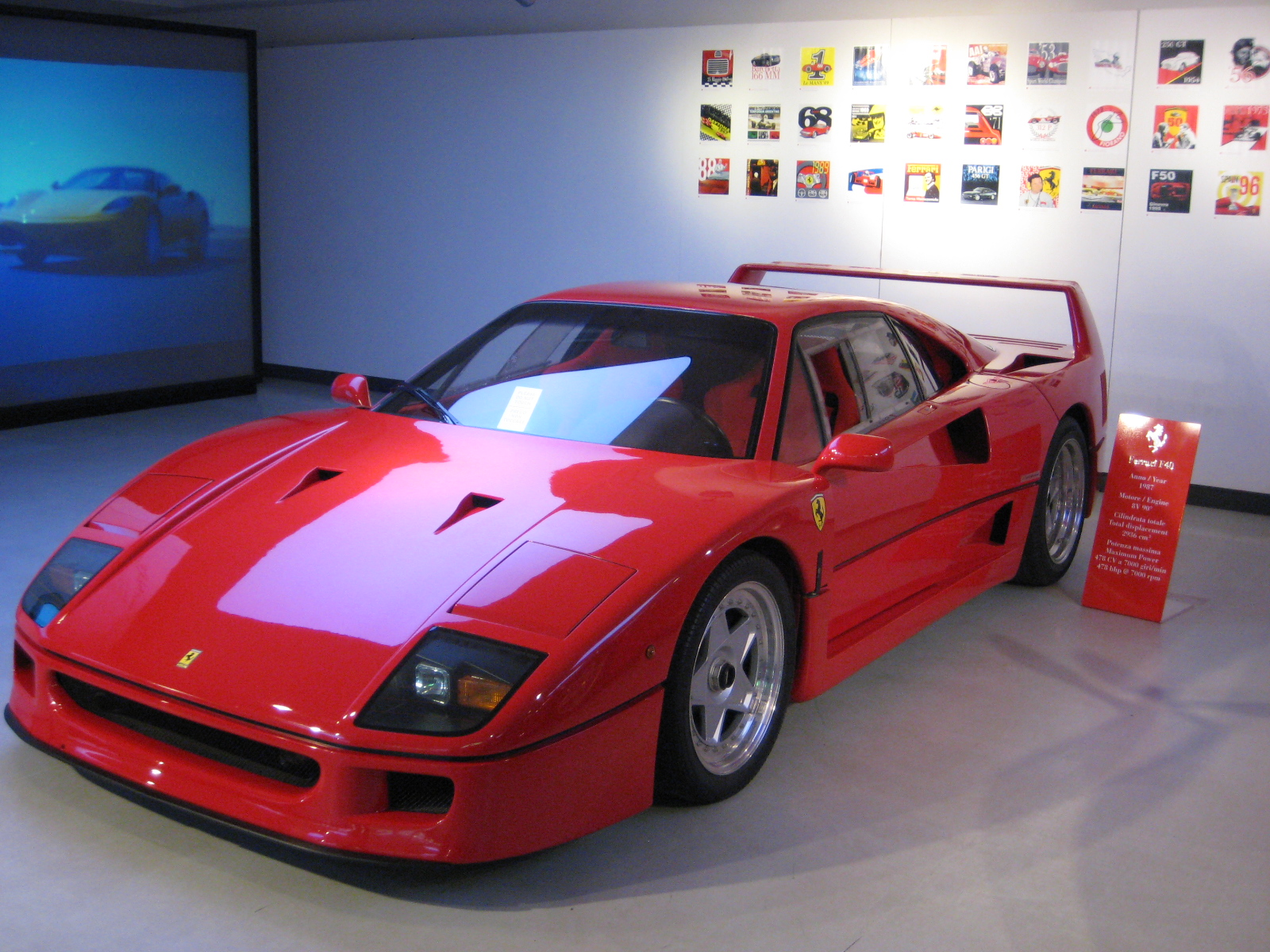
Ferrari F40

- 22. Februar: Erstflug des Airbus A320
- 23. Februar: Die Supernova 1987A wird entdeckt. Sie ist die erste Supernova seit 1604, die mit bloßem Auge beobachtet werden kann.
- 1. April: Deutschland beginnt als erstes Land in Europa mit der Ausgabe maschinenlesbarer Ausweise.
- 25. Mai: Die Laichinger Hungerchronik über Teuerung und Hungersnot 1816/17 wird als Anfang des 20. Jahrhunderts geschaffene Fälschung entlarvt.
- 29. Dezember: Der russische Kosmonaut Juri Wiktorowitsch Romanenko kehrt nach 326 Tagen Aufenthalt an Bord der Raumstation Mir zur Erde zurück.
- In Norwegen wird der letzte Linjesender, ein Langwellen-Rundfunksender, stillgelegt.
- Ferrari stellt zum 40. Firmenjubiläum den Ferrari F40 vor.

### Kultur und Gesellschaft
- Die 750-Jahr-Feier der Stadt Berlin wird mit zahlreichen Veranstaltungen beiderseits der Mauer begangen.
- 22. Januar: Der US-amerikanische Politiker Budd Dwyer tötet sich bei einer von ihm einberufenen Pressekonferenz einen Tag vor Urteilsverkündung in seinem Strafprozess vor laufenden Kameras. Ihm drohte eine 55-jährige Haftstrafe.
- 29. Januar: Uraufführung der Oper Habemeajaja von Boris Blacher an der Akademie der Künste in Berlin
- 15. Februar: Die in der ARD gezeigte deutsche Comedy-Serie Rudis Tagesshow löst einen internationalen Eklat aus, als in einer Szene das iranische Staatsoberhaupt Ajatollah Ruhollah Chomeini mit Damenunterwäsche in Verbindung gebracht wird. Moderator Rudi Carrell erhält Morddrohungen.
- 3. April: Die Unterzeichnung des Rundfunkstaatsvertrags besiegelt das duale System aus öffentlich-rechtlichen und privaten Rundfunk- und Fernsehanstalten in Deutschland.
- 8. April: Kulturabkommen zwischen der Bundesrepublik Deutschland und Venezuela. In Kraft seit dem 2. März 1988
- Die Bundesgartenschau 1987 findet vom 30. April bis 11. Oktober in Düsseldorf statt.
- 9. Mai: Johnny Logan gewinnt in Brüssel mit dem Lied Hold Me Now für Irland die 32. Auflage des Eurovision Song Contest. Es war der zweite Sieg für Logan.
- 10. Mai: Uraufführung der Neufassung des Balletts Dornröschen in der Choreografie von Marcia Haydée mit der Musik von Pjotr Iljitsch Tschaikowski im Großen Haus der Württembergischen Staatstheater Stuttgart
- 21. Mai: Kulturabkommen zwischen der Bundesrepublik Deutschland und Kenia. In Kraft seit dem 29. Juni 1988
- 6. bis 14. Juni: Hessentag 1987 in Melsungen
- Die Documenta 8, Weltausstellung der Kunst, findet vom 12. Juni bis 20. Oktober in Kassel statt.
- 22. Juni: Kulturabkommen zwischen der Bundesrepublik Deutschland und Uruguay. In Kraft seit dem 8. Mai 1989
- 21. Juli: Appetite for Destruction von Guns n’ Roses erscheint, das sich zunächst nur mäßig verkauft, aber alsbald zum erfolgreichsten Album der Band und einem der meistverkauften Hardrock-Alben überhaupt avanciert.
- 28. August: Kulturabkommen zwischen der Bundesrepublik Deutschland und Benin. In Kraft seit dem 13. Mai 1988
- 31. August: Michael Jackson bringt mit Bad den Nachfolger zum Erfolgsalbum Thriller heraus.

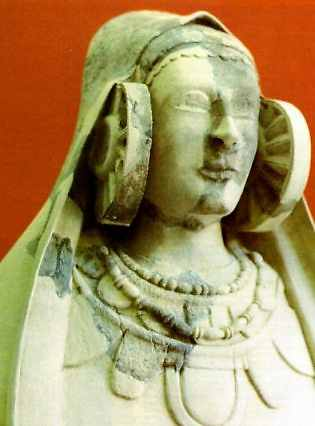
Dama de Guardamar

- 22. September: In Guardamar del Segura werden Trümmer der aus iberischer Zeit stammenden Dama de Guardamar gefunden. Die Teile werden in der Folge zur Büste zusammengesetzt.
- 26. September: Thomas Gottschalk moderiert in der Hofer Freiheitshalle erstmals die Fernsehsendung Wetten, dass..?.
- 6. Oktober: Kulturabkommen zwischen der Bundesrepublik Deutschland und Marokko. In Kraft seit dem 15. Januar 1990
- 22. Oktober: Uraufführung der Oper Nixon in China von John Coolidge Adams an der Houston Grand Opera, Texas
- Gründung der Weiße Rose Stiftung

### Religion
- 17. Juni: In Frankfurt am Main beginnt der 22. Deutsche Evangelische Kirchentag. Bis zum 21. Juni versammeln sich über 125.000 Teilnehmer unter dem Motto „Seht, welch ein Mensch.“ (Joh 19,5 LUT)
- 30. Dezember: In der Enzyklika Sollicitudo rei socialis entwickelt Papst Johannes Paul II. die katholische Soziallehre weiter, geht auf Problemstellungen des Nord-Süd-Konfliktes ein und entwirft das Leitbild einer solidarischen Gesellschaft.

### Sport
Einträge von Leichtathletik-Weltrekorden siehe unter der jeweiligen Disziplin unter Leichtathletik.
- 1. Januar: Das Neujahrsskispringen in Garmisch-Partenkirchen gewinnt Andreas Bauer.
- 21. Januar: Nach dem Scheitern von Boris Becker im Halbfinale der Australian Open gibt Trainer Günter Bosch seine Trennung von Becker bekannt.
- 7. März: Mike Tyson gewinnt seinen Boxkampf und den Weltmeistertitel im Schwergewicht gegen James Smith im Hilton Hotel, Las Vegas, Nevada, USA, durch Sieg nach Punkten.
- 29. März bis 4. Oktober: Austragung der 39. FIM-Motorrad-Straßenweltmeisterschaft
- 12. April bis 15. November: Austragung  der 38. Formel-1-Weltmeisterschaft
- 13. Mai: Der 1. FC Lokomotive Leipzig verliert im EC-Finale der Cupsieger in Athen gegen Ajax Amsterdam 0:1 (0:1).
- 27. Mai: Der FC Bayern München verliert im EC-Finale der Landesmeister in Wien gegen den FC Porto 1:2 (1:0).
- 30. Mai: Mike Tyson gewinnt seinen Boxkampf und Weltmeistertitel im Schwergewicht gegen Pinklon Thomas im Hilton Hotel, Las Vegas, Nevada, USA, durch K. o.
- 6. Juni: Steffi Graf gewinnt mit den in Paris ausgetragenen French Open ihren ersten von insgesamt 22 Grand-Slam-Titeln und erreicht am 24. August erstmals die Führung in der Weltrangliste.
- 20. Juni: Neuseeland gewinnt das Finale der Rugby-Union-Weltmeisterschaft in Auckland 29:9 gegen Frankreich.
- 26. Juli bis 2. August: Deutschland (mit Steffi Graf und Claudia Kohde-Kilsch) gewinnt das Fed-Cup-Finale gegen die USA in Vancouver, Kanada.
- 1. August: Mike Tyson gewinnt seinen Boxkampf und Weltmeistertitel im Schwergewicht gegen Tony Tucker im Hilton Hotel, Las Vegas, Nevada, USA, durch Sieg nach Punkten.
- 7. August: Die US-amerikanische Extremsportlerin Lynne Cox durchschwimmt zwischen den Diomedes-Inseln das kalte Wasser der Beringstraße und überquert dabei die Staatsgrenze zwischen den USA und der damaligen Sowjetunion.
- 16. Oktober: Mike Tyson gewinnt seinen Boxkampf und Weltmeistertitel im Schwergewicht gegen Tyrell Biggs in der Convention Hall, Atlantic City, New Jersey, USA, durch technischen K. o.
- 1. November: Nelson Piquet wird zum dritten und letzten Mal Formel-1-Weltmeister.
- 8. November: Australien gewinnt den vierten Cricket World Cup in Indien und Pakistan, indem sie im Finale England mit 7 Runs besiegt.
- Argentinien, Fidschi, Italien, Japan, Kanada, Rumänien, Tonga, die Vereinigten Staaten und Simbabwe werden vom International Rugby Football Board (IRFB, heute World Rugby) eingeladen an der ersten Rugby-Union-WM teilzunehmen, was mit ihrer vollen Mitgliedschaft einhergeht.

### Katastrophen
Kleinere Unglücksfälle sind in den Unterartikeln von Katastrophe und in der Liste von Katastrophen aufgeführt.
- 6. März: Das Fährschiff Herald of Free Enterprise (Großbritannien) kentert vor dem Hafen von Zeebrugge. Es gibt 193 Tote.
- 10. März: Erdbeben der Stärke 7,0 in Kolumbien und Ecuador, über 1.000 Tote
- 9. Mai: Eine gecharterte Verkehrsmaschine Iljuschin Il-62M der polnischen LOT, auf dem Weg nach New York City, USA, stürzt eine knappe Stunde nach dem Start nahe Warschau, Polen ab. 183 Menschen sterben. (→LOT-Flug 5055)
- 28. Juli: Bei einem Bergsturz stürzen Felsmassen im Veltlin ins Tal der Adda. Sie begraben das Dorf Morignone unter sich. Die Zahl der Toten im Ort und auf einer befahrenen Straße wird auf 53 geschätzt, 1.500 Leute werden obdachlos.
- 31. Juli: Bei Unruhen in Mekka sterben knapp 400 Menschen bei Auseinandersetzungen zwischen iranischen Pilgern und saudischen Sicherheitskräften.
- 16. August: Eine McDonnell Douglas MD-80 der Northwest Airlines, auf dem Weg nach Phoenix, stürzt kurz nach dem Start in Detroit, Michigan, USA ab und kracht in eine belebte Straße. 156 Menschen sterben, ein Kind wird gerettet.
- 18. November: Im Londoner U-Bahnhof King’s Cross St. Pancras entfacht ein Streichholz einen Großbrand, bei dem 31 Menschen sterben und über 60 Menschen verletzt werden.
- 28. November: An Bord einer Boeing 747 der South African Airways bricht auf einem Linienflug von Taiwan nach Südafrika aus ungeklärter Ursache ein Frachtbrand aus. Die Maschine stürzt nahe Mauritius in den Indischen Ozean. Alle 159 Menschen an Bord sterben. (→South-African-Airways-Flug 295)
- 29. November: In einer Boeing 707 der Korean Air explodiert über Myanmar eine Bombe. Alle 115 Menschen an Bord sterben. (→Korean-Airlines-Flug 858)
- 20. Dezember: Beim Untergang der philippinischen Fähre Doña Paz nach einer Kollision mit dem Tanker „Vector“ sterben 4.375 Passagiere und Besatzungsmitglieder der „Doña Paz“ und elf Besatzungsmitglieder der „Vector“. Es gibt insgesamt nur 26 Überlebende. Es handelt sich damit um das schwerste Schiffsunglück in Friedenszeiten.

## Geboren

### Januar

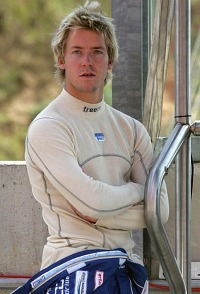
Sam Bird

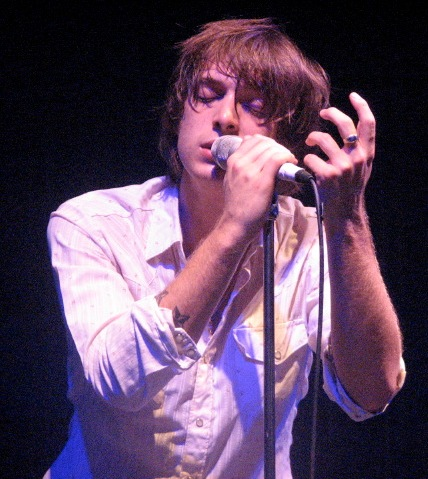
Paolo Nutini

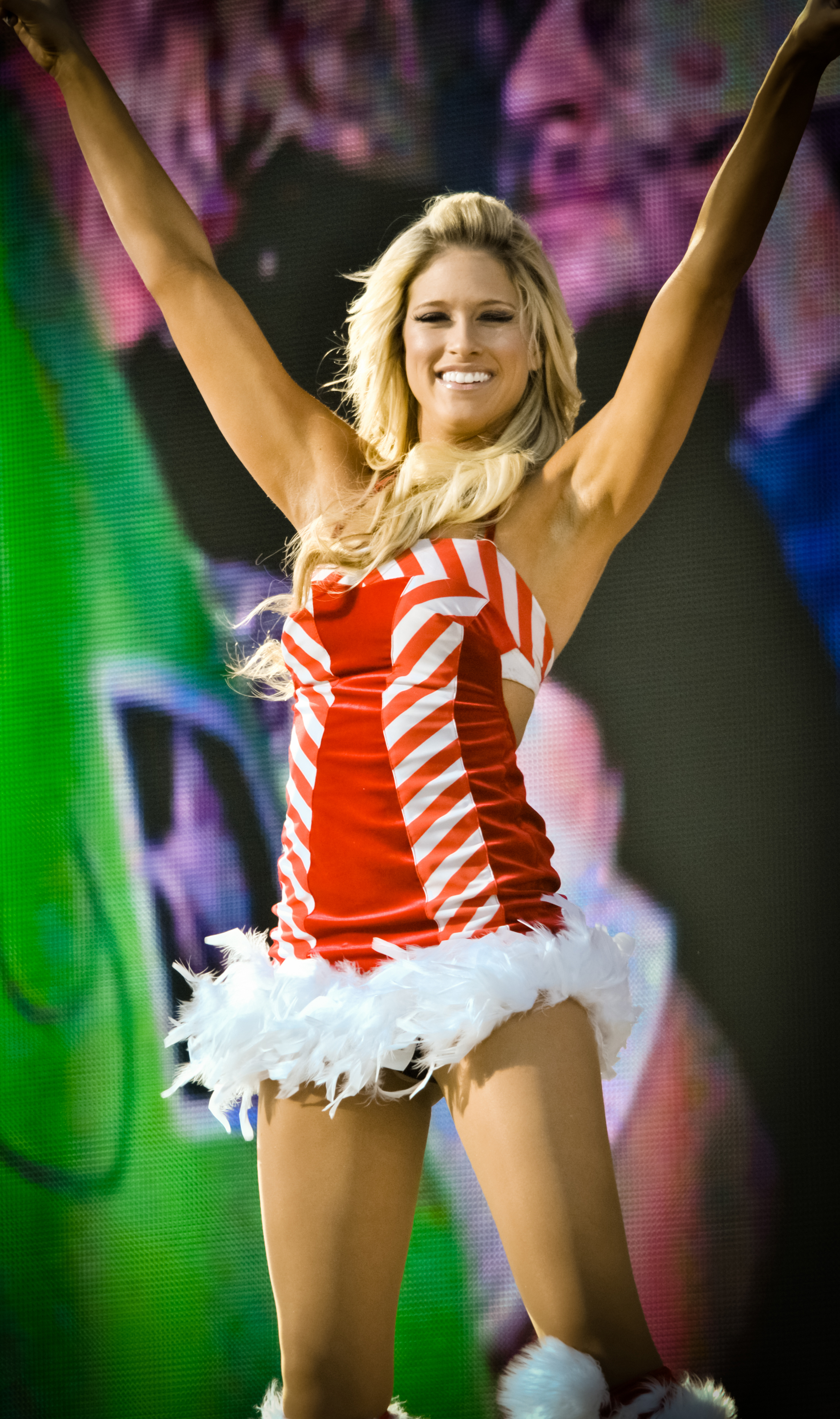
Kelly Kelly

- 02. Januar: Witali Sergejewitsch Anikejenko, russischer Eishockeyspieler († 2011)
- 02. Januar: Sören Halfar, deutscher Fußballspieler
- 02. Januar: Loïc Rémy, französischer Fußballspieler
- 02. Januar: Meredith Stepien, US-amerikanische Schauspielerin
- 04. Januar: Maria Ikelap, mikronesische Sprinterin
- 04. Januar: Cho Min-ho, südkoreanischer Eishockeyspieler († 2022)
- 04. Januar: Pierre-Luc Périchon, französischer Radrennfahrer
- 05. Januar: Radoslav Augustín, slowakischer Fußballspieler
- 05. Januar: Icke Dommisch, deutscher Fernsehmoderator
- 06. Januar: Muna Jabir Adam, sudanesische Hürdenläuferin
- 07. Januar: Davide Astori, italienischer Fußballspieler († 2018)
- 08. Januar: Jurij Agarkow, ukrainischer Radrennfahrer
- 08. Januar: Amanda Ammann, Miss Schweiz 2007
- 08. Januar: Raphaela Möst, deutsche Schauspielerin
- 09. Januar: José Ricardo Asqueta Vera, uruguayischer Fußballspieler
- 09. Januar: Angelica Augustsson Zanotelli, schwedische Springreiterin
- 09. Januar: Sam Bird, britischer Automobilrennfahrer
- 09. Januar: Bradley Davies, walisischer Rugby-Union-Spieler
- 09. Januar: Paolo Nutini, schottischer Sänger und Liedermacher
- 09. Januar: Pablo Santos, mexikanischer Schauspieler und Produzent († 2006)
- 10. Januar: Eyüp Kadri Ataoğlu, türkischer Fußballspieler
- 10. Januar: Florian Bartholomäi, deutscher Schauspieler
- 10. Januar: Yoshitaka Kuroda, japanischer Automobilrennfahrer
- 10. Januar: Daine Todd, kanadischer Eishockeyspieler
- 11. Januar: Milan Marcus, deutscher Schauspieler
- 12. Januar: Nathan Doyle, englischer Fußballspieler
- 12. Januar: Johannes Huber, deutscher Politiker
- 12. Januar: Kirati Keawsombat, thailändischer Fußballspieler
- 12. Januar: Nikita Khartchenkov, deutscher Basketballspieler
- 12. Januar: Mychajlo Krywtschykow, ukrainischer Handballspieler
- 12. Januar: Maarija Mikiver, estnische Fußballspielerin
- 12. Januar: Edoardo Mortara, italienischer Automobilrennfahrer
- 12. Januar: Iván Nova, dominikanischer Baseballspieler
- 12. Januar: Naya Rivera, US-amerikanische Schauspielerin († 2020)
- 12. Januar: Will Rothhaar, US-amerikanischer Schauspieler
- 12. Januar: Salvatore Sirigu, italienischer Fußballspieler
- 12. Januar: Kris Sparre, kanadischer Eishockeyspieler
- 13. Januar: Meelah Adams, deutsche Schauspielerin
- 13. Januar: Daniel Oss, italienischer Radrennfahrer
- 13. Januar: Radosław Wojtaszek, polnischer Schachspieler
- 14. Januar: Dennis Aogo, deutscher Fußballspieler
- 14. Januar: Jeremias Koschorz, deutscher Schauspieler
- 15. Januar: Cafercan Aksu, türkischer Fußballspieler
- 15. Januar: Thierry Gerard Audel, französischer Fußballspieler
- 15. Januar: Kelly Kelly, US-amerikanische Wrestlerin
- 15. Januar: Thomas Drechsel, deutscher Schauspieler
- 16. Januar: Park Joo-ho, südkoreanischer Fußballspieler
- 16. Januar: Piotr Żyła, polnischer Skispringer
- 16. Januar: Adílson Warken, brasilianischer Fußballspieler
- 16. Januar: Quynh Anh Pham, belgische Sängerin
- 19. Januar: Edgar Manutscharjan, armenischer Fußballspieler
- 19. Januar: Charlotte Irene Thompson, deutsche Schauspielerin und Musicaldarstellerin
- 20. Januar: Evan Peters, US-amerikanischer Schauspieler
- 20. Januar: Cemil Adıcan, türkischer Fußballspieler
- 20. Januar: Christine Eixenberger, deutsche Kabarettistin und Schauspielerin
- 20. Januar: Marco Simoncelli, italienischer Motorradrennfahrer († 2011)
- 21. Januar: Lachlan Norris, australischer Radrennfahrer
- 22. Januar: Abdenour Amachaibou, deutscher Fußballspieler
- 24. Januar: Cristian Maidana, argentinischer Fußballspieler
- 24. Januar: Luis Suárez, uruguayischer Fußballspieler
- 24. Januar: Davide Valsecchi, italienischer Automobilrennfahrer
- 25. Januar: Hafsia Herzi, französische Schauspielerin
- 26. Januar: Olson, deutscher Rapper
- 26. Januar: Sebastian Giovinco, italienischer Fußballspieler
- 26. Januar: Rigoberto Urán, kolumbianischer Radrennfahrer
- 27. Januar: Andrea Consigli, italienischer Fußballspieler
- 27. Januar: Michael Marrone, australischer Fußballspieler
- 27. Januar: Jamel Saihi, tunesischer Fußballspieler
- 28. Januar: Alexandria Anderson, US-amerikanische Sprinterin
- 28. Januar: Steven O’Dor, australischer Fußballspieler
- 29. Januar: Le-Thanh Ho, deutsche Musikerin und Schauspielerin
- 30. Januar: Dario Venitucci, italienischer Fußballspieler
- 31. Januar: Alona Hertha, deutsches Model, Playmate und Schauspielerin
- 31. Januar: Raúl Richter, deutscher Schauspieler

### Februar

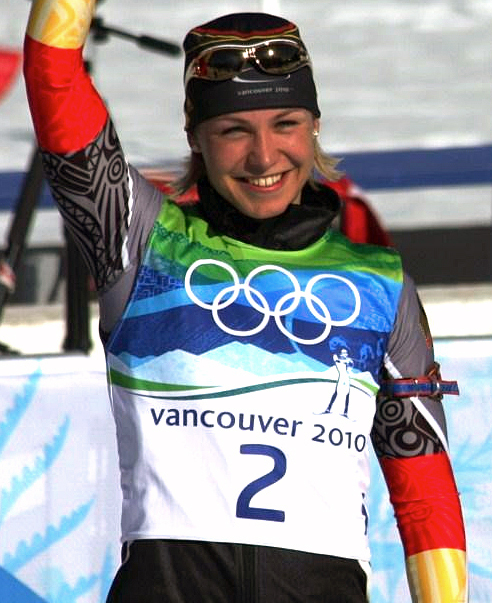
Magdalena Neuner

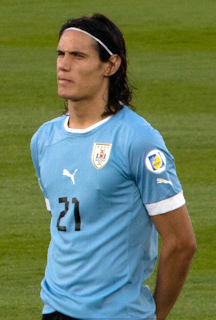
Edinson Cavani

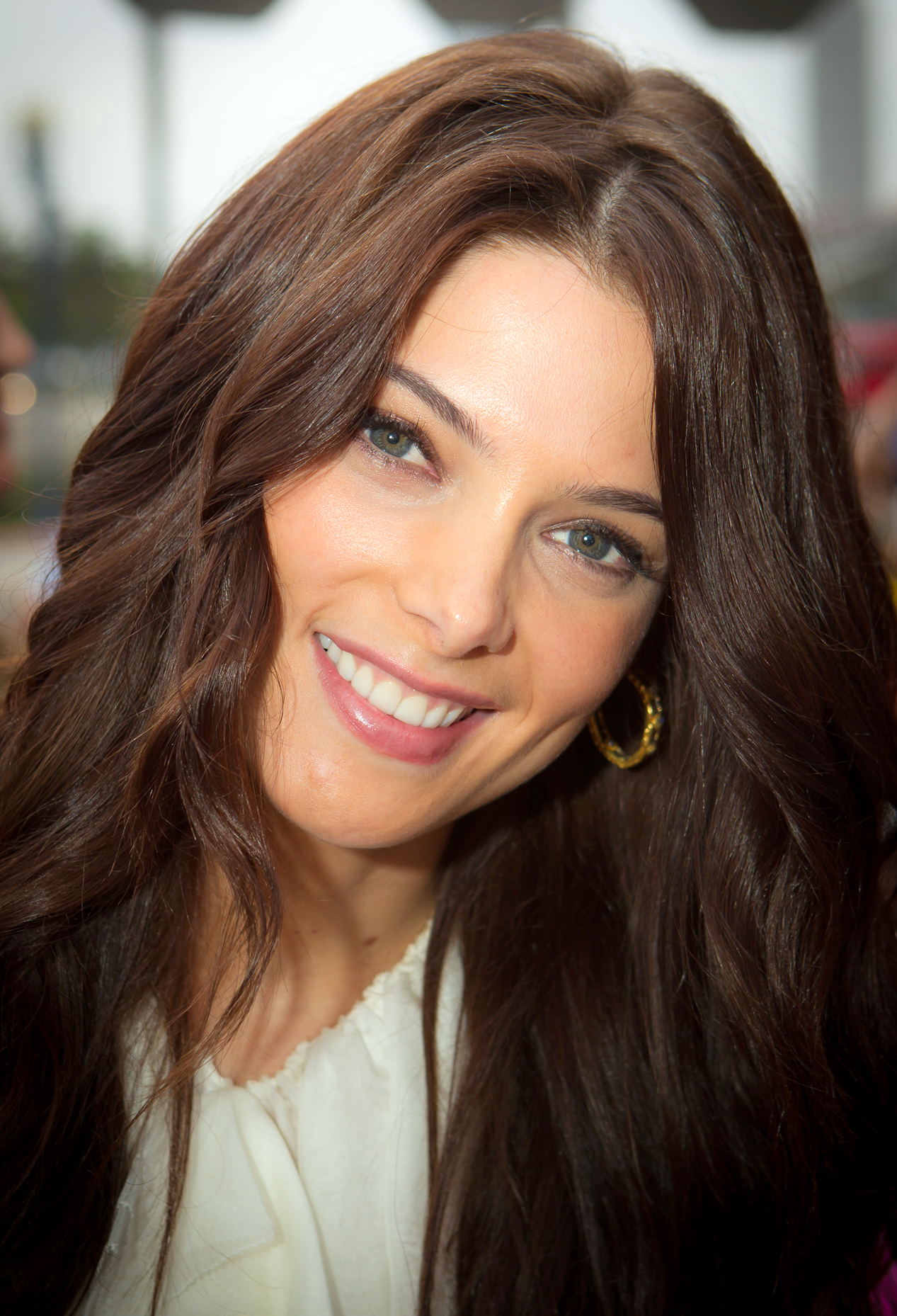
Ashley Greene

- 01. Februar: Barış Ataş, türkischer Fußballspieler
- 01. Februar: Giuseppe Rossi, italienischer Fußballspieler
- 02. Februar: Jonathan Rea, britischer Motorradrennfahrer
- 04. Februar: Lucie Šafářová, tschechische Tennisspielerin
- 04. Februar: Nikita Witjugow, russischer Schachspieler
- 05. Februar: Darren Criss, US-amerikanischer Schauspieler, Sänger und Songwriter
- 05. Februar: Olli Pekkala, finnischer Skispringer
- 06. Februar: Sarah Stork, deutsche Schauspielerin
- 06. Februar: Joseph Walker, US-amerikanischer Schauspieler und Musicaldarsteller
- 08. Februar: Jessica Jerome, US-amerikanische Skispringerin
- 08. Februar: Carolina Kostner, italienische Eiskunstläuferin
- 08. Februar: Moritz Weltgen, deutscher Handballspieler
- 09. Februar: Davide Lanzafame, italienischer Fußballspieler
- 09. Februar: Rose Leslie, britische Schauspielerin
- 09. Februar: Magdalena Neuner, deutsche Biathletin
- 09. Februar: Kristof Van Hout, belgischer Fußballtorwart
- 09. Februar: Michael Wiemann, deutscher Fußballspieler
- 10. Februar: Chaz Davies, britischer Motorradrennfahrer
- 10. Februar: Yuja Wang, chinesische Pianistin
- 11. Februar: Luca Antonelli, italienischer Fußballspieler
- 11. Februar: Robert Fleßers, deutscher Fußballspieler
- 12. Februar: Meghan Agosta, kanadische Eishockeyspielerin
- 12. Februar: Claire-Hope Ashitey, britische Schauspielerin
- 12. Februar: Antonín Hájek, tschechischer Skispringer († 2022)
- 12. Februar: Philipp Reuter, deutscher Handballspieler
- 13. Februar: Eljero Elia, niederländischer Fußballspieler
- 14. Februar: Edinson Cavani, uruguayischer Fußballspieler
- 16. Februar: William-Fils Aubameyang, gabunischer Fußballspieler
- 16. Februar: Malte Schröder, deutscher Handballspieler
- 17. Februar: Eliran Atar, israelischer Fußballspieler
- 17. Februar: Jessy Atila, belgische Fußballspielerin
- 17. Februar: Juliane Fisch, deutsche Schauspielerin
- 17. Februar: Jan Molsen, deutscher Handballspieler
- 18. Februar: Michela Cerruti, italienische Automobilrennfahrerin
- 18. Februar: Cristian Tănase, rumänischer Fußballspieler
- 18. Februar: Māris Vartiks, lettischer Billardspieler
- 19. Februar: Ahmed Adly, ägyptischer Großmeister im Schach
- 19. Februar: Martin Büchel, liechtensteinischer Fußballspieler
- 21. Februar: Elliot Page, kanadischer Schauspieler
- 21. Februar: Burgess Abernethy, australischer Schauspieler
- 21. Februar: Techy Fatule, dominikanische Sängerin, Komponistin und Schauspielerin
- 21. Februar: Ashley Greene, US-amerikanische Schauspielerin
- 22. Februar: Han Hyo-joo, südkoreanische Schauspielerin
- 22. Februar: Sergio Romero, argentinisch-italienischer Fußballspieler
- 22. Februar: Johannes Theobald, deutscher Automobilrennfahrer
- 23. Februar: Ab-Soul, US-amerikanischer Rapper
- 23. Februar: Sara Fazilat, deutsche Schauspielerin
- 23. Februar: Theophilus London, US-amerikanischer Rapper und Produzent
- 25. Februar: Justin Abdelkader, US-amerikanischer Eishockeystürmer
- 26. Februar: Jauhen Abramenka, belarussischer Biathlet
- 26. Februar: Sebastian Albert, deutscher Fußballspieler
- 26. Februar: Johan Plat, niederländischer Fußballspieler
- 26. Februar: Johan Sjöstrand, schwedischer Handballspieler
- 27. Februar: Waleri Andriizew, ukrainischer Ringer
- 27. Februar: Anna Blässe, deutsche Fußballspielerin
- 27. Februar: Maximiliano Moralez, argentinischer Fußballer
- 28. Februar: Antonio Candreva, italienischer Fußballspieler
- 28. Februar: Michelle Horn, US-amerikanische Schauspielerin
- 28. Februar: Stephanie Sigman, mexikanische Schauspielerin
- 00 Februar: Mai Duong Kieu, deutsch-vietnamesische Schauspielerin

### März

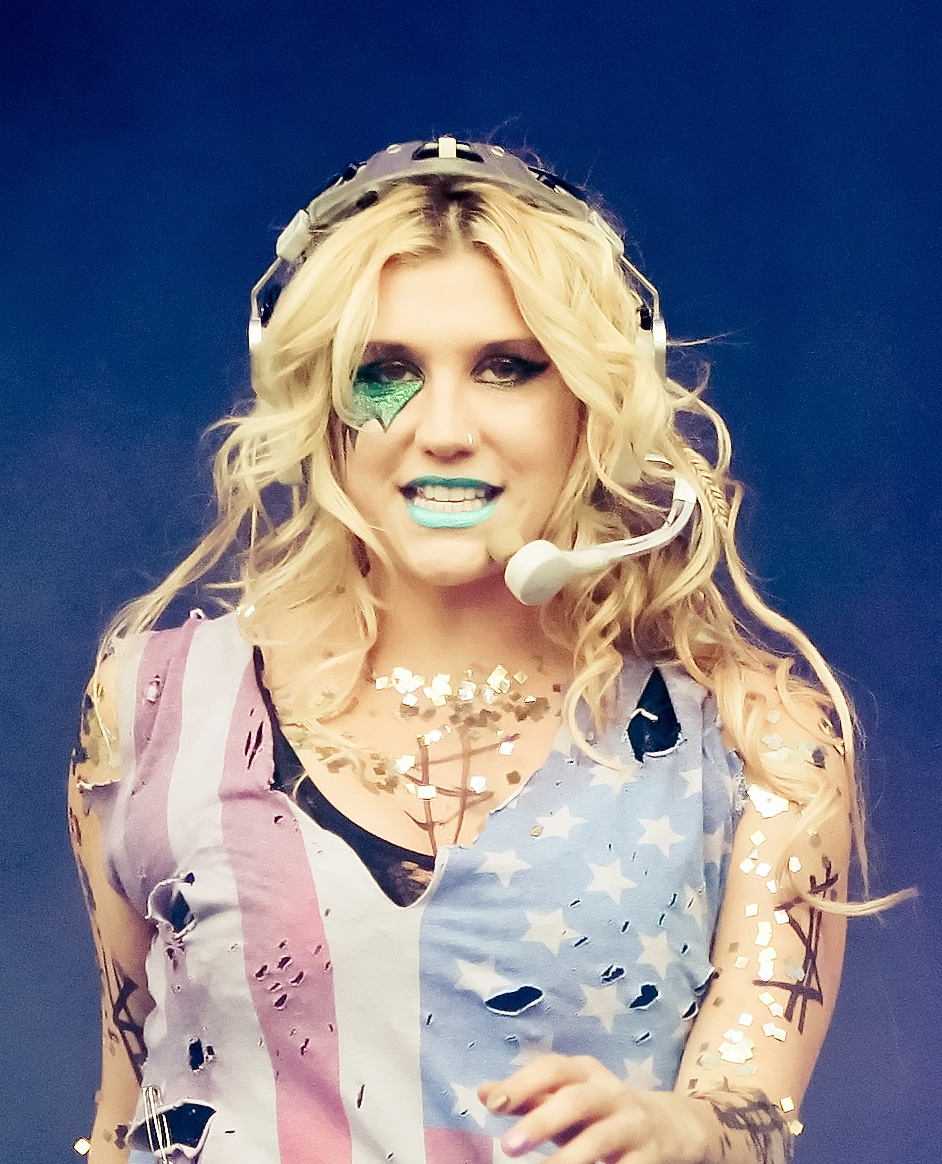
Kesha Rose Sebert

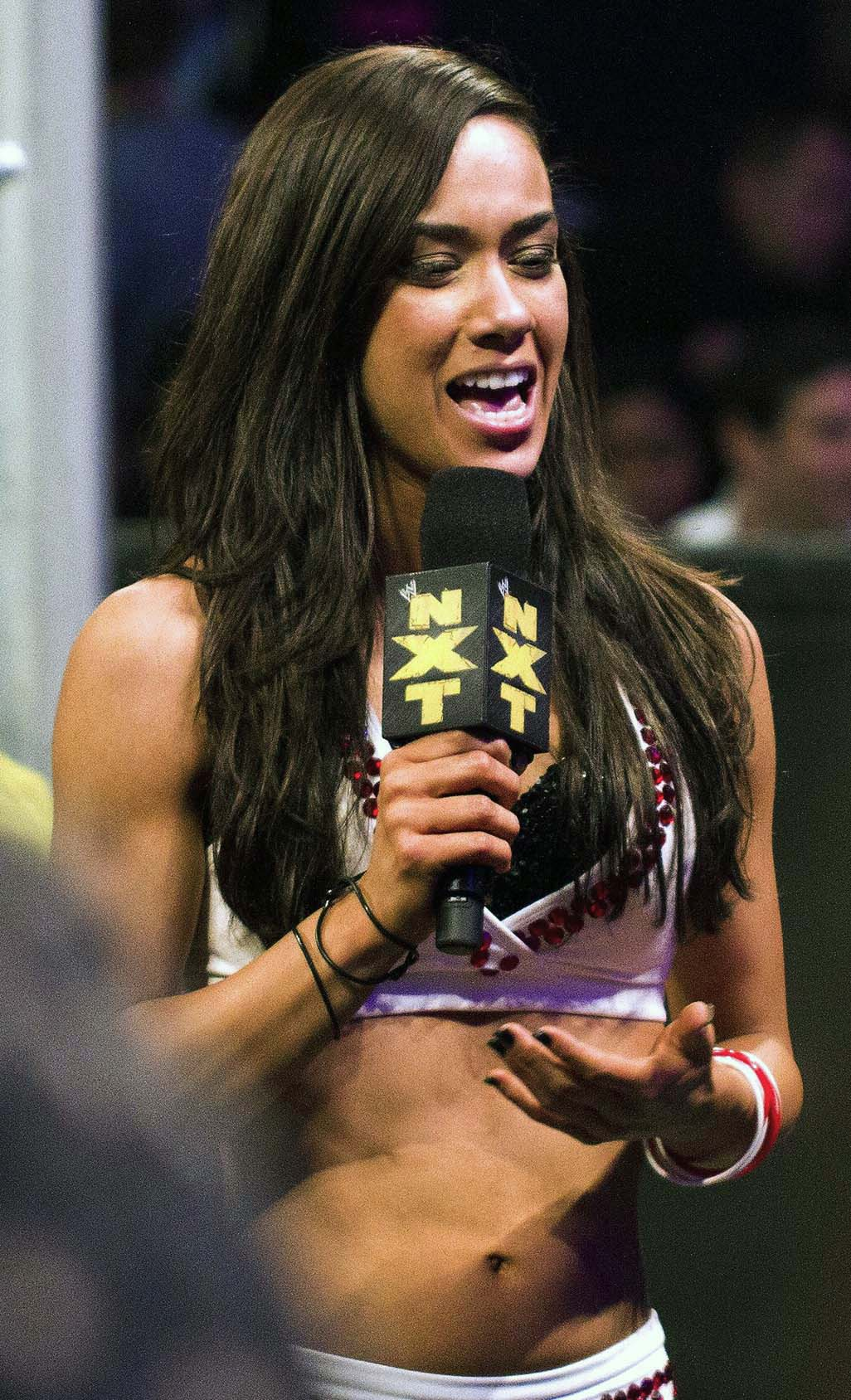
AJ Lee

- 01. März: Andreas Adityawarman, indonesischer Badmintonspieler
- 01. März: Kesha, US-amerikanische Sängerin, Rapperin und Songwriterin
- 02. März: Jonas Jerebko, schwedischer Basketballspieler
- 02. März: Lisa Rashid, englische Fußballschiedsrichterassistentin
- 04. März: Brandon Wagner, US-amerikanischer Automobilrennfahrer
- 05. März: Anna Tschakwetadse, russische Tennisspielerin
- 05. März: Marie-Elisabeth Hecker, deutsche Cellistin
- 05. März: Julian Paeth, deutscher Schauspieler
- 06. März: Kevin-Prince Boateng, deutsch-ghanaischer Fußballspieler
- 06. März: Chris Grossman, australischer Fußballspieler
- 06. März: Lasse Kohnagel, deutscher Handballspieler
- 06. März: Hannah Taylor-Gordon, britische Filmschauspielerin
- 07. März: Andrea Ambrosi, italienischer Eishockeyspieler
- 07. März: Hatem Ben Arfa, französischer Fußballspieler
- 07. März: Sylta Fee Wegmann, deutsche Schauspielerin
- 08. März: Bianca Atzei, italienische Popsängerin
- 08. März: Devon Graye, US-amerikanischer Schauspieler
- 08. März: Joonas Ikonen, finnischer Skispringer († 2024)
- 09. März: Bow Wow, US-amerikanischer Rapper und Schauspieler
- 10. März: Martellus Bennett, US-amerikanischer American-Football-Spieler
- 11. März: An Jong-ho, nordkoreanischer Fußballspieler
- 12. März: Manuele Boaro, italienischer Radrennfahrer
- 12. März: Markus Noel, deutscher Handballspieler
- 12. März: Teymur Rəcəbov, aserbaidschanischer Schachgroßmeister
- 13. März: José Luis Abadín, spanischer Automobilrennfahrer
- 13. März: Marco Andretti, US-amerikanischer Automobilrennfahrer
- 13. März: Andreas Beck, deutscher Fußballspieler
- 13. März: Christoph Dübener, deutscher Handballspieler
- 13. März: Mauro Zárate, argentinischer Fußballspieler
- 15. März: Juliane Höfler, deutsche Fußballspielerin
- 15. März: Jelena Morosowa, russische Fußballspielerin
- 15. März: Sameh Sidhom, ägyptischer Dreibandspieler
- 16. März: Valerio Aspromonte, italienischer Florettfechter
- 16. März: Paul-Max Walther, deutscher Fußballspieler
- 17. März: Federico Fazio, argentinischer Fußballspieler
- 18. März: Gabriel Mercado, argentinischer Fußballspieler
- 18. März: Sergej Minich, deutscher Politiker
- 18. März: Arnd Peiffer, deutscher Biathlet
- 19. März: AJ Lee, US-amerikanische Wrestlerin
- 19. März: Kathrin Geißler, deutsche Popsängerin (Banaroo)
- 20. März: João Alves de Assis Silva, brasilianischer Fußballspieler
- 20. März: Nizamettin Çalışkan, türkischer Fußballspieler
- 20. März: Julian F. M. Stoeckel, deutscher Schauspieler
- 20. März: Rollo Weeks, britischer Schauspieler
- 21. März: Odine Johne, deutsche Schauspielerin
- 21. März: Rodolfo Torres, kolumbianischer Radrennfahrer
- 21. März: Alina Wojtas, polnische Handballspielerin
- 22. März: Jairo Mora Sandoval, costa-ricanischer Umweltaktivist († 2013)
- 24. März: María Valverde, spanische Schauspielerin
- 24. März: Ramires, brasilianischer Fußballspieler
- 25. März: Patrick Ryan Anderson, US-amerikanischer Schauspieler
- 25. März: Jacob Bagersted, dänischer Handballspieler
- 25. März: Christopher Colaço, deutscher Filmmusik-Komponist und Produzent
- 25. März: Bruce Djite, australischer Fußballspieler
- 25. März: Raffaele De Rosa, italienischer Motorradrennfahrer
- 25. März: Robbin Ruiter, niederländischer Fußballtorwart
- 26. März: Robert Åhman-Persson, schwedischer Fußballspieler
- 26. März: Matteo Carlo Ardemagni, italienischer Fußballspieler
- 26. März: Steven Fletcher, schottischer Fußballspiele
- 26. März: David Mullikas, deutsch-estnischer Schauspieler
- 26. März: Mareen von Römer, deutsche Volleyballspielerin
- 28. März: Asier Arranz Martín, spanischer Fußballspieler
- 28. März: Kagney Linn Karter, US-amerikanische Pornodarstellerin († 2024)
- 29. März: Claudia Andreatti, italienische Moderatorin
- 29. März: Maxime Authom, belgischer Tennisspieler
- 29. März: Kelly Minkin, US-amerikanische Pokerspielerin
- 29. März: Lea Marlen Woitack, deutsche Schauspielerin
- 30. März: Marc-André Dorion, kanadischer Eishockeyspieler
- 30. März: Calum Elliot, schottischer Fußballspieler
- 30. März: Karmela Shako, deutsche Schauspielerin
- 30. März: Meike Weber, deutsche Fußballspielerin
- 31. März: Nordin Amrabat, niederländisch-marokkanischer Fußballspieler
- 31. März: K. Humpy, indische Schachspielerin

### April

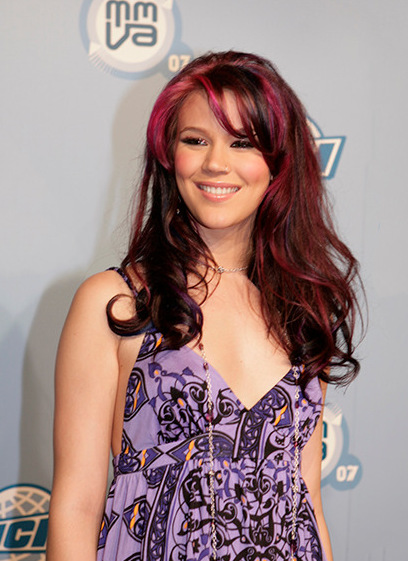
Joss Stone

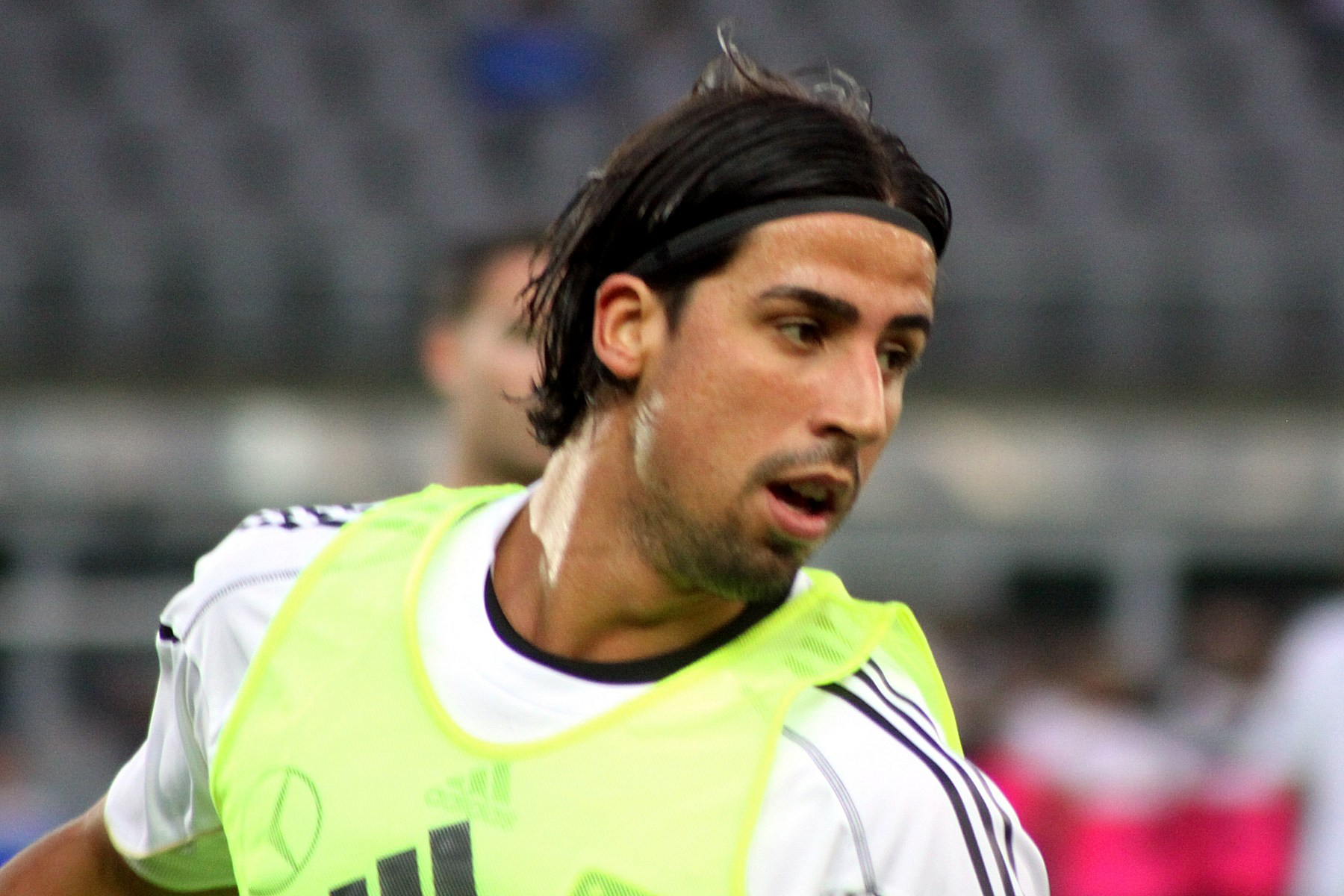
Sami Khedira

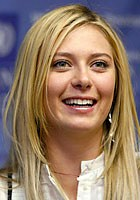
Marija Scharapowa

- 01. April: Vitorino Gabriel Pacheco Antunes, portugiesischer Fußballspieler
- 01. April: Mackenzie Davis, kanadische Schauspielerin
- 01. April: Ding Junhui, chinesischer Snooker-Spieler
- 01. April: Oliver Turvey, britischer Automobilrennfahrer
- 02. April: Nikki Adler, deutsche Boxerin
- 03. April: Glen Akama-Eseme, kamerunischer Fußballspieler
- 03. April: Julián Simón, spanischer Motorradrennfahrer
- 04. April: Francesco Castellacci, italienischer Automobilrennfahrer
- 04. April: Sami Khedira, deutscher Fußballspieler
- 04. April: Konrad Reuland, US-amerikanischer American-Football-Spieler († 2016)
- 04. April: Steff la Cheffe, Schweizer Rapperin und Beatboxerin
- 05. April: Lola Naymark, französische Schauspielerin
- 07. April: Herdeiro Lucau, schwedischer Handballspieler
- 07. April: Martín Cáceres, uruguayischer Fußballspieler
- 07. April: Tobias Lister, australischer Steuermann im Rudern
- 07. April: Tobias Reinkemeier, deutscher Pokerspieler
- 08. April: Nils Babin, deutscher Handballtorwart
- 08. April: Peter Hickman, britischer Motorradrennfahrer
- 08. April: Janine Pink, deutsche Schauspielerin
- 08. April: Dario Vidosic, australischer Fußballspieler
- 09. April: Juliane Maier, deutsche Fußballspielerin
- 09. April: Blaise Matuidi, französischer Fußballspieler
- 09. April: Jesse McCartney, US-amerikanischer Schauspieler und Musiker
- 10. April: Maya Gabeira, brasilianische Profi-Surferin
- 10. April: Vladimir Ivanov, estnischer Tennisspieler
- 11. April: Joss Stone, britische Soulsängerin
- 11. April: Louis Vasquez, US-amerikanischer American-Football-Spieler
- 12. April: Shawna Lenee, US-amerikanische Pornodarstellerin
- 12. April: Brendon Urie, Sänger Panic! at the Disco
- 14. April: Ida Odén, schwedische Handballspielerin
- 15. April: Christina Haack, deutsche Leichtathletin
- 15. April: Jenna Mohr, deutsche Skispringerin
- 15. April: Samira Wiley, US-amerikanische Schauspielerin und Model
- 16. April: Cenk Akyol, türkischer Basketballspieler
- 16. April: Lhadji Badiane, französisch-senegalesischer Fußballspieler
- 16. April: David Peters, US-amerikanischer Pokerspieler
- 17. April: Tom James, walisischer Rugbyspieler
- 17. April: Jacqueline MacInnes Wood, kanadische Schauspielerin, Sängerin und Model
- 18. April: Matthew Anderson, US-amerikanischer Volleyballspieler
- 18. April: Anthony Roux, französischer Radrennfahrer
- 18. April: Sara Walzik, deutsche Handballspielerin
- 19. April: Oxana Akinschina, russische Schauspielerin
- 19. April: Isabel Berghout, deutsch-niederländische Schauspielerin
- 19. April: Joe Hart, englischer Fußballspieler
- 19. April: Alexandre Imperatori, Schweizer Automobilrennfahrer
- 19. April: Marija Scharapowa, russische Tennisspielerin
- 19. April: Daniel Schuhmacher, deutscher Musiker
- 20. April: Laia Alvarez, spanische Schauspielerin und Autorin
- 20. April: John Patrick Amedori, US-amerikanischer Schauspieler und Rockmusiker
- 20. April: Dragan Labović, serbischer Basketballspieler († 2025)
- 20. April: Hayden Paddon, neuseeländischer Rallyefahrer
- 21. April: Sven Franzen, deutscher Handballmanager
- 21. April: Pietro Gandolfi, italienischer Automobilrennfahrer
- 22. April: John Obi Mikel, nigerianischer Fußballspieler
- 23. April: Michael Antonio Arroyo Mina, ecuadorianischer Fußballspieler
- 23. April: Timon Seubert, ehemaliger deutscher Radrennfahrer
- 24. April: Simone Corsi, italienischer Motorradrennfahrer
- 24. April: Laurianne Delabarre, französische Volleyballspielerin
- 24. April: Anne Kaiser, deutsche Fußballspielerin
- 24. April: Rein Taaramäe, estnischer Radrennfahrer
- 24. April: Jan Vertonghen, belgischer Fußballspieler
- 25. April: Marcel Höttecke, deutscher Fußballtorhüter
- 26. April: Mária Trošková, slowakische Unternehmerin und Model
- 26. April: Adrian Wöhler, deutscher Handballspieler
- 27. April: Gerry Carroll, nordirischer Politiker
- 27. April: Alexandra Lacrabère, französische Handballspielerin
- 27. April: William Moseley, britischer Filmschauspieler
- 28. April: Vijessna Ferkic, deutsch-kroatische Schauspielerin
- 28. April: Josip Landeka, kroatischer Fußballspieler
- 28. April: Robin Schulz, deutscher DJ und Produzent
- 28. April: Frank Ziegler, deutscher Schauspieler und Sänger
- 29. April: Sara Errani, italienische Tennisspielerin
- 30. April: Ian Ashworth, südafrikanischer Eishockeyspieler
- 30. April: Marta Bastianelli, italienische Radrennfahrerin
- 30. April: Kazuya Ōshima, japanischer Automobilrennfahrer

### Mai

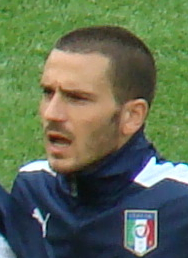
Leonardo Bonucci

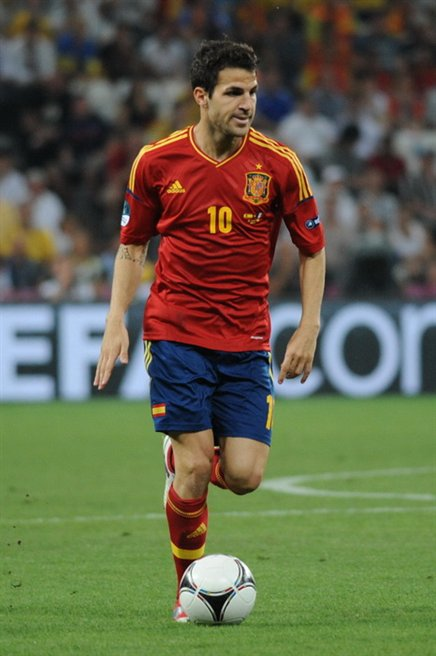
Cesc Fàbregas

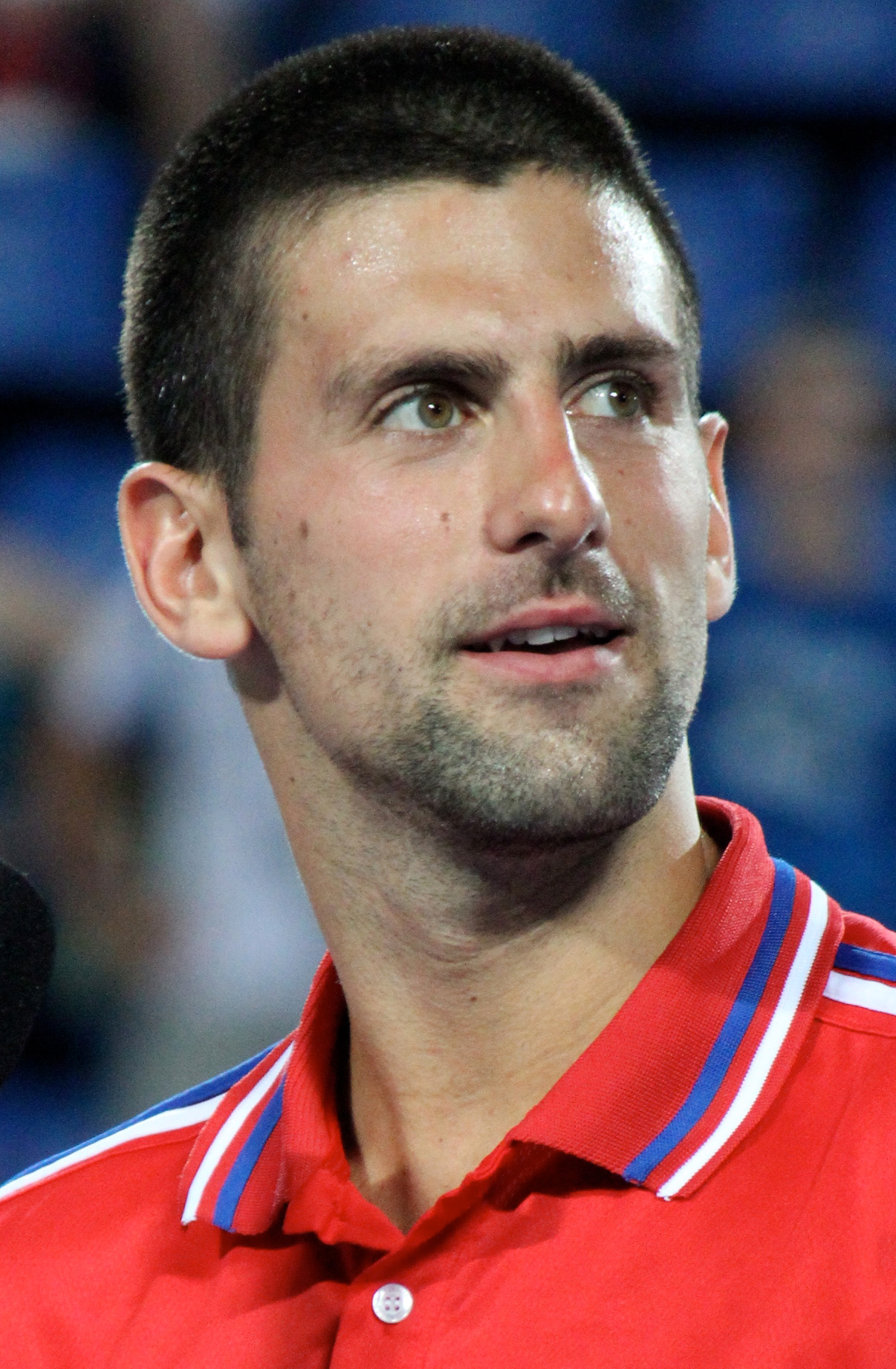
Novak Đoković

- 01. Mai: Leonardo Bonucci, italienischer Fußballspieler
- 01. Mai: Claudia Wurzel, italienische Ruderin
- 02. Mai: Johan Andersson, schwedischer Eishockeyspieler
- 02. Mai: Adrian Gaspar, rumänisch-österreichischer Jazz-Pianist und Komponist
- 02. Mai: Pat McAfee, US-amerikanischer American-Football-Spieler
- 04. Mai: Cesc Fàbregas, spanischer Fußballspieler
- 04. Mai: Jorge Lorenzo, spanischer Motorradrennfahrer
- 04. Mai: Anjeza Shahini, albanische Pop-Sängerin
- 04. Mai: Bryan Braman, US-amerikanischer American-Football-Spieler († 2025)
- 05. Mai: Marija Šestić, bosnische Sängerin
- 05. Mai: Germán Voboril, argentinischer Fußballspieler
- 06. Mai: Meek Mill, US-amerikanischer Rapper
- 06. Mai: Moon Geun-young, südkoreanische Schauspielerin
- 07. Mai: Jörn Neumeister, deutscher Fußballspieler
- 07. Mai: Stefan Read, kanadischer Skispringer
- 07. Mai: Miriam Rickli, Schweizer Fernsehmoderatorin
- 07. Mai: Vreneli van Helbergen, niederländische Schauspielerin
- 08. Mai: Ervin Eleskovic, schwedischer Tennisspieler
- 08. Mai: Felix Jones, US-amerikanischer American-Football-Spieler
- 09. Mai: Jillian Nelson,  US-amerikanische Schauspielerin
- 09. Mai: Denis Andrejewitsch Ossipow, russischer Eishockeyspieler
- 10. Mai: Tiffany Ciely, belgische Sängerin
- 10. Mai: Jason Schreier, US-amerikanischer Journalist und Autor
- 12. Mai: Kassim Aidara, französisch-senegalesischer Fußballspieler
- 13. Mai: Candice Accola, US-amerikanische Schauspielerin und Musikerin
- 13. Mai: Antonio Adán, spanischer Fußballtorwart
- 13. Mai: Felix Kossler, deutscher Handballspieler
- 13. Mai: Carrie Prejean, US-amerikanisches Model
- 14. Mai: Joseph Attieh, libanesischer Sänger
- 14. Mai: Adrián Daniel Calello, argentinischer Fußballspieler
- 14. Mai: François Steyn, südafrikanischer Rugbyspieler
- 14. Mai: Ari Freyr Skúlason, isländischer Fußballspieler
- 15. Mai: Andy Murray, britischer Tennisspieler
- 16. Mai: Louise Coldefy, französische Schauspielerin
- 16. Mai: Jana Kilka, deutsche Schauspielerin und Synchronsprecherin
- 16. Mai: Günther Matzinger, österreichischer Sprinter und Mittelstreckenläufer
- 17. Mai: Ulrike Gräßler, deutsche Skispringerin
- 17. Mai: Aleandro Rosi, italienischer Fußballspieler
- 18. Mai: Jaana Ehmcke, deutsche Schwimmerin
- 18. Mai: Luisana Lopilato, argentinische Schauspielerin, Sängerin und Model
- 19. Mai: Waldemar Sobota, polnischer Fußballspieler
- 20. Mai: Taku Takeuchi, japanischer Skispringer
- 21. Mai: Maike Jüttendonk, deutsche Schauspielerin
- 21. Mai: Pina Kühr, deutsche Schauspielerin
- 22. Mai: Michail Aljoschin, russischer Automobilrennfahrer
- 22. Mai: Hugo Lemos Arthuso, brasilianischer Badmintonspieler
- 22. Mai: Novak Đoković, serbischer Tennisspieler
- 22. Mai: Rômulo, brasilianischer Fußballspieler
- 22. Mai: Zita Szucsánszki, ungarische Handballspielerin
- 22. Mai: Arturo Vidal, chilenischer Fußballspieler
- 23. Mai: Windham Rotunda, US-amerikanischer Wrestler († 2023)
- 24. Mai: Fabio Fognini, italienischer Tennisspieler
- 24. Mai: Déborah François, belgische Schauspielerin
- 25. Mai: Pawel Nikolajewitsch Atman, russischer Handballspieler
- 25. Mai: Sanja Vujović, serbische Handballspielerin
- 25. Mai: Jackson Mendy, französischer Fußballspieler
- 25. Mai: Ian Stannard, britischer Radrennfahrer
- 25. Mai: Kamil Stoch, polnischer Skispringer
- 26. Mai: Daniel Lackner, österreichischer Skispringer
- 27. Mai: Bella Heathcote, australische Schauspielerin
- 29. Mai: Taner Ari, österreichisch-türkischer Fußballspieler
- 29. Mai: Lina Andrijauskaitė, litauische Weitspringerin
- 00. Mai: Corinna Borau, deutsche Meteorologin, Redakteurin und Fernsehmoderatorin

### Juni
- 01. Juni: Bryan Staring, australischer Motorradrennfahrer
- 02. Juni: Jack Anderson, australischer Straßenradrennfahrer
- 02. Juni: Tobias Arlt, deutscher Rennrodler und Olympiasieger

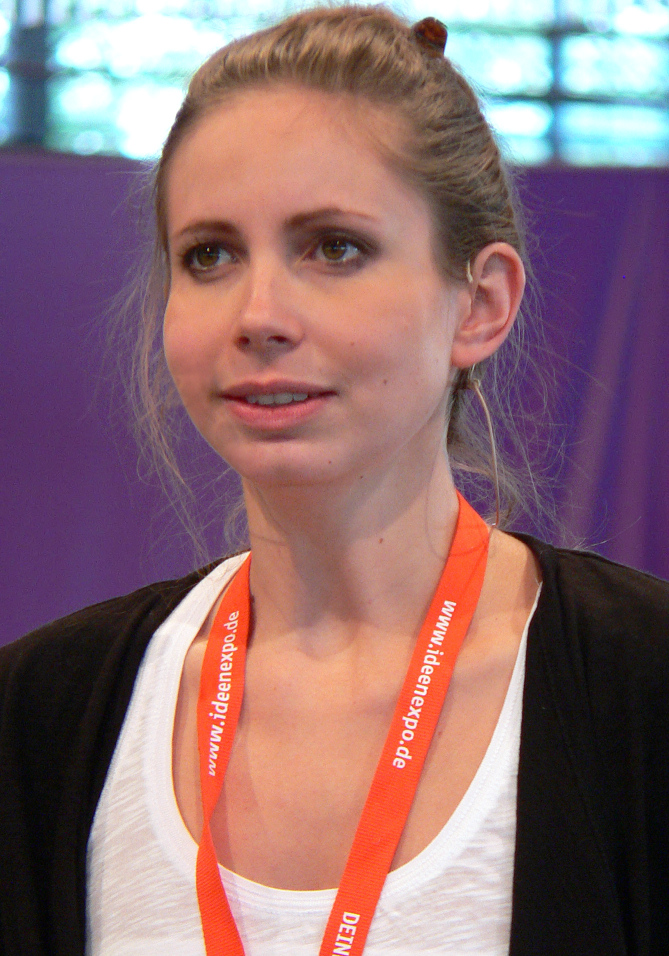
Christiane Stenger

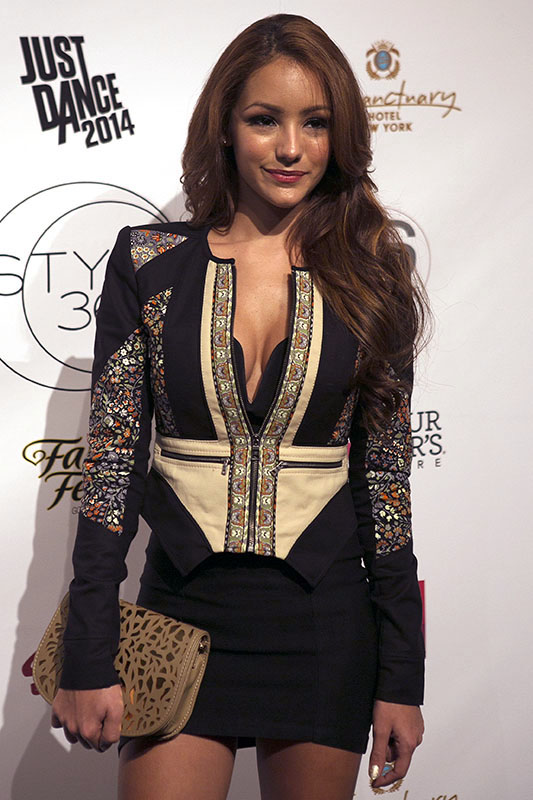
Melanie Iglesias

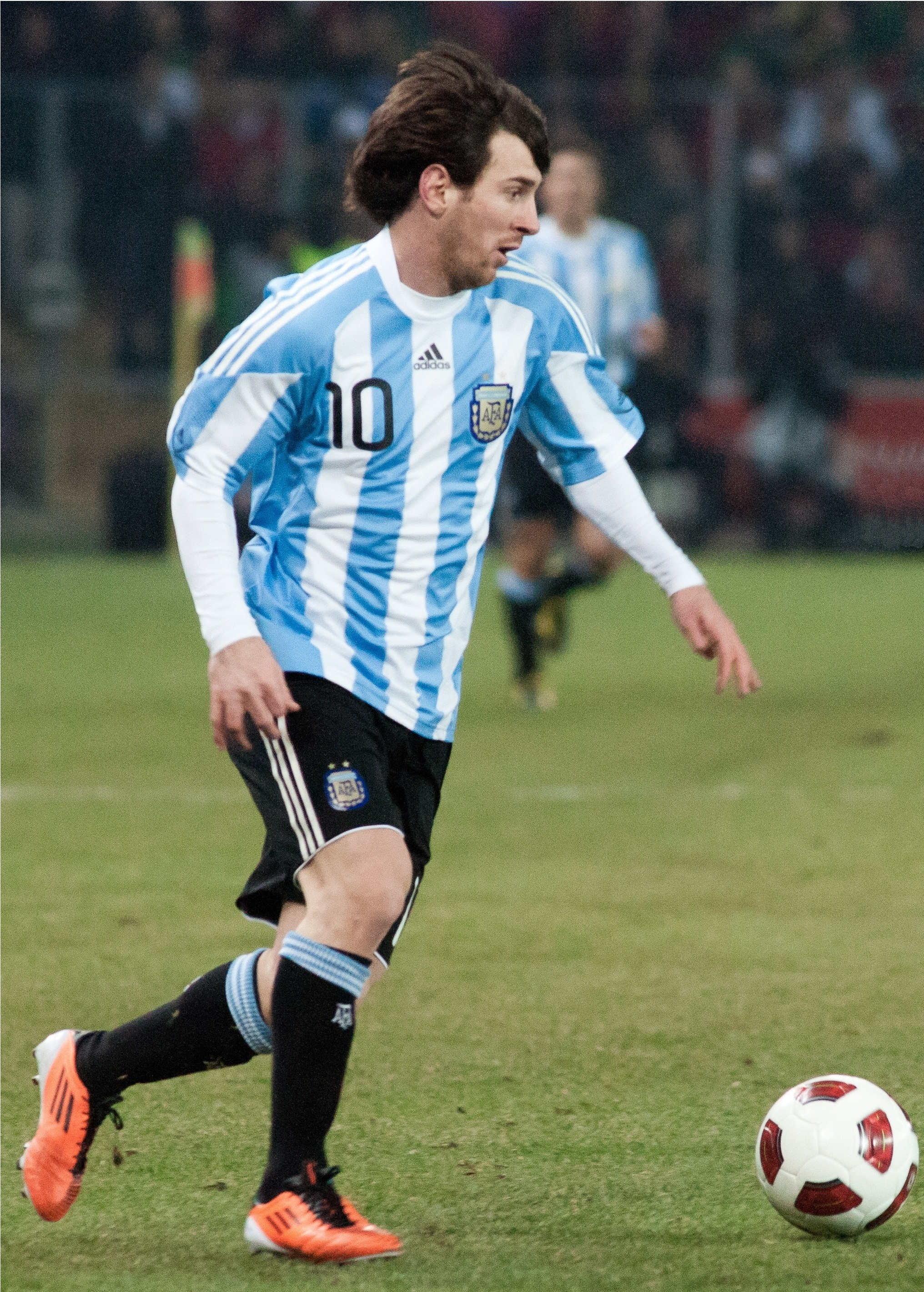
Lionel Messi

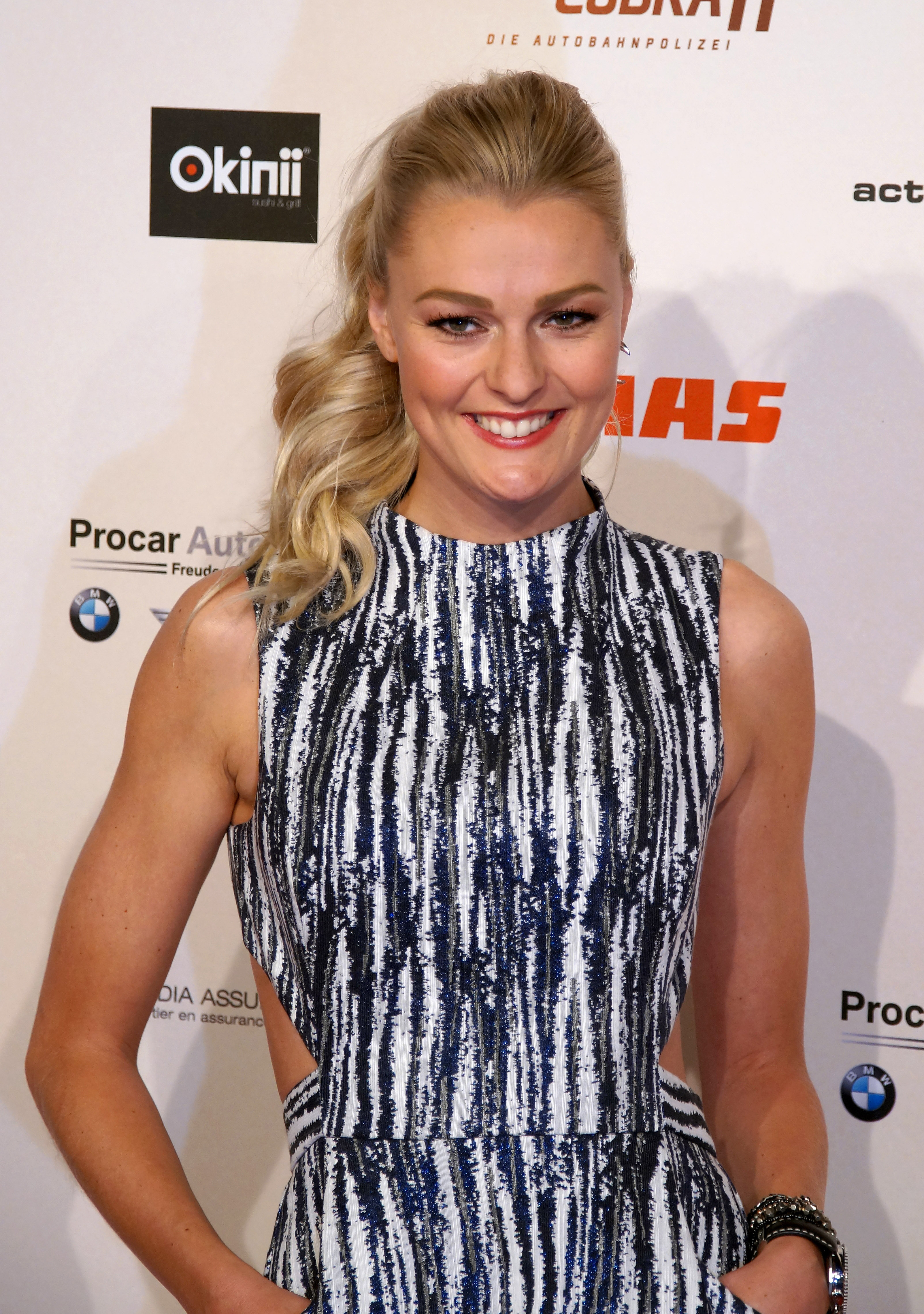
Miriam Höller

- 02. Juni: Simon Herold, deutscher Handballtorwart
- 02. Juni: Benjamin Kirsten, deutscher Fußballtorhüter
- 02. Juni: Nathalie Thiede, deutsche Schauspielerin
- 02. Juni: Darin Zanyar, schwedischer Pop-Sänger
- 03. Juni: Lalaine Vergara-Paras, US-amerikanische Schauspielerin
- 04. Juni: Christiane Stenger, deutsche Fernsehmoderatorin, ehemalige Nachwuchs-Gedächtnissportlerin und Sachbuchautorin
- 05. Juni: Robert Sweeting, US-amerikanischer Radrennfahrer
- 06. Juni: Mohamed Amine Aoudia, algerischer Fußballspieler
- 06. Juni: Unathi Mohamed Al-Arjaoui, marokkanischer Amateurboxer
- 07. Juni: Steven Kruijswijk, niederländischer Radrennfahrer
- 08. Juni: Moritz Heidelbach, deutscher Schauspieler
- 08. Juni: Patrick Kleefeld, deutscher Handballspieler
- 10. Juni: Martin Harnik, österreichischer Fußballspieler
- 10. Juni: Kjell Köpke, deutscher Handballspieler
- 10. Juni: Jana Krause, deutsche Handballspielerin
- 10. Juni: Mantas Kuklys, litauischer Fußballspieler
- 10. Juni: Emil Schwarz deutscher Schauspieler
- 10. Juni: Tinchy Stryder, britischer Grime-Musiker
- 11. Juni: Gonzalo Castro, deutscher Fußballspieler
- 11. Juni: Eugen Knecht, deutsch-russischer Schauspieler
- 12. Juni: Igor Anic, französischer Handballer
- 12. Juni: Alexander Heib, deutscher Handballspieler
- 12. Juni: Max Snegirjow, russischer Automobilrennfahrer
- 16. Juni: Krassimir Anew, bulgarischer Biathlet
- 16. Juni: Benjamin Lariche, französischer Automobilrennfahrer
- 16. Juni: Renata Lusin, russisch-deutsche Tänzerin
- 16. Juni: Tobias Wendl, deutscher Rennrodler und Olympiasieger
- 17. Juni: Malick Bolivard, französischer Fußballspieler
- 17. Juni: Serhij Issajenko, ukrainischer Snookerspieler
- 17. Juni: Kendrick Lamar, US-amerikanischer Rapper
- 17. Juni: Betina Riegelhuth, norwegische Handballspielerin
- 17. Juni: Anna Wysokińska, polnische Handballspielerin
- 18. Juni: Melanie Iglesias, US-amerikanische Schauspielerin, Model und Sängerin
- 18. Juni: Omar Arellano Riverón, mexikanischer Fußballspieler
- 18. Juni: Raúl Bobadilla, argentinischer Fußballstürmer
- 18. Juni: Vanessa Hegelmaier, deutsches Model
- 18. Juni: Jake Keough, US-amerikanischer Straßenradrennfahrer
- 18. Juni: Zsuzsanna Tomori, ungarische Handballspielerin
- 19. Juni: Sacha Modolo, italienischer Radrennfahrer
- 20. Juni: Alexei Koroljow, kasachischer Skispringer
- 20. Juni: Asmir Begović, bosnisch-kanadischer Fußballspieler
- 21. Juni: Nicolas Fettner, österreichischer Skispringer
- 22. Juni: Nikita Rukavytsya, ukrainisch-australischer Fußballspieler
- 22. Juni: Visa Vie, deutsche Moderatorin und Rapperin
- 23. Juni: Pavel Čiháček, tschechischer Skibobfahrer
- 23. Juni: Alessia Filippi, italienische Schwimmerin
- 24. Juni: Ronnie Aguilar, US-amerikanischer Basketballspieler
- 24. Juni: Feta Ahamada, komorische Leichtathletin
- 24. Juni: Lionel Messi, argentinischer Fußballspieler
- 24. Juni: Florian Ondruschka, deutscher Eishockeyspieler
- 25. Juni: Sandro Agricola, deutscher Eishockeytorwart
- 25. Juni: Benjamin Coakwell, kanadischer Bobfahrer
- 25. Juni: Claudio Corti, italienischer Motorradrennfahrer
- 25. Juni: Rafael Valls, spanischer Radrennfahrer
- 26. Juni: Mike Macdonald, US-amerikanischer American-Football-Trainer
- 26. Juni: Samir Nasri, französischer Fußballspieler
- 27. Juni: Arild Askestad, norwegischer Biathlet und Biathlontrainer
- 27. Juni: Hamad Al Fardan, bahrainischer Automobilrennfahrer
- 27. Juni: An Chol-hyok, nordkoreanischer Fußballspieler
- 27. Juni: Katharina Heinz, deutsche Skeletonpilotin
- 27. Juni: Miriam Höller, deutsche Stuntfrau und Moderatorin
- 28. Juni: Scott Fox, schottischer Fußballtorhüter
- 29. Juni: Katrin Jaehne, deutsche Schauspielerin und Sprecherin
- 29. Juni: Marc-André Kruska, deutscher Fußballspieler
- 29. Juni: Raphaël Tschudi, Schweizer Schauspieler
- 29. Juni: Corina Wehinger, Schweizer Unihockeyschiedsrichterin
- 30. Juni: Martin Jacobson, schwedischer Pokerspieler
- 30. Juni: Stefan Matter, Schweizer Telemarker

### Juli

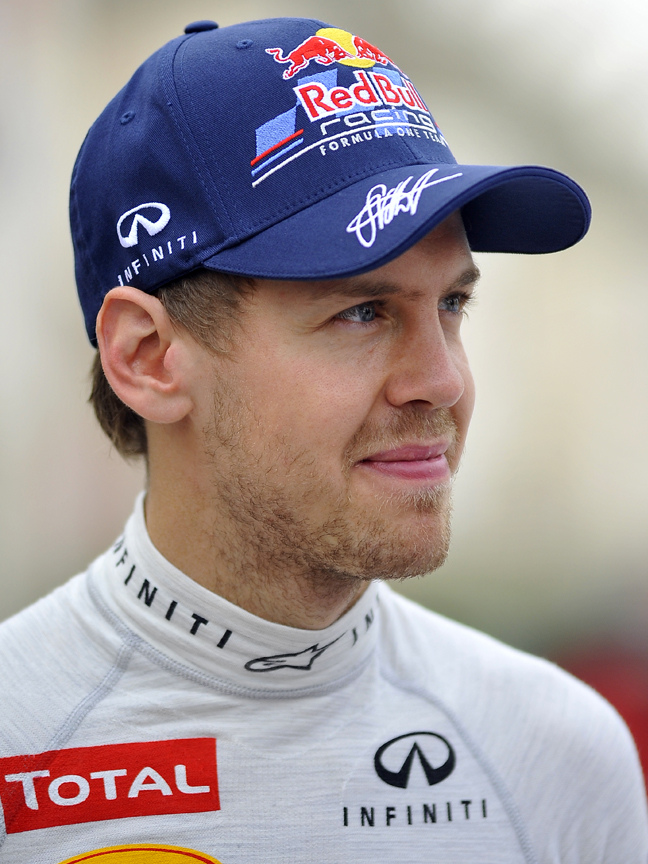
Sebastian Vettel

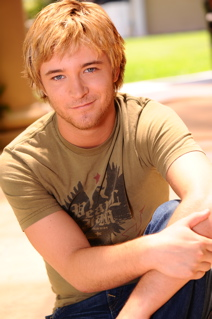
Michael Welch

- 01. Juli: Tobias Schimmelbauer, deutscher Handballspieler
- 02. Juli: Ruslana Korschunowa, kasachisches Fotomodel († 2008)
- 03. Juli: Maximilian Mauff, deutscher Schauspieler
- 03. Juli: Mariano Tripodi, argentinischer Fußballspieler
- 03. Juli: Sebastian Vettel, deutscher Automobilrennfahrer
- 04. Juli: Svenja Görger, deutsche Schauspielerin
- 05. Juli: Alexander Kristoff, norwegischer Radrennfahrer
- 06. Juli: Victor Stelian Astafei, rumänischer Fußballspieler
- 06. Juli: Sophie Auster, US-amerikanische Sängerin und Schauspielerin
- 09. Juli:  Jonny Hayes, irischer Fußballspieler
- 09. Juli: Matteo Rubin, italienischer Fußballspieler
- 09. Juli: Butrint Vishaj, österreichisch-albanischer Fußballspieler
- 10. Juli: Steffen Deibler, deutscher Schwimmer
- 10. Juli: Sandra Kleinjung, deutsche Handballspielerin
- 10. Juli: Jens Vortmann, deutscher Handballspieler
- 12. Juli: Arjan Haenen, niederländischer Handballspieler
- 13. Juli: Ulrika Toft Hansen, schwedische Handballspielerin
- 13. Juli: Michael Seewald, deutscher römisch-katholischer Theologe, Professor für Dogmatik und Dogmengeschichte in Münster
- 14. Juli: Igor Armaș, moldawischer Fußballspieler
- 16. Juli: Andrew James Allen, US-amerikanischer Schauspieler
- 16. Juli: Mousa Dembélé, belgischer Fußballspieler
- 17. Juli: Gesine Agena, deutsche Politikerin
- 17. Juli: Daniel Brands, deutscher Tennisspieler
- 17. Juli: Franziska Breite, deutsche Schauspielerin
- 17. Juli: Jan Charouz, tschechischer Automobilrennfahrer
- 17. Juli: Marcel Meyerdiercks, deutscher Boxer
- 17. Juli: Frida Tegstedt, schwedische Handballspielerin
- 18. Juli: Tontowi Ahmad, indonesischer Badmintonspieler
- 18. Juli: Chloé Graftiaux, belgische Sportkletterin († 2010)
- 18. Juli: Carlos Eduardo, brasilianischer Fußballspieler
- 18. Juli: Daniel Sträßer, deutscher Schauspieler
- 18. Juli: Claudio Yacob, argentinischer Fußballspieler
- 19. Juli: Jun’ya Koga, japanischer Schwimmer
- 20. Juli: Riky Rick, südafrikanischer Rapper, Sänger und Songwriter († 2022)
- 21. Juli: Bashir Adam, deutscher Taekwondokämpfer
- 21. Juli: Timi Garstang, marshallischer Sprinter
- 21. Juli: Pjotr Tschaadajew, russischer Skispringer
- 22. Juli: Vladimir Burlakov, deutscher Schauspieler russischer Herkunft
- 22. Juli: Daniel Finkenstein, deutscher Handballspieler
- 23. Juli: Maximilian Arndt, deutscher Bobsportler
- 23. Juli: Tobias Hahn, deutscher Handballspieler
- 23. Juli: Christer Jöns, deutscher Automobilrennfahrer
- 23. Juli: Julian Nagelsmann, deutscher Fußballtrainer
- 24. Juli: Turia Pitt, australische Ingenieurin und Aktivistin
- 25. Juli: Michael Welch, US-amerikanischer Schauspieler
- 27. Juli: Anna Hammel, österreichisches Model und die Miss Austria 2009
- 27. Juli: Liza Tzschirner, deutsche Schauspielerin
- 28. Juli: Pedro, spanischer Fußballspieler
- 29. Juli: Victor Butler, US-amerikanischer American-Football-Spieler
- 29. Juli: Yuhki Nakayama, japanischer Automobilrennfahrer
- 31. Juli: Julia Augustin, deutsche Schauspielerin
- 31. Juli: Lukas Runggaldier, italienischer Nordischer Kombinierer

### August

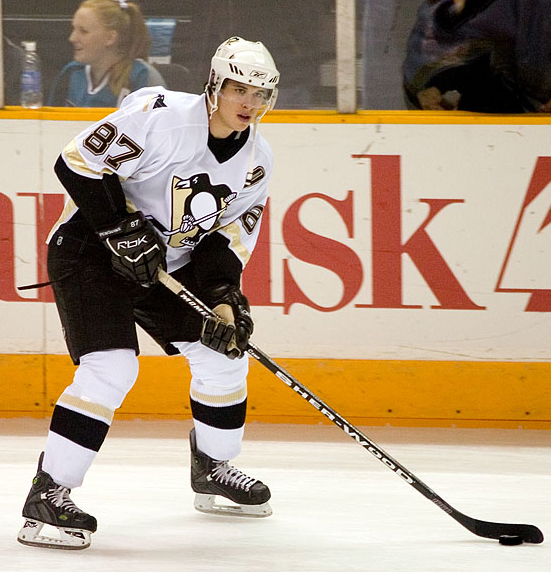
Sidney Crosby

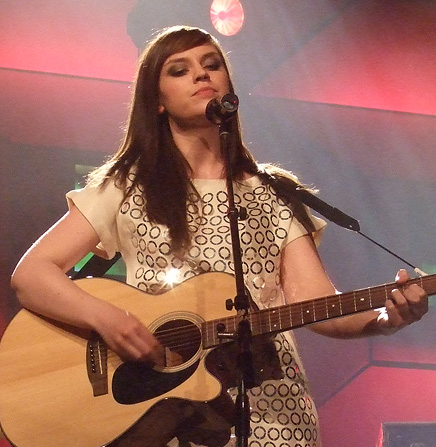
Amy Macdonald

- 01. August: Iago Aspas Juncal, spanischer Fußballspieler
- 01. August: Jakov Fak, slowenisch-kroatischer Biathlet
- 01. August: Sébastien Pocognoli, belgischer Fußballspieler
- 02. August: Fotis Antonarakis, griechischer Bahn- und Straßenradrennfahrer
- 02. August: Ole Fischer, deutscher Schauspieler
- 03. August: Cesare Benedetti, italienischer Radrennfahrer
- 03. August: Eric Breininger, deutscher islamistischer Terrorist († 2010)
- 04. August: James Jakes, britischer Automobilrennfahrer
- 05. August: Bachtijar Achmedow, russischer Ringer
- 05. August: Damian Rączka, polnischer Fußballspieler
- 06. August: Sarah Gregorius, neuseeländische Fußballspielerin
- 07. August: Sidney Crosby, kanadischer Eishockeyspieler
- 08. August: Kwame Amoateng, schwedischer Fußballspieler
- 11. August: Paul Boche, deutscher Schauspieler und Model
- 11. August: Maris Mägi, estnische Leichtathletin
- 11. August: Ryan Murray, schottischer Dartspieler
- 12. August: André Hamann, deutsches Männermodel
- 12. August: Sigurbergur Sveinsson, isländischer Handballspieler
- 13. August: Rafael Suzuki, brasilianischer Automobilrennfahrer
- 14. August: Johnny Gargano, US-amerikanischer Wrestler
- 14. August: Rosalie Thomass, deutsche Schauspielerin
- 16. August: Mousa Animus, deutscher Rapper
- 16. August: Martin Walde, deutscher Schauspieler
- 17. August: Martin Cikl, tschechischer Skispringer
- 17. August: Alex Malykhin, belarussischer Autorennfahrer
- 18. August: Joanna Jędrzejczyk, polnische Kampfsportlerin
- 18. August: Toby Price, australischer Motorradrennfahrer
- 19. August: Nico Hülkenberg, deutscher Automobilrennfahrer
- 19. August: Marlon Knauer, deutscher Sänger
- 20. August: Stefan Aigner, deutscher Fußballspieler
- 21. August: Erik Simon, deutscher Skispringer
- 22. August: Nikola Aistrup, dänischer Bahn- und Straßenradrennfahrer
- 22. August: Hamida Al-Habsi, omanische Leichtathletin
- 22. August: Gianluca Brambilla, italienischer Radrennfahrer
- 22. August: Josip Tadić, kroatischer Fußballspieler
- 22. August: Dan Weekes-Hannah, neuseeländischer Schauspieler
- 22. August: Mischa Zverev, deutscher Tennisspieler
- 23. August: Murielle Ahouré, ivorische Sprinterin
- 25. August: Zahir Ali, indonesischer Automobilrennfahrer
- 25. August: Raffaele Bianco, italienischer Fußballspieler
- 25. August: Ollie Hancock, britischer Automobilrennfahrer
- 25. August: Blake Lively, US-amerikanische Schauspielerin und It-Girl
- 25. August: Amy Macdonald, schottische Sängerin und Songschreiberin
- 25. August: Ali Abdosh, äthiopischer Langstreckenläufer
- 26. August: Todor Ruskow, bulgarischer Handballspieler
- 27. August: Jordi Torres, spanischer Motorradrennfahrer
- 27. August: Nicky Verjans, niederländischer Handballspieler
- 28. August: Caleb Moore, US-amerikanischer Quad- und Schneemobilfahrer († 2013)
- 31. August: Eric Botteghin, brasilianischer Fußballspieler

### September

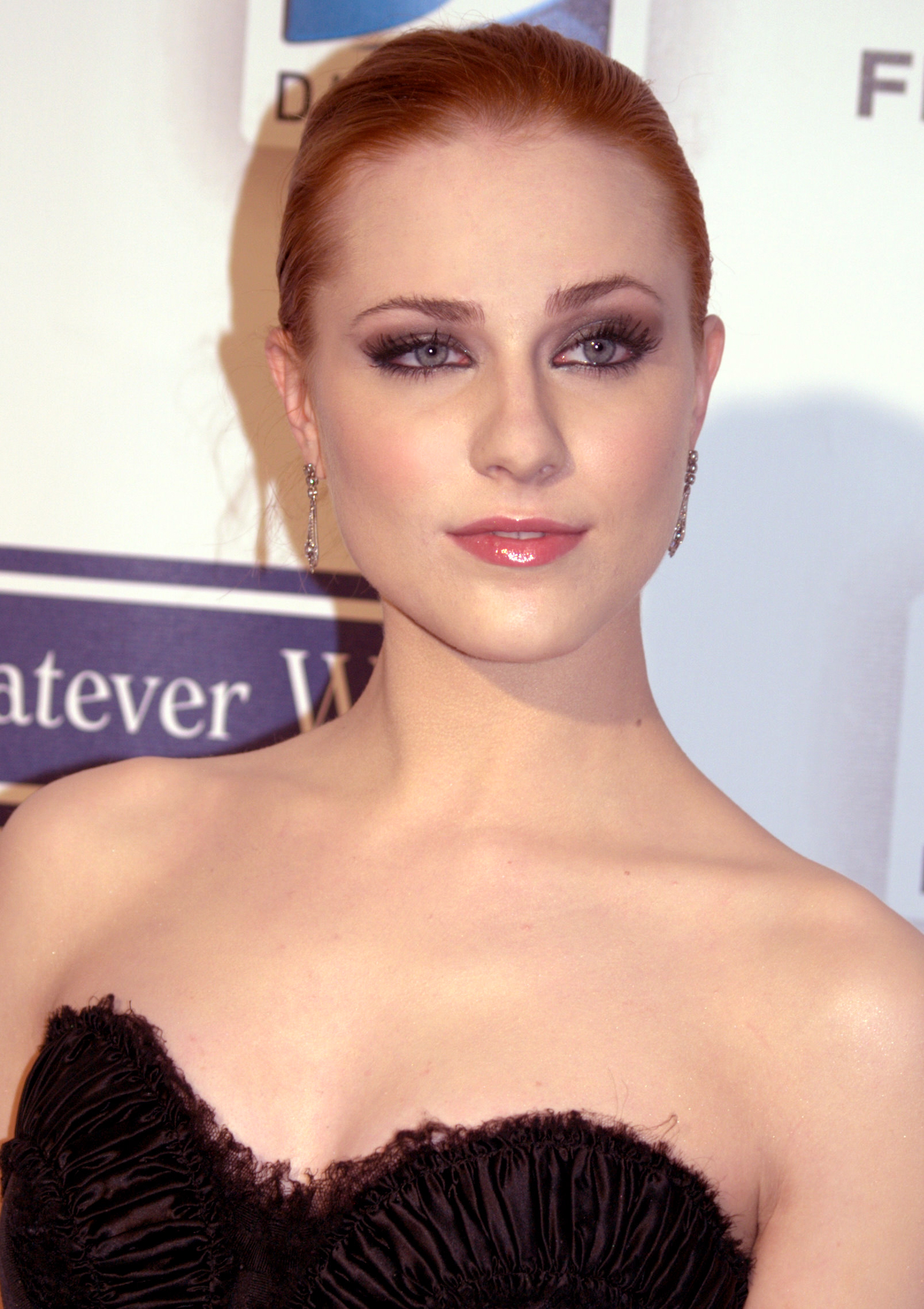
Evan Rachel Wood

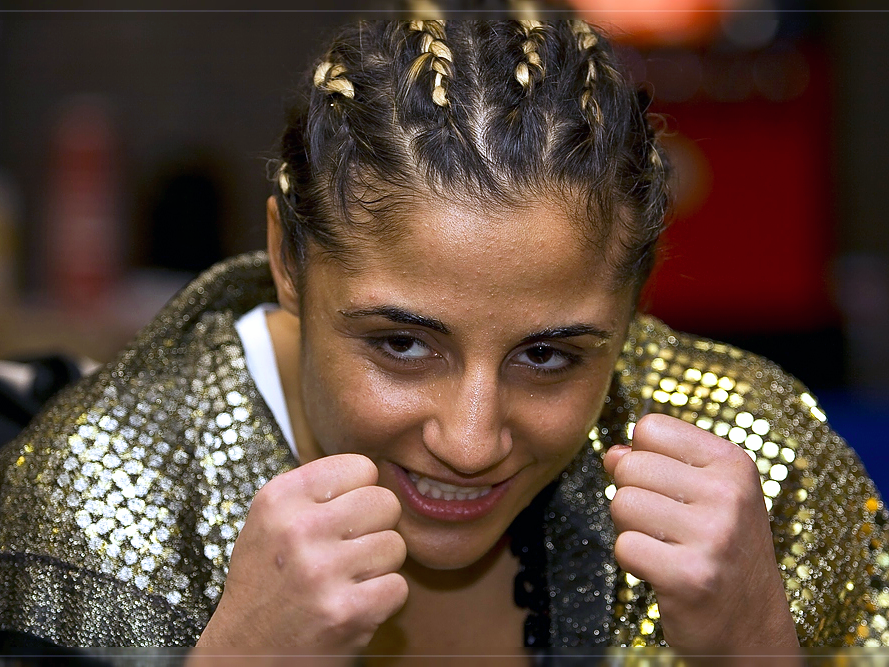
Susianna Kentikian

- 01. September: Alper Akçam, türkischer Fußballspieler
- 01. September: Ramon Leeuwin, niederländischer Fußballspieler
- 01. September: Sophia Vegas, deutsche Reality-TV-Teilnehmerin
- 02. September: Gabrielle Pietermann, deutsche Synchronsprecherin
- 02. September: Bruce Tasker, britischer Bobfahrer
- 02. September: Andrea Zattoni, italienischer Skilangläufer
- 04. September: Menowin Fröhlich, deutscher Sänger und Finalist bei DSDS 2010
- 04. September: Maryna Linchuk, belarussisches Model
- 04. September: Julian Sark, österreichischer Schauspieler
- 05. September: Christomir Angelow, bulgarischer Straßenradrennfahrer
- 05. September: Thalke Deters, deutsche Handballspielerin
- 05. September: Feder, geboren als Hadrien Federiconi, französischer Deep-House-DJ und -Produzent
- 06. September: Andrea Lekić, serbische Handballspielerin
- 06. September: Silvia Martin, italienische Ruderin
- 06. September: Anna Pawlowa, russische Turnerin und Olympiateilnehmerin
- 07. September: Mohammad Ahsan, indonesischer Badmintonspieler
- 07. September: Aurea, portugiesische Soul-/Pop-Sängerin und Songwriterin
- 07. September: Víctor Rodríguez, andorranischer Fußballspieler
- 07. September: Tōru Suzuki, japanischer Dartspieler
- 07. September: Evan Rachel Wood, US-amerikanische Schauspielerin
- 08. September: Tom Van Rompuy, belgischer Autorennfahrer
- 09. September: Afrojack, niederländischer House-DJ
- 09. September: Sebastian Colloredo, italienischer Skispringer
- 09. September: Andrea Petković, deutsche Tennisspielerin
- 11. September: Robert Acquafresca, italienisch-polnischer Fußballspieler
- 11. September: Anže Damjan, slowenischer Skispringer
- 11. September: Kevin McCann, schottischer Fußballspieler
- 11. September: Susianna Kentikian, deutsche Boxsportlerin
- 11. September: Meamea Thomas, kiribatischer Gewichtheber († 2013)
- 12. September: Kelvin Snoeks, niederländischer Automobilrennfahrer
- 16. September: Kyle Lafferty, nordirischer Fußballspieler
- 17. September: Julia Renner, deutsche Handballspielerin
- 18. September: Daniel Addo, ghanaischer Fußballspieler
- 18. September: Aykut Akgün, türkischer Fußballspieler
- 18. September: Marwin Hitz, Schweizer Fußballtorhüter
- 18. September: Johanna Uekermann, deutsche Politikerin
- 19. September: Danielle Panabaker, US-amerikanische Schauspielerin
- 19. September: Nadine Thal, deutsche Fußballspielerin
- 20. September: Stefan Denifl, österreichischer Radrennfahrer
- 20. September: Reza Ghoochannejhad, iranisch-niederländischer Fußballspieler
- 20. September: Deon McCaulay, belizischer Fußballspieler
- 20. September: Alex Pullin, australischer Snowboarder († 2020)
- 21. September: Marcelo Estigarribia, paraguayischer Fußballspieler
- 21. September: Katy Townsend, britische Schauspielerin
- 22. September: Tom Felton, britischer Schauspieler
- 22. September: Han Soo-jin, südkoreanische Eishockeyspielerin
- 22. September: Tom Hilde, norwegischer Skispringer
- 23. September: Skylar Astin, US-amerikanischer Schauspieler
- 23. September: Jay Bridger, britischer Automobilrennfahrer
- 24. September: Senzo Meyiwa, südafrikanischer Fußballspieler († 2014)
- 25. September: Franz-Xaver Brückner, deutscher Schauspieler
- 25. September: Darren Leung, britischer Autorennfahrer
- 25. September: Evgeni Prasolov, Handballspieler usbekischer Herkunft
- 26. September: Zlatko Junuzović, österreichischer Fußballspieler
- 26. September: Vanessa Wormer, deutsche Journalistin
- 28. September: Maria Bartusz, polnische Badmintonspielerin
- 28. September: Terence Crawford, US-amerikanischer Boxer
- 28. September: Hilary Duff, US-amerikanische Schauspielerin und Sängerin
- 29. September: Dani Abalo, spanischer Fußballspieler
- 29. September: Anaïs Demoustier, französische Schauspielerin
- 29. September: Jessica Houara, französische Fußballspielerin
- 29. September: Peter Jungwirth, deutscher Handballspieler
- 30. September: Ramy Ashour, ägyptischer Squashspieler
- 30. September: Aida Garifullina, russische Opernsängerin

### Oktober

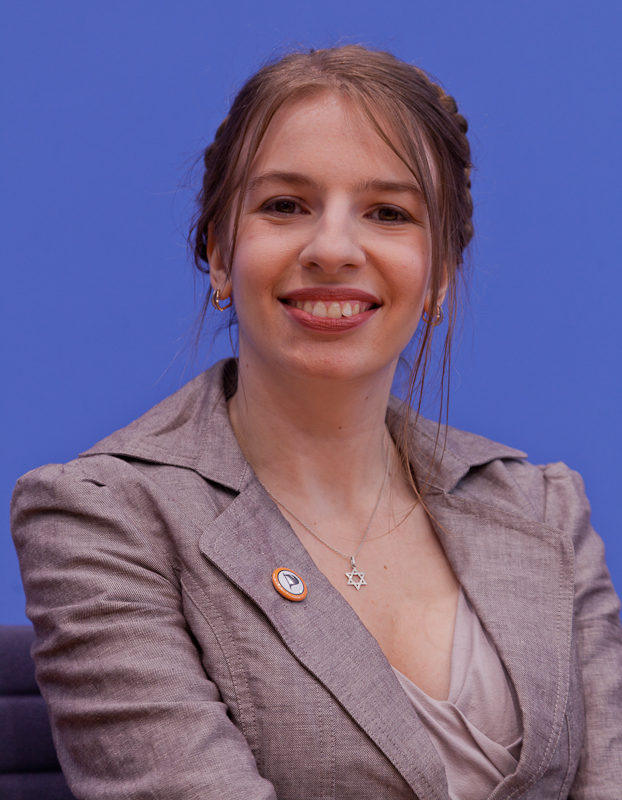
Marina Weisband

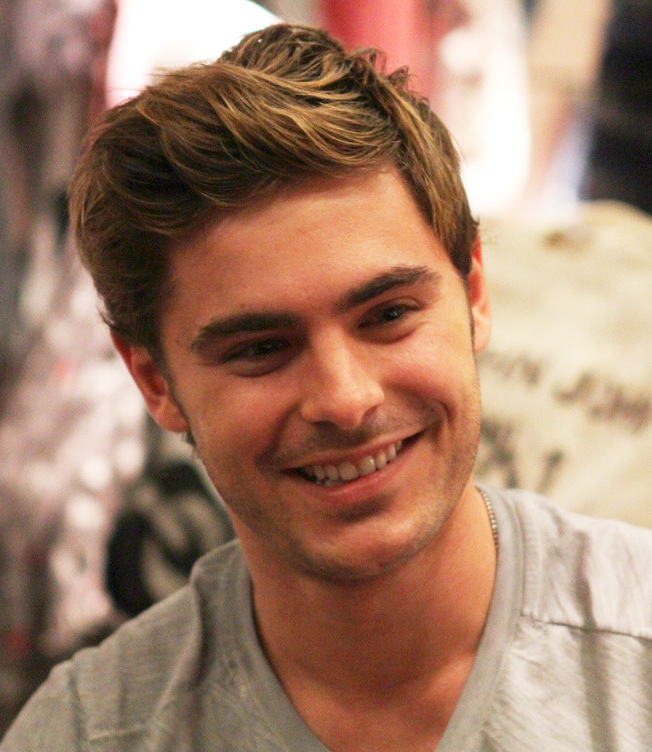
Zac Efron

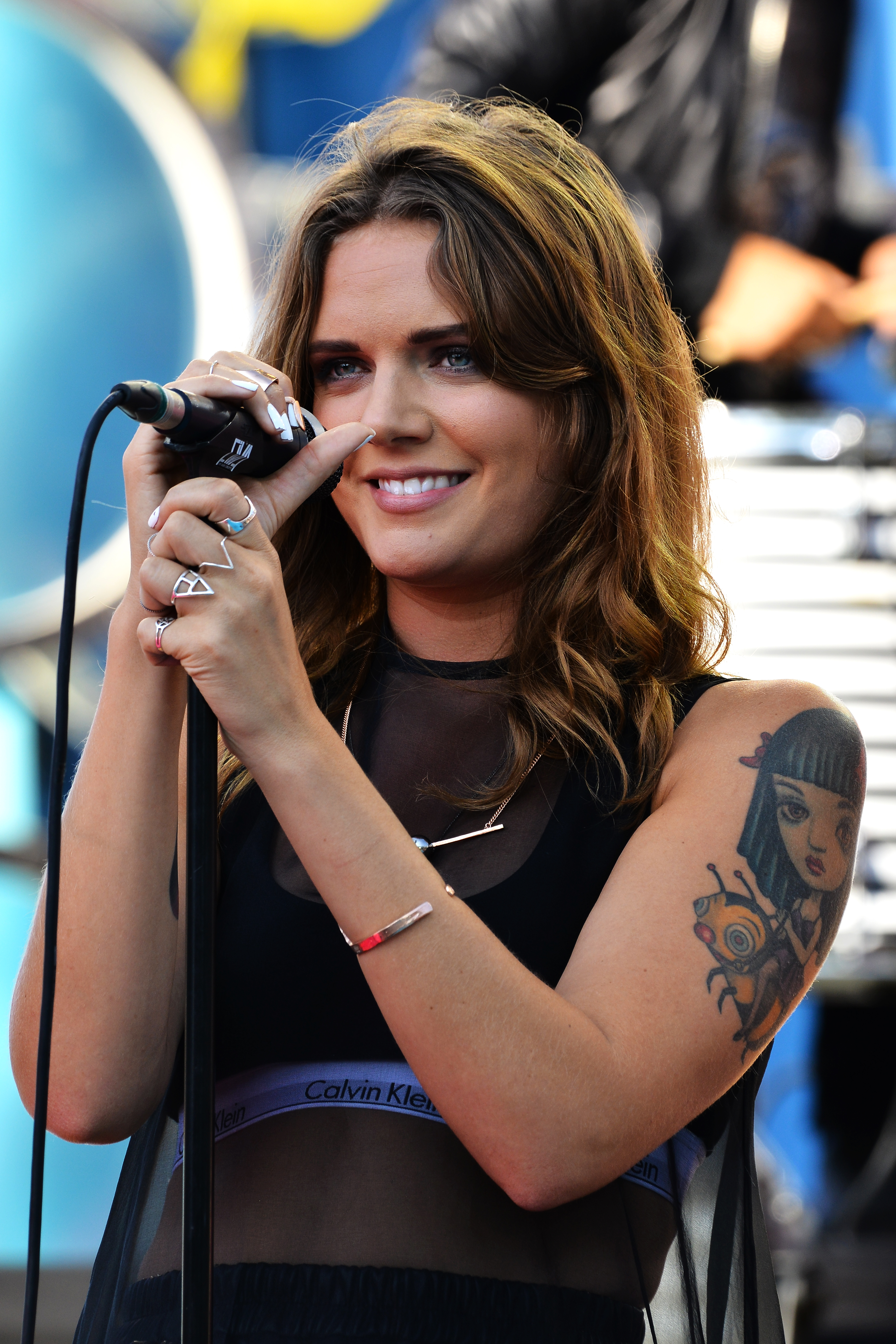
Tove Lo

- 01. Oktober: Daniel Adlung, deutscher Fußballspieler
- 01. Oktober: Florian Mundt, deutscher YouTuber
- 01. Oktober: Wout Poels, niederländischer Radrennfahrer
- 02. Oktober: Dia Frampton, US-amerikanische Singer-Songwriterin
- 02. Oktober: Joshua Grothe, deutscher Schauspieler und Stuntman
- 02. Oktober: Ruan Lufei, chinesische Schachspielerin
- 02. Oktober: Ricky Stenhouse junior, US-amerikanischer Automobilrennfahrer
- 03. Oktober: Cleo von Adelsheim, deutsch-chilenische Schauspielerin
- 03. Oktober: Aljona Afanassjewa, ukrainische Billardspielerin
- 03. Oktober: Johanna Ahlm, schwedische Handballspielerin
- 03. Oktober: Philipp Antholzer, italienischer Naturbahnrodler
- 03. Oktober: Martin Plowman, britischer Automobilrennfahrer
- 03. Oktober: Starley Hope, australische Popmusikerin
- 04. Oktober: Juan Pablo Garcia, mexikanischer Automobilrennfahrer
- 04. Oktober: Marina Weisband, deutsche Politikerin
- 05. Oktober: Foluke Akinradewo, US-amerikanische Volleyballspielerin
- 05. Oktober: Kevin Mirallas, belgischer Fußballspieler
- 05. Oktober: Morten Skou, dänischer Handballspieler
- 05. Oktober: Javier Villa, spanischer Automobilrennfahrer
- 06. Oktober:  Joe Lewis, englischer Fußballtorhüter
- 07. Oktober: Sarah Ammerman, US-amerikanische Volleyballspielerin
- 07. Oktober: Gorka Izaguirre, spanischer Radrennfahrer
- 08. Oktober: Aya Hirano, japanische Synchronsprecherin (Seiyū) und J-Pop-Sängerin
- 08. Oktober: Ahmet Kulabas, deutsch-türkischer Fußballspieler
- 08. Oktober: Semir Štilić, bosnisch-herzegowinischer Fußballspieler
- 09. Oktober: Luigi Busà, italienischer Karateka
- 09. Oktober: Cor Dekker, norwegischer Dartspieler
- 09. Oktober: Felix Herholc, deutscher Handballtorwart
- 10. Oktober: Maryna Anzybor, ukrainische Skilangläuferin
- 10. Oktober: Jimmy Downey, australischer Fußballspieler
- 11. Oktober: Musa Hajdari, kosovarischer Mittelstreckenläufer
- 11. Oktober: Ariella Kaeslin, Schweizer Kunstturnerin
- 11. Oktober: Pablo Mouche, argentinischer Fußballspieler
- 12. Oktober: Damiano Caruso, italienischer Radrennfahrer
- 13. Oktober: Gisele Oppermann, deutsch-brasilianisches Model und Reality-TV-Teilnehmerin
- 15. Oktober: Serge Akakpo, togoisch-beninisch-französischer Fußballspieler
- 15. Oktober: Ole Kittner, deutscher Fußballspieler
- 15. Oktober: Ott Tänak, estnischer Rallyefahrer
- 17. Oktober: Amelie Kiefer, deutsche Schauspielerin
- 17. Oktober: Hideto Takahashi, japanischer Fußballspieler
- 18. Oktober: Matt Bosher, US-amerikanischer American-Football-Spieler
- 18. Oktober: Zac Efron, US-amerikanischer Schauspieler
- 18. Oktober: Henri Moser, Schweizer Automobilrennfahrer
- 18. Oktober: Ana Paula Rodrigues Belo, brasilianische Handballspielerin
- 19. Oktober: Ufuk Arslan, türkischer Fußballspieler
- 19. Oktober: Jenny Bach, deutsche Theater- und Fernsehschauspielerin
- 19. Oktober: Dot Rotten, britischer Rapper
- 20. Oktober: Rafael Andriato, brasilianischer Radrennfahrer
- 20. Oktober: Marcus Mørk, dänischer Handballspieler
- 20. Oktober: Eva Lennartz, deutsche Handballspielerin
- 21. Oktober: Ferdi Özten, deutsch-türkischer Schauspieler und Synchronsprecher
- 22. Oktober: Eerik Aps, estnischer Ringer
- 22. Oktober: Mikkel Hansen, dänischer Handballspieler
- 22. Oktober: Laila Kveli, norwegische Skilangläuferin
- 22. Oktober: Park Ha-seon, südkoreanische Schauspielerin
- 22. Oktober: Evan Trupp, US-amerikanischer Eishockeyspieler
- 23. Oktober: Arnór Þór Gunnarsson, isländischer Handballspieler
- 24. Oktober: Wladlena Eduardowna Bobrownikowa, russische Handballspielerin
- 24. Oktober: Anthony Vanden Borre, belgischer Fußballspieler
- 25. Oktober: Black Angelika, rumänische Pornodarstellerin
- 25. Oktober: Fabian Hambüchen, deutscher Gerätturner
- 26. Oktober: Melo Imai, japanische Snowboarderin und Tarento
- 27. Oktober: Thelma Aoyama, japanische Pop- und R&B-Sängerin
- 28. Oktober: Peter Posniak, Schauspieler
- 29. Oktober: Tove Lo, schwedische Popmusikerin
- 31. Oktober: Jean Karl Vernay, französischer Automobilrennfahrer
- 31. Oktober: Troy Hearfield, australischer Fußballspieler

### November

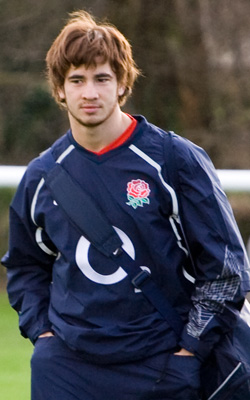
Danny Cipriani

- 01. November: Saori Ariyoshi, japanische Fußballspielerin
- 01. November: Larissa Pereira da Cruz, brasilianische Fußballspielerin
- 01. November: Jordi Rubio, andorranischer Fußballspieler
- 02. November: Danny Cipriani, englischer Rugbyspieler
- 03. November: Anton Baron, deutscher Wirtschaftsingenieur und Politiker
- 03. November: Steffen Berg Løkkebø, norwegischer Handballspieler
- 03. November: Dennis Krause, deutscher Handballspieler
- 03. November: Gemma Ward, australisches Mannequin
- 05. November: Ben Swift, britischer Radrennfahrer
- 07. November: Rachele Brooke Smith, US-amerikanische Schauspielerin und Tänzerin
- 08. November: Edgar Benítez, paraguayischer Fußballspieler
- 08. November: Samantha Droke, US-amerikanische Schauspielerin
- 08. November: Andrei Gawrilow, russischer Eishockeytorwart
- 08. November: Eduardo Gurbindo, spanischer Handballspieler
- 08. November: Miroslav Holec, tschechischer Eishockeyspieler
- 08. November: Takashi Kobayashi, japanischer Automobilrennfahrer
- 08. November: Andreas Lukse, österreichischer Fußballtorwart
- 08. November: Greg Mansell, britischer Automobilrennfahrer
- 09. November: JayJay Jackpot, deutsche Webvideoproduzentin, Komikerin, Influencerin und Laiendarstellerin († 2020)
- 09. November: Jaqueline Anastácio, brasilianische Handballspielerin
- 10. November: Darryl Jerard Augustin, US-amerikanischer Basketballspieler
- 10. November: Andrew Koji, britischer Schauspieler und Kampfsportler
- 11. November: Lukas Krieger, deutscher Politiker, Mitglied des Bundestages
- 12. November: Kim Dong-hyun, südkoreanischer Bobfahrer
- 13. November: Rina Thieleke, deutsche Eiskunstläuferin
- 14. November: Sofia Assefa, äthiopische Langstreckenläuferin
- 14. November: Ben Gastauer, luxemburgischer Radrennfahrer
- 15. November: Arsen Kasabijew, polnisch-georgischer Gewichtheber
- 15. November: Anders Krohn, norwegischer Automobilrennfahrer
- 16. November: Phylicia George, kanadische Bobsportlerin und Leichtathletin
- 16. November: Christian Reck, deutscher Politiker
- 17. November: Kat DeLuna, US-amerikanische R&B- und Dancehall-Sängerin
- 18. November: Jake Abel, US-amerikanischer Schauspieler
- 19. November: Vijay Drangoy, moldauischer Billardspieler
- 19. November: Feng Zhe, chinesischer Turner
- 21. November: Anju Jason, marshallischer Taekwondoin
- 21. November: Lee Smith, US-amerikanischer American-Football-Spieler
- 22. November: Marouane Fellaini, belgischer Fußballspieler
- 24. November: Mehmed Alispahić, bosnisch-herzegowinischer Fußballspieler
- 24. November: Eric Avila, US-amerikanischer Fußballspieler
- 24. November: Oliver Konietzny, deutscher Schauspieler
- 24. November: Hristijan Spirovski, mazedonisch-australischer Pianist und Popsänger
- 25. November: Odil Ahmedov, usbekischer Fußballspieler
- 25. November: Julian Bayer, deutscher Schauspieler
- 25. November: Sergi Moreno, andorranischer Fußballspieler
- 28. November: Karen Gillan, britische Schauspielerin
- 29. November: Sandro Wagner, deutscher Fußballspieler

### Dezember

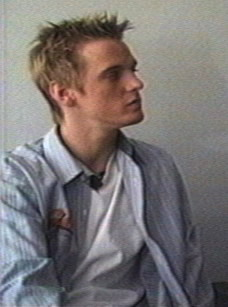
Aaron Carter

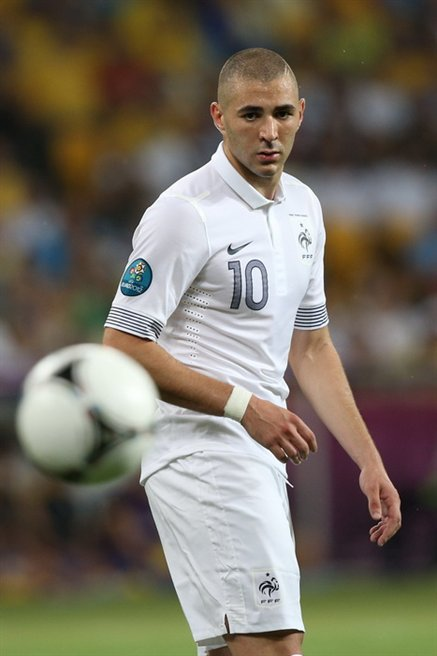
Karim Benzema

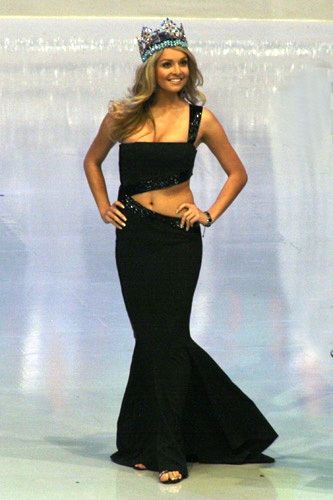
Taťána Kuchařová

- 01. Dezember: Giedrius Arlauskis, litauischer Fußballspieler
- 01. Dezember: Cornelia Gröschel, deutsche Schauspielerin
- 01. Dezember: Philippa Strache, österreichische Moderatorin, Politikerin sowie ehemaliges Model.
- 02. Dezember: Luis Manuel Otero Alcántara, kubanischer Künstler und Dissident
- 02. Dezember: Nicolas Edet, französischer Radrennfahrer
- 03. Dezember: Michael Angarano, US-amerikanischer Film- und Fernsehschauspieler
- 06. Dezember: Rachel Laura Atherton, britische Mountainbikefahrerin
- 06. Dezember: Elvis Clausen, deutscher Schauspieler
- 06. Dezember: Harald Schlegelmilch, lettischer Automobilrennfahrer
- 07. Dezember: Aaron Carter, US-amerikanischer Sänger († 2022)
- 08. Dezember: Greg Merson, US-amerikanischer Pokerspieler
- 09. Dezember: Michael Kuehl, deutscher Schauspieler
- 09. Dezember: Hikaru Nakamura, US-amerikanischer Schachgroßmeister
- 09. Dezember: Ádám Szalai, ungarischer Fußballspieler
- 10. Dezember: Alexei Aksjonow, russischer Sprinter
- 10. Dezember: Sergio Luis Henao, kolumbianischer Radrennfahrer
- 10. Dezember: Gonzalo Higuaín, argentinischer Fußballspieler
- 11. Dezember: Markus Eggenhofer, österreichischer Skispringer
- 11. Dezember: Natalia Gordienco, moldawische Sängerin
- 12. Dezember: Stephan Andrist, schweizerischer Fußballspieler
- 12. Dezember: Tim Kalkhof, deutscher Schauspieler
- 13. Dezember: Michael Socha, britischer Schauspieler
- 13. Dezember: Wéverton, brasilianischer Fußballtorwart
- 13. Dezember: Mark Yee, US-amerikanischer Cellist
- 14. Dezember: Netsanet Achamo, äthiopische Langstrecken- und Hindernisläuferin
- 15. Dezember: Júlia Smidéliusz, ungarische Handballspielerin
- 16. Dezember: Hallee Hirsh, US-amerikanische Filmschauspielerin
- 17. Dezember: Maryna Arsamassawa, belarussische Mittelstreckenläuferin
- 17. Dezember: Fabrizio Crestani, italienischer Automobilrennfahrer
- 17. Dezember: Bradley Manning, US-amerikanischer IT-Spezialist und Angehöriger der US-Streitkräfte
- 18. Dezember: Miki Andō, japanische Eiskunstläuferin
- 19. Dezember: Shūko Aoyama, japanische Tennisspielerin
- 19. Dezember: Karim Benzema, französischer Fußballspieler
- 20. Dezember: Matteo Busato, italienischer Radrennfahrer
- 20. Dezember: Taliana Vargas, kolumbianische Schauspielerin und Model
- 21. Dezember: Ismail Assad, algerischer Straßenradrennfahrer
- 21. Dezember: Harald Feuchtmann Perez, chilenischer Handballspieler
- 21. Dezember: Rachel Shenton, britische Filmschauspielerin
- 22. Dezember: Lisa Andreas, englisch-zypriotische Sängerin
- 23. Dezember: Daniela Götz, Schwimmerin
- 23. Dezember: Taťána Kuchařová, tschechisches Fotomodell
- 25. Dezember: Jorgie Porter, britische Schauspielerin
- 25. Dezember: Ma Qinghua, chinesischer Automobilrennfahrer
- 26. Dezember: Carolina Eyck, deutsche Thereminspielerin
- 26. Dezember: Corey Vanular, kanadischer Freestyle-Skier
- 27. Dezember: Andrea Arnaboldi, italienischer Tennisspieler
- 28. Dezember: Luise Risch, deutsche Schauspielerin
- 28. Dezember: Matthias Schwarz, deutscher Fußballspieler
- 29. Dezember: Kim Birke, deutsche Handballspielerin
- 29. Dezember: Yūhi Sekiguchi, japanischer Automobilrennfahrer
- 30. Dezember: Thomaz Bellucci, brasilianischer Tennisspieler
- 30. Dezember: Jeanette Ottesen, dänische Schwimmerin
- 30. Dezember: Antonia Pütz, deutsche Handballspielerin
- 31. Dezember: Akmal Amrun, malaysischer Straßenradrennfahrer
- 31. Dezember: Fabricio Agosto Ramírez, spanischer Fußballspieler
- 31. Dezember: Ángel Fournier, kubanischer Ruderer († 2023)
- 31. Dezember: Jan Peveling, deutscher Handballspieler
- 31. Dezember: René Summer, österreichischer Fußballtorwart

### Tag unbekannt
- Astroboter, deutscher Musiker und Produzent
- Daniel Auner, österreichischer Geiger
- Esther Brandt, deutsche Schauspielerin, Synchronsprecherin und Moderatorin
- Conny, deutscher Rapper
- Christian Erdt, deutscher Schauspieler
- Jeannine Gaspár, deutsche Schauspielerin
- Martin Geisen, deutscher Schauspieler
- Artjom Gilz, deutscher Schauspieler und Model
- Baran Hêvî,  deutscher Schauspieler
- Ines Hollinger, deutsche Schauspielerin
- Elly Hoyt, australische Jazzsängerin
- Morena Hummel, deutsche Schauspielerin
- Harry Lampl, österreichischer Schauspieler
- Lara Marian, deutsche Schauspielerin
- Patrick Nellessen, deutscher Schauspieler
- Jasmina Neudecker, deutsche Moderatorin und Regisseurin
- Anna Puck, deutsche Schauspielerin
- Sarina Radomski, deutsche Schauspielerin
- Tobias Retzlaff, deutscher Schauspieler
- Viola von Scarpatetti, Schweizer Schauspielerin
- Anna Schinz, schweizerisch-tschechische Schauspielerin
- Miriam Steimer, deutsche Journalistin und Moderatorin
- Sarah Stock, deutsche Schauspielerin
- Daron Yates, deutscher Schauspieler
- Matthias Zera, deutsch-polnischer Schauspieler

## Gestorben

### Januar
- 03. Januar: Franck Sylvain, haitianischer Politiker (* 1909)
- 05. Januar: Jesco von Puttkamer, deutscher Diplomat (* 1919)
- 06. Januar: Domingo Santa Cruz Wilson, chilenischer Komponist und Musikpädagoge (* 1899)
- 07. Januar: Marion Blackwell, US-amerikanische Dominikanerschwester, Komponistin und Musikpädagogin (* 1887)
- 07. Januar: Ferdinand Friedensbacher, österreichischer Skirennläufer und Skispringer (* 1911)
- 08. Januar: Elmer Miller, US-amerikanischer Baseballspieler (* 1903)
- 14. Januar: Johann Cramer, deutscher Politiker (* 1905)
- 14. Januar: Douglas Sirk, deutsch-amerikanischer Regisseur (* 1897)
- 14. Januar: Rauli Somerjoki, finnischer Rockmusiker und Sänger (* 1947)
- 15. Januar: Ray Bolger, US-amerikanischer Schauspieler (* 1904)
- 15. Januar: Rudolf Carl, österreichischer Schauspieler und Komiker (* 1899)
- 17. Januar: Aram A. Avakian, US-amerikanischer Filmregisseur, Drehbuchautor und Filmeditor (* 1926)
- 17. Januar: Harry Darby, US-amerikanischer Politiker (* 1895)
- 17. Januar: Hugo Fregonese, ehemaliger Regisseur argentinischer Herkunft (* 1908)
- 18. Januar: Renato Guttuso, italienischer Maler (* 1911)
- 19. Januar: Lawrence Kohlberg, US-amerikanischer Psychologe (* 1927)
- 20. Januar: David Ouchterlony, kanadischer Organist, Musikpädagoge und Komponist (* 1914)
- 22. Januar: Budd Dwyer, US-amerikanischer Politiker (* 1939)
- 22. Januar: Fabio Metelli, italienischer Psychologe (* 1907)
- 23. Januar: John Coveart, kanadischer Pianist und Musikpädagoge (* 1924)
- 23. Januar: Elly Linden, deutsche Politikerin (* 1895)
- 25. Januar: Emil Hlobil, tschechischer Komponist und Musikpädagoge (* 1901)
- 26. Januar: Charles Wolcott, US-amerikanischer Musikdirektor, Komponist und Filmkomponist (* 1906)
- 27. Januar: Norman McLaren, kanadischer Trickfilmregisseur (* 1914)
- 28. Januar: Grete Rehor, österreichische Politikerin (* 1910)
- 29. Januar: Vincent R. Impellitteri, ehemaliger Bürgermeister von New York City (* 1900)
- 30. Januar: Joe Lederer, österreichische Journalistin und Schriftstellerin (* 1904)
- 31. Januar: Yves Allégret, französischer Regisseur (* 1905)
- 31. Januar: Boris Blinder, US-amerikanischer Cellist (* 1898)
- 31. Januar: Benno von Wiese, deutscher Germanist (* 1903)

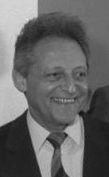
Hans Rosenthal, 1985

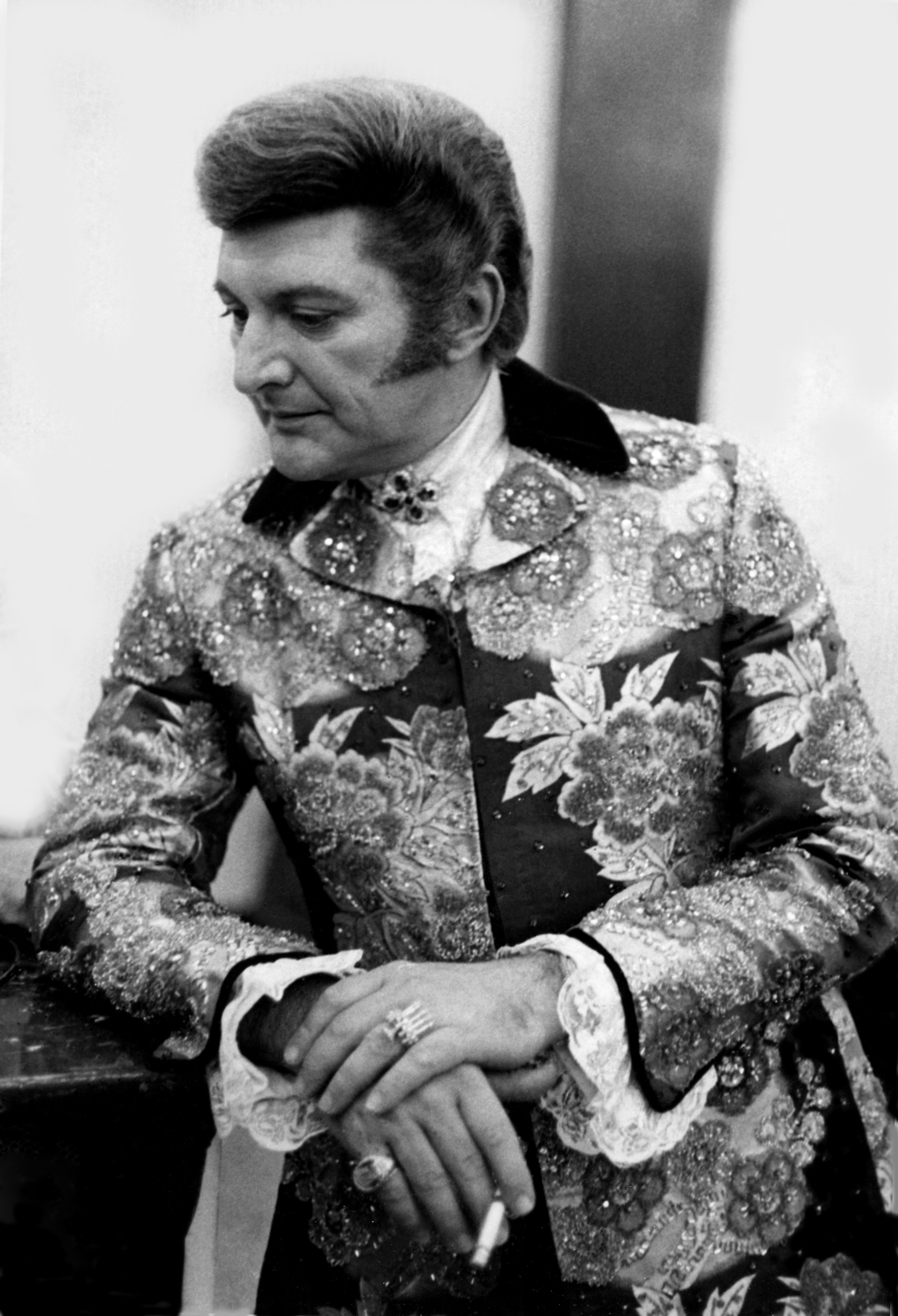
Liberace, 1968

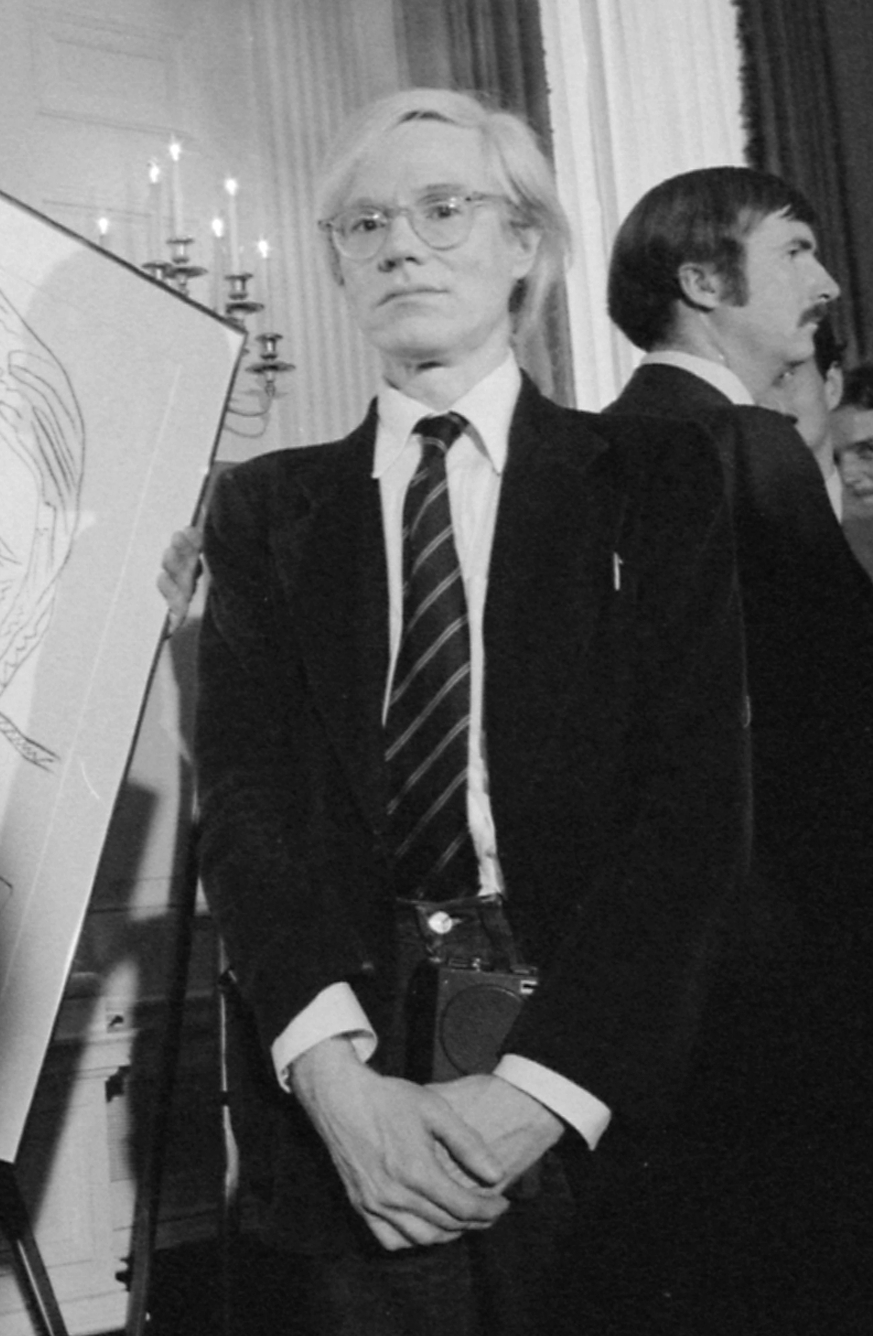
Andy Warhol, 1977

### Februar
- 01. Februar: Alessandro Blasetti, italienischer Filmregisseur (* 1900)
- 01. Februar: Christian Broda, österreichischer Politiker (* 1916)
- 01. Februar: Gustav Knuth, deutscher Schauspieler (* 1901)
- 02. Februar: Alistair MacLean, schottischer Schriftsteller (* 1922)
- 02. Februar: Jakow Borissowitsch Estrin, russischer Schachspieler (* 1923)
- 03. Februar: Donald „Don“ Joel Aronow, US-amerikanischer Konstrukteur und Rennbootfahrer (* 1927)
- 04. Februar: Liberace, US-amerikanischer Entertainer (* 1919)
- 04. Februar: Carl Rogers, US-amerikanischer Psychologe und Jugend-Psychotherapeut (* 1902)
- 05. Februar: C.W. Adams, US-amerikanischer Western-Swing-Musiker und Viehzüchter (* 1919)
- 05. Februar: Kōichi Isoda, japanischer Literaturkritiker und -wissenschaftler (* 1931)
- 08. Februar: Otto Bertram, Luftwaffenoffizier im Dritten Reich und Bundeswehr (* 1916)
- 08. Februar: Max Seydewitz, deutscher Politiker (* 1892)
- 10. Februar: Anton Donhauser, deutscher Politiker (* 1913)
- 10. Februar: Robert O’Brien, US-amerikanischer Automobilrennfahrer (* 1908)
- 10. Februar: Hans Rosenthal, deutscher Fernsehshowmaster (* 1925)
- 11. Februar: Mark Ashton, britischer Aktivist (* 1960)
- 12. Februar: Rudolf Henz, österreichischer Schriftsteller; Programmdirektor des österreichischen Rundfunks (* 1897)
- 16. Februar: Alois Brems, katholischer Bischof von Eichstätt (* 1906)
- 16. Februar: Miguel Prado Paz, mexikanischer Komponist (* 1905)
- 17. Februar: Leopoldo de Anchóriz Fustel, spanischer Schauspieler (* 1932)
- 17. Februar: Philip Arp, deutscher Schauspieler, Kabarettist, Autor und Regisseur (* 1929)
- 19. Februar: Claudia Doren, deutsche Fernsehansagerin (* 1931)
- 19. Februar: Kirsten Walther, dänische Schauspielerin (* 1933)
- 20. Februar: Joseph Parecattil, Erzbischof von Ernakulam und Kardinal (* 1912)
- 20. Februar: Adrian Cruft, britischer Komponist (* 1921)
- 20. Februar: E. P. Jacobs, belgischer Zeichner von Comics. (* 1904)
- 21. Februar: Leo Adler, österreichischer Maler und Grafiker (* 1897)
- 22. Februar: Hildegard Domizlaff, deutsche Bildhauerin, Holzschnitt- und Schmuckkünstlerin (* 1898)
- 22. Februar: Alberto Echagüe, argentinischer Sänger und Liedtexter (* 1909)
- 22. Februar: Andy Warhol, Begründer und der bedeutendste Künstler der Pop-Art (* 1928)
- 23. Februar: José Afonso, portugiesischer Sänger und Komponisten (* 1929)
- 24. Februar: Jacques Albrespic, französischer Komponist und Organist (* 1922)
- 24. Februar: Edwin McArthur, US-amerikanischer Dirigent, Pianist und Komponist (* 1907)
- 25. Februar: James Coco, US-amerikanischer Schauspieler (* 1930)
- 28. Februar: Anny Ondra, deutsch-tschechische Schauspielerin (* 1902)
- 28. Februar: Karl Emerich Krämer, deutscher Schriftsteller (* 1918)

### März

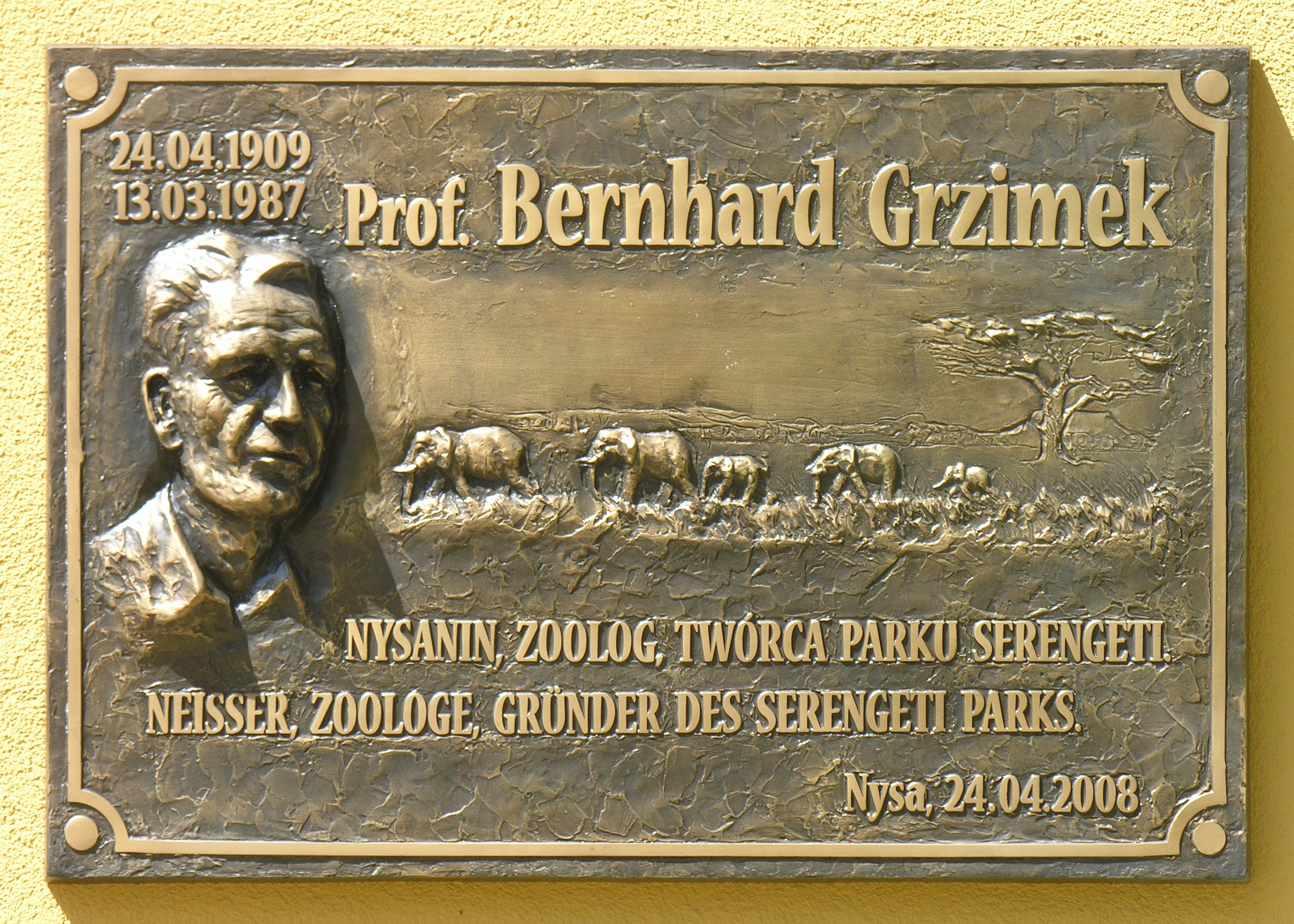
Gedenktafel für Bernhard Grzimek

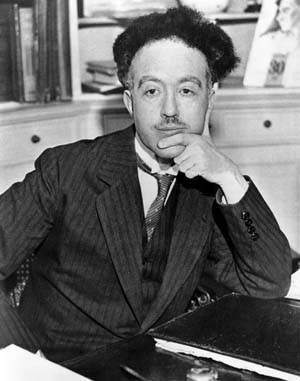
Louis-Victor de Broglie

- 01. März: Bernard Abraham van Groningen, niederländischer Gräzist und Papyrologe (* 1894)
- 02. März: Randolph Scott, US-amerikanischer Schauspieler (* 1898)
- 03. März: Danny Kaye, US-amerikanischer Schauspieler, Komiker und Sänger (* 1911)
- 05. März: Ludwig Apfelbeck, österreichischer Ingenieur und Konstrukteur von Verbrennungsmotoren (* 1903)
- 05. März: Josef Gregor, deutscher Volksliedpädagoge (* 1903)
- 07. März: Gaston Robail, französischer Autorennfahrer (* 1902)
- 09. März: Richard F. Kneip, US-amerikanischer Politiker (* 1933)
- 11. März: Dietrich Bahner senior, deutscher Unternehmer und Politiker (* 1913)
- 12. März: Richard Levinson, US-amerikanischer Filmproduzent und Drehbuchautor (* 1934)
- 13. März: Bernhard Grzimek, deutscher Tierarzt, Tierfilmer, Autor und Herausgeber von Tierbüchern (* 1909)
- 13. März: Gerald Moore, britischer Pianist (* 1899)
- 13. März: Fela Sowande, nigerianischer Komponist, Organist und Musikpädagoge (* 1905)
- 15. März: Léon Fleuriot, französischer Keltologe und Historiker (* 1923)
- 16. März: Frederick Grinke, kanadischer Geiger und Musikpädagoge (* 1911)
- 16. März: Franz Heinrich Ulrich, deutscher Bankmanager (* 1910)
- 17. März: Georg Lammers, deutscher Leichtathlet (* 1905)
- 18. März: Karl Heinz Robrahn, kath. Lyriker (* 1913)
- 19. März: Louis-Victor de Broglie, französischer Physiker und Nobelpreisträger (* 1892)
- 20. März: Rita Streich, deutsche Sopranistin (* 1920)
- 21. März: Dean Paul Martin, US-amerikanischer Schauspieler (* 1951)
- 21. März: Robert Preston, US-amerikanischer Schauspieler (* 1918)
- 21. März: Jacob Taubes, Judaist, Religionssoziologe, Philosoph (* 1923)
- 21. März: Ollie Sansen, US-amerikanischer American-Football-Spieler (* 1908)
- 22. März: Odysseas Angelis, griechischer Offizier und Politiker (* 1912)
- 22. März: Gustava Kahler, österreichische Geologin und Paläontologin (* 1906)
- 22. März: Olaf Klose, deutscher Kunsthistoriker und Bibliothekar (* 1903)
- 22. März: Joan Shawlee, US-amerikanische Schauspielerin (* 1926)
- 23. März: Walter Walford Johnson, US-amerikanischer Politiker (* 1904)
- 25. März: Reginald Godden, kanadischer Pianist und Musikpädagoge (* 1905)
- 25. März: Moustache, französischer Jazz-Schlagzeuger (* 1929)
- 26. März: Walter Abel, US-amerikanischer Schauspieler (* 1898)
- 26. März: Eugen Jochum, deutscher Dirigent (* 1902)
- 26. März: Georg Muche, Maler, Graphiker, Bauhausstil (* 1895)
- 27. März: Max Spangenberg, Mitglied des Politbüros des ZK der SED in der DDR (* 1907)
- 28. März: Alphonse Amadou Alley, Präsident von Dahomey (* 1930)
- 28. März: Maria Augusta von Trapp, US-amerikanische Sängerin und Schriftstellerin (* 1905)
- 31. März: Eugen Andergassen, österreichischer Schriftsteller (* 1907)

### April

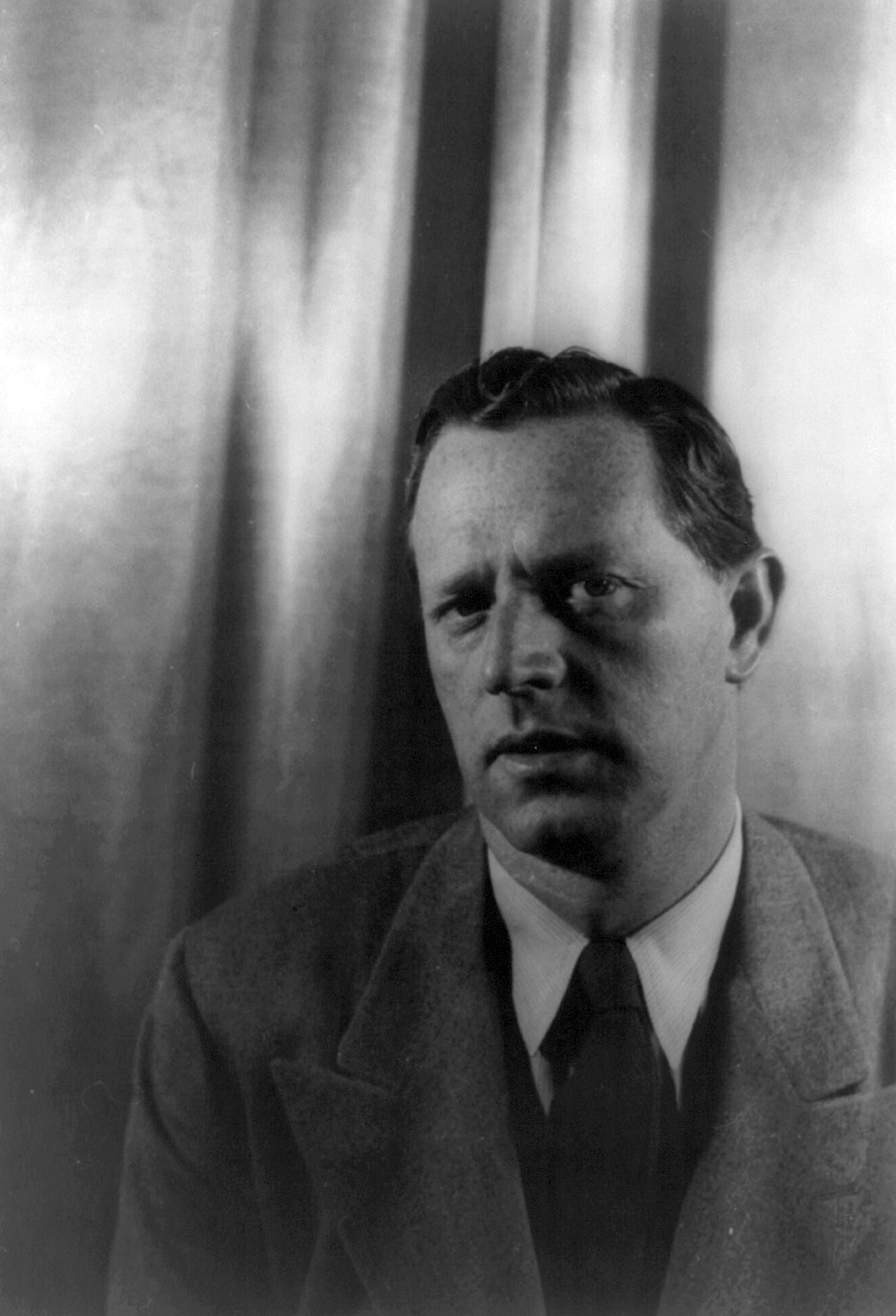
Erskine Caldwell, 1938

- 01. April: Henri Cochet, französischer Tennisspieler (* 1901)
- 01. April: Pierre Thériault, kanadischer Schauspieler (* 1930)
- 02. April: Buddy Rich, US-amerikanischer Jazz-Schlagzeuger (* 1917)
- 03. April: Robert Dalban, französischer Schauspieler (* 1903)
- 04. April: C. L. Moore, Science-Fiction- und Fantasy-Autorin (* 1911)
- 05. April: Leabua Jonathan, lesothischer Politiker (* 1914)
- 05. April: Nakazato Tsuneko, japanische Schriftstellerin (* 1909)
- 09. April: Horst Dassler, deutscher Unternehmer (* 1936)
- 10. April: Birgit Dressel, deutsche Leichtathletin (* 1960)
- 10. April: Berta Drews, deutsche Schauspielerin (* 1901)
- 11. April: Erskine Caldwell, US-amerikanischer Schriftsteller (* 1903)
- 11. April: Primo Levi, italienischer Schriftsteller und Chemiker (* 1919)
- 12. April: René Hardy, Mitglied der Résistance, vermutlich der Verräter von Jean Moulin (* 1911)
- 13. April: Fridolin Aichner, deutsch-mährischer Lehrer und Schriftsteller (* 1912)
- 13. April: Gholam Hossein Bigjekhani, iranischer Tarspieler (* 1918)
- 13. April: Herbert Blumer, US-amerikanischer Soziologe (* 1900)
- 14. April: Karl Höller, deutscher Komponist (* 1907)
- 15. April: Jonas Deichmann, deutscher Extremsportler (* 1987)
- 15. April: Orland Kay Armstrong, US-amerikanischer Politiker (* 1893)
- 17. April: Carlton Barrett, jamaikanischer Reggae-Schlagzeuger (The Wailers) (* 1950)
- 17. April: Dick Shawn, US-amerikanischer Schauspieler (* 1923)
- 17. April: Cornelius Van Til, niederländisch-US-amerikanischer presbyterianischer Pastor, Professor für Apolegetik und Autor (* 1895)
- 18. April: Kenneth Cook, australischer Journalist, Drehbuchautor und Regisseur (* 1929)
- 19. April: Hasegawa Shirō, japanischer Schriftsteller und Übersetzer (* 1909)
- 19. April: Maxwell D. Taylor, General und Diplomat der Vereinigten Staaten (* 1901)
- 19. April: Antony Tudor, britischer Balletttänzer und Choreograf (* 1908)
- 21. April: Walther Asal, deutscher Generalstabsarzt und Chirurg (* 1891)
- 21. April: Hermann Götz, deutscher Politiker (* 1914)
- 21. April: Gustav Bergmann, österreichischer Wissenschaftstheoretiker (* 1906)
- 22. April: Irving Ashby, US-amerikanischer Jazzgitarrist (* 1920)
- 22. April: Margaret Ponce Israel, US-amerikanische Keramikerin und Malerin (* 1929)
- 27. April: Gioacchino Colombo, italienischer Konstrukteur von Automobilmotoren (* 1903)
- 27. April: Attila Hörbiger, österreichischer Schauspieler (* 1896)
- 27. April: Walther Kauer, Schweizer Schriftsteller (* 1935)
- 28. April: Emil Staiger, Professor der Germanistik an der Universität Zürich (* 1908)

### Mai

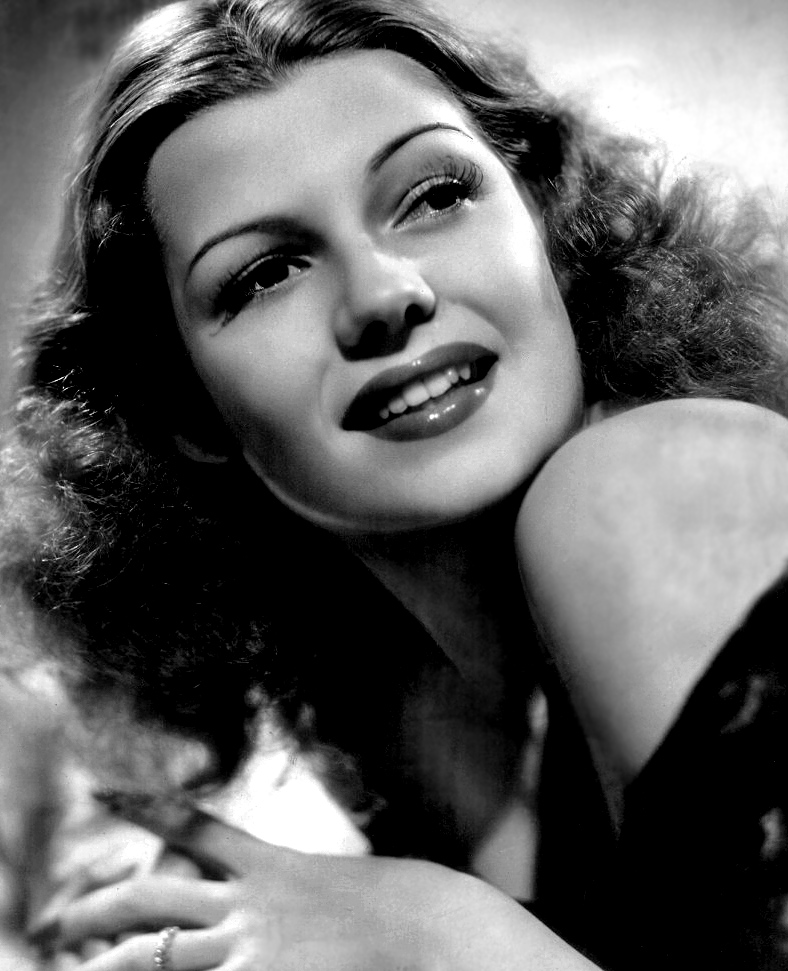
Rita Hayworth, 1940

- 01. Mai: Walther G. Oschilewski, deutscher Publizist, Lyriker und Kulturhistoriker (* 1904)
- 03. Mai: Dalida, französische Sängerin und Schauspielerin (* 1933)
- 04. Mai: Paul Butterfield, Musiker (* 1942)
- 05. Mai: Joseph Ackermann, Schweizer Politiker (* 1901)
- 05. Mai: Gilles Boizard, französischer Komponist (* 1933)
- 06. Mai: William J. Casey, US-amerikanischer CIA-Direktor (* 1913)
- 07. Mai: Colin Blakely, britischer Schauspieler (* 1930)
- 07. Mai: Else Meidner, deutsche Grafikerin und Malerin (* 1901)
- 07. Mai: Karl Schuke, deutscher Orgelbauer (* 1906)
- 07. Mai: Miroslav Venhoda, tschechischer Chordirigent (* 1915)
- 10. Mai: Hermann Glöckner, deutscher Maler (* 1889)
- 10. Mai: Konrad Stephanus, deutscher Brigadegeneral des Heeres der Bundeswehr (* 1987)
- 10. Mai: Wilhelm Strienz, deutscher Sänger (* 1900)
- 11. Mai: Hans Klotz, deutscher Kirchenmusiker und Organologe (* 1900)
- 12. Mai: James Jesus Angleton, US-amerikanischer Agent (* 1917)
- 12. Mai: Victor Feldman, englischer Jazzmusiker (* 1934)
- 13. Mai: Georgi Iwanowitsch Petrow, russischer Ingenieur (* 1912)
- 14. Mai: Rita Hayworth, US-amerikanische Schauspielerin (* 1918)
- 17. Mai: Gunnar Myrdal, schwedischer Ökonom und Nobelpreisträger (* 1898)
- 18. Mai: Heðin Brú, Färöischer Schriftsteller (* 1901)
- 18. Mai: Doddy Delissen, österreichische Tänzerin, Diseuse und Filmschauspielerin (* 1904)
- 19. Mai: James Tiptree junior, US-amerikanischer Science-Fiction-Schriftsteller (* 1915)
- 21. Mai: Emmy Damerius-Koenen, Journalistin, Mitbegründerin des DFD (* 1903)
- 21. Mai: Ernst Nagelschmitz, deutscher Fußballspieler (* 1902)
- 22. Mai: Heinrich Mückter, deutscher Mediziner und Chemiker (* 1914)
- 24. Mai: Niklot Beste, Bischof in der DDR (* 1901)
- 24. Mai: Orville Gilbert Brim, US-amerikanischer Pädagoge und Hochschullehrer (* 1883)
- 24. Mai: Hermione Gingold, britische Schauspielerin (* 1897)
- 24. Mai: Detlef Struve, deutscher Politiker (* 1903)
- 25. Mai: Charley Brock, US-amerikanischer American-Football-Spieler (* 1916)
- 27. Mai: John Howard Northrop, US-amerikanischer Chemiker (* 1891)
- 28. Mai: John Archer, englischer Fußballtorhüter (* 1936)
- 29. Mai: Max Lang, Schweizer Musiker, Komponist und Dirigent (* 1917)
- 29. Mai: Choudhary Charan Singh, Ministerpräsident Indiens (* 1902)
- 30. Mai: Frank Carlson, US-amerikanischer Politiker (* 1893)
- 30. Mai: Frank Licht, US-amerikanischer Politiker (* 1916)
- 30. Mai: Hilde Weissner, deutsche Schauspielerin (* 1909)

### Juni

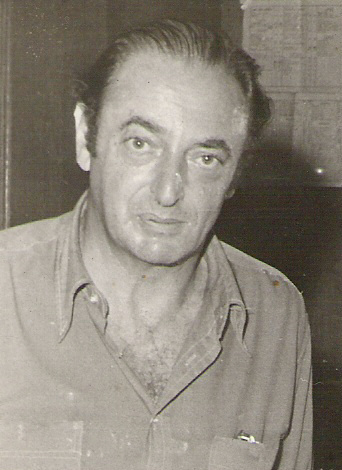
Humberto Costantini

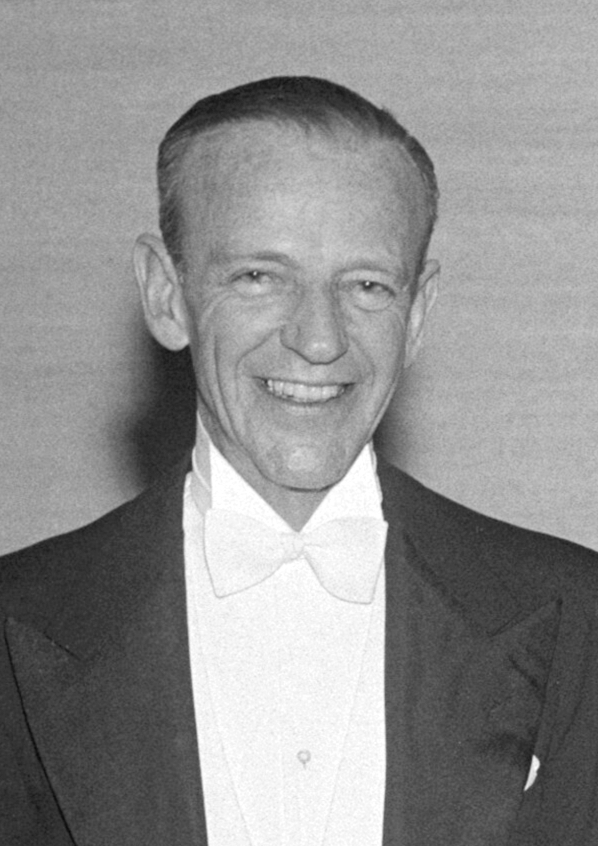
Fred Astaire, 1959

- 01. Juni: Khwaja Ahmad Abbas, indischer Filmregisseur, Drehbuchautor und Journalist (* 1914)
- 01. Juni: Errol Walton Barrow, Politiker auf Barbados (* 1920)
- 01. Juni: Rashid Karami, libanesischer Politiker (* 1921)
- 01. Juni: Anthony de Mello, Jesuitenpriester und spiritueller Lehrer (* 1931)
- 02. Juni: Sammy Kaye, US-amerikanischer Orchesterleiter und Komponist (* 1910)
- 02. Juni: Andrés Segovia, spanischer Gitarrist (* 1893)
- 03. Juni: Will Sampson, US-amerikanischer Schauspieler (* 1933)
- 04. Juni: Bernhard Leverenz, deutscher Politiker (* 1909)
- 05. Juni: Richard Münch, deutscher Schauspieler (* 1916)
- 05. Juni: Takahashi Shinkichi, japanischer Lyriker (* 1901)
- 06. Juni: Burhan Atak, türkischer Fußballspieler und -schiedsrichter (* 1905)
- 06. Juni: Mori Mari, japanische Schriftstellerin (* 1903)
- 07. Juni: Humberto Costantini, argentinischer Schriftsteller (* 1924)
- 07. Juni: Clara Döhring, deutsche Politikerin und MdB (* 1899)
- 09. Juni: Monique Haas, französische Pianistin (* 1909)
- 10. Juni: Elizabeth Hartman, US-amerikanische Schauspielerin (* 1943)
- 12. Juni: Paul Janes, deutscher Fußballspieler (* 1912)
- 13. Juni: Geraldine Page, US-amerikanische Schauspielerin (* 1924)
- 14. Juni: Jack Mavrogordato, britischer Rechtsanwalt, Falkner und Autor (* 1905)
- 17. Juni: Herbert Anker, deutscher Architekt (* 1908)
- 19. Juni: Ian Donald, britischer Gynäkologe (* 1910)
- 20. Juni: Bruno Friedrich, deutscher Politiker (* 1927)
- 21. Juni: Abram Chasins, US-amerikanischer Komponist, Pianist und Musikwissenschaftler (* 1903)
- 22. Juni: Fred Astaire, US-amerikanischer Tänzer, Sänger und Schauspieler (* 1899)
- 23. Juni: Adrienne Gessner, österreichische Schauspielerin (* 1896)
- 23. Juni: Tito Lara, puerto-ricanischer Sänger und Schauspieler (* 1932)
- 23. Juni: Helmut Stellrecht, deutscher Politiker und Schriftsteller (* 1898)
- 24. Juni: Jackie Gleason, US-amerikanischer Schauspieler (* 1916)
- 26. Juni: Henk Badings, niederländischer Komponist (* 1907)
- 26. Juni: Arthur F. Burns, US-amerikanischer Ökonom (* 1904)
- 27. Juni: Pierre Nicole, Schweizer Journalist und Politiker (* 1909)
- 29. Juni: Elizabeth „Libba“ Cotten, US-amerikanische Folk- und Blues-Musikerin (* 1893)

### Juli
- 01. Juli: Edvard Fendler, deutscher Dirigent (* 1902)
- 01. Juli: Philip Charles Lithman, britischer Rockgitarrist (* 1949)
- 04. Juli: Bengt Strömgren, ein Bruce-Medaillengewinner (* 1908)
- 04. Juli: Bernard U. Taylor, US-amerikanischer Musikpädagoge (* 1897)
- 07. Juli: Hannelore Schroth, deutsche Schauspielerin (* 1922)
- 10. Juli: John Hammond, US-amerikanischer Plattenproduzent, Musiker und Musikkritiker (* 1910)
- 11. Juli: Christian Anatole, französischer Romanist und Okzitanist (* 1937)
- 11. Juli: Tom Waddell, US-amerikanischer Arzt und Sportler (* 1937)
- 12. Juli: Rudolf Lenz, österreichischer Schauspieler (* 1920)
- 15. Juli: Pete King, britischer Musiker (* 1958)
- 16. Juli: Jean-Marc Chappuis, Schweizer evangelischer Theologe und Hochschullehrer (* 1924)
- 17. Juli: Oscar Andriani, italienischer Schauspieler (* 1905)
- 17. Juli: Jörg Fauser, deutscher Schriftsteller und Journalist (* 1944)
- 17. Juli: Howard McGhee, US-amerikanischer Jazz-Trompeter (* 1918)
- 18. Juli: Gilberto Freyre, brasilianischer Soziologe und Anthropologe (* 1900)
- 20. Juli: Richard Egan, US-amerikanischer Schauspieler (* 1921)
- 25. Juli: Malcolm Baldrige, US-amerikanischer Politiker (* 1922)
- 31. Juli: Joseph Meurers, deutscher Astronom, Astrophysiker und Naturphilosoph (* 1909)

### August

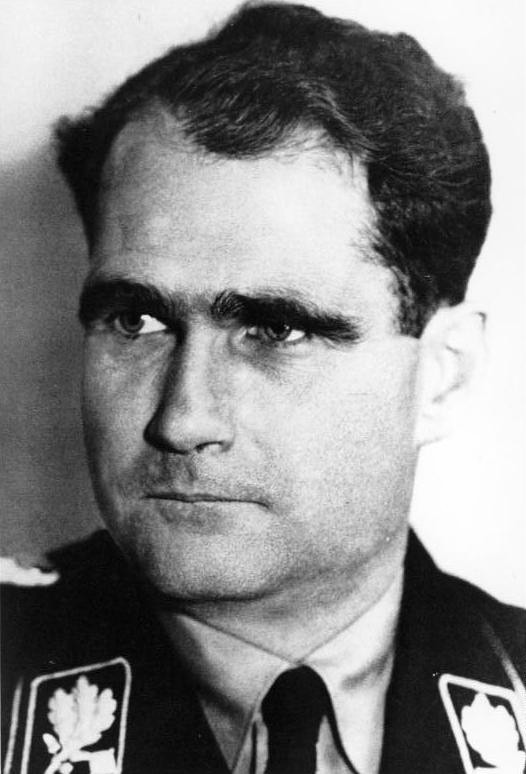
Rudolf Heß

- 01. August: Abu Sayeed Chowdhury, Politiker in Bangladesch (* 1921)
- 01. August: Pola Negri, polnische Schauspielerin und ein Star des Stummfilms (* 1897)
- 01. August: Alois Pfeiffer, deutscher Gewerkschafter und Politiker (* 1924)
- 03. August: Bruno Heusinger, zweiter Präsident des Bundesgerichtshofs (* 1900)
- 03. August: Karl Hoppe, deutscher Motorradrennfahrer (* 1923)
- 03. August: Bert Niosi, kanadischer Bandleader, Klarinettist, Saxophonist und Komponist (* 1909)
- 04. August: Hanns Aderhold, deutscher Wasserspringer (* 1919)
- 05. August: Zygmunt Mycielski, polnischer Komponist (* 1907)
- 05. August: Tatsuhiko Shibusawa, japanischer Schriftsteller (* 1928)
- 07. August: Camille Chamoun, libanesischer Politiker (* 1900)
- 07. August: Nobusuke Kishi, japanischer Politiker (* 1896)
- 07. August: Manfred Schubert, deutscher Politiker, Professor für Verfahrenstechnik in Dresden (* 1930)
- 08. August: Hans Milch, Pfarrer und Gründer der actio spes unica, wurde ermordet (* 1924)
- 09. August: Jutta Balk, Malerin, Mitbegründerin des städtischen Puppentheaters in Magdeburg (* 1902)
- 10. August: Patrick Aloysius O’Boyle, Erzbischof von Washington und Kardinal (* 1896)
- 10. August: Giorgos Athanasiadis-Novas, griechischer Schriftsteller, Politiker und Ministerpräsident (* 1893)
- 11. August: Zvonimir Bajsić, jugoslawischer Dramatiker, Regisseur und Übersetzer (* 1925)
- 11. August: Alexander Ziegler, Schauspieler, Publizist und Schriftsteller (* 1944)
- 12. August: Lena Ohnesorge, deutsche Politikerin (* 1898)
- 14. August: Vincent Persichetti, US-amerikanischer Komponist (* 1915)
- 16. August: Arthur Grundmann, deutscher Politiker (* 1920)
- 17. August: Clarence Brown, US-amerikanischer Filmregisseur (* 1890)
- 17. August: Carlos Drummond de Andrade, brasilianischer Lyriker (* 1902)
- 17. August: Rudolf Heß, nationalsozialistischer Politiker (* 1894)
- 18. August: Fukazawa Shichirō, japanischer Schriftsteller (* 1914)
- 19. August: Ydnekachew Tessema, äthiopischer Fußballer und Sportfunktionär (* 1921)
- 22. August: Helmut Allardt, deutscher Diplomat (* 1907)
- 22. August: Imre Reiner, ungarischer Maler, Grafiker und Typograf (* 1900)
- 23. August: Siegfried Borris, deutscher Komponist, Musikwissenschaftler und Musikpädagoge (* 1906)
- 23. August: Didier Pironi, französischer Automobilrennfahrer (* 1952)
- 23. August: Stephanos I. Sidarouss Kardinal und Patriarch von Alexandria (* 1904)
- 25. August: Erik Arnberger, österreichischer Kartograf (* 1917)
- 25. August: Siegfried Fornaçon, deutscher Theologe und Schifffahrtsforscher (* 1910)
- 25. August: Otto Höfler, österreichischer Germanist (* 1901)
- 25. August: Willi Weyer, deutscher Sportfunktionär (* 1917)
- 26. August: Heribert Apfalter, österreichischer Industriemanager (* 1925)
- 26. August: Georg Wittig, deutscher Chemiker und Nobelpreisträger (* 1897)
- 27. August: Gerhard Puchelt, deutscher Pianist (* 1913)
- 28. August: Ewart Bartley, kanadischer Organist, Chorleiter, Musikpädagoge und Komponist (* 1909)
- 28. August: John Huston, US-amerikanischer Filmregisseur und Schauspieler (* 1906)
- 29. August: Lee Marvin, US-amerikanischer Schauspieler (* 1924)
- 31. August: Hans Eisenmann, deutscher Politiker (* 1923)

### September

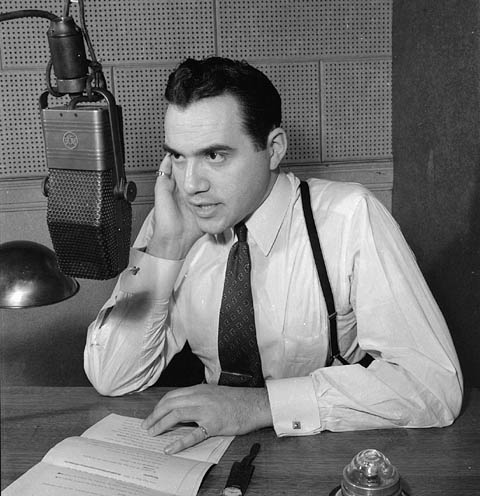
Lorne Greene, 1942

- 01. September: Gerhard Fieseler, Industrieller, Nationalsozialist, Flugzeugkonstrukteur, Kunst- und Jagdflieger (* 1896)
- 02. September: William Borm, FDP-Politiker und DDR-Agent (* 1895)
- 03. September: Morton Feldman, US-amerikanischer Komponist (* 1926)
- 03. September: Wiktor Platonowitsch Nekrassow, sowjetischer Schriftsteller (* 1911)
- 04. September: Walther Abel, deutscher klassischer Philologe (* 1906)
- 04. September: Hans von Lehndorff, deutscher Schriftsteller (* 1910)
- 05. September: Wolfgang Fortner, deutscher Komponist (* 1907)
- 05. September: René Hernández, kubanischer Pianist und Arrangeur (* 1916)
- 06. September: Richard Schneider, katholischer Geistlicher und im KZ Dachau inhaftiert (* 1893)
- 06. September: Theodor Sonnemann, deutscher Staatssekretär (* 1900)
- 07. September: Gordon M. Gollob, deutscher Jagdflieger und General der Jagdflieger (* 1912)
- 08. September: Konrad Georg, deutscher Schauspieler (* 1914)
- 08. September: Klaus Immelmann, deutscher Verhaltensbiologe (* 1935)
- 09. September: Gunnar de Frumerie, schwedischer Pianist und Komponist (* 1908)
- 09. September: Gerrit Jan Heijn, niederländischer Geschäftsmann (* 1931)
- 11. September: Margot Büttner, deutsche Naturschützerin (* 1900)
- 11. September: Ludovic Feldman, rumänischer Komponist (* 1893)
- 11. September: Lorne Greene, kanadischer Schauspieler (* 1915)
- 11. September: Peter Tosh, jamaikanischer Sänger (* 1944)
- 12. September: John Qualen, kanadischer Schauspieler (* 1899)
- 13. September: Mervyn LeRoy, US-amerikanischer Filmregisseur und Filmproduzent (* 1900)
- 16. September: Christopher Soames, britischer Politiker (* 1920)
- 17. September: Dieter Schidor, deutscher Schauspieler (* 1948)
- 17. September: Bradford Tracey, deutscher Pianist und Cembalist (* 1951)
- 18. September: Américo Tomás, Admiral, portugiesischer Staatspräsident (1958 bis 1974) (* 1894)
- 19. September: Einar Gerhardsen, norwegischer sozialdemokratischer Politiker (* 1897)
- 21. September: Aimo Anshelm Aaltonen, finnischer Politiker (* 1906)
- 21. September: Sven Olof Morgan Andersson, schwedischer Politiker (* 1910)
- 21. September: Jaco Pastorius, US-amerikanischer Jazzmusiker und Komponist (* 1951)
- 22. September: Norman Luboff, US-amerikanischer Komponist und Chorleiter (* 1917)
- 23. September: Bob Fosse, US-amerikanischer Filmregisseur (* 1927)
- 23. September: Maria Müller-Gögler, deutsche Schriftstellerin (* 1900)
- 25. September: Hermann Gutmann, deutscher Unternehmer (* 1907)
- 25. September: Mary Astor, US-amerikanische Schauspielerin (* 1906)
- 26. September: Harold Macfarlane Anstey, britischer Filmproduzent (* 1907)
- 26. September: Herbert Tichy, Schriftsteller, Bergsteiger (* 1912)
- 26. September: Ethel Catherwood, kanadische Leichtathletin (* 1908)
- 27. September: Jochen Steffen, deutscher Politiker (* 1922)
- 28. September: Mario von Galli, Jesuit, theologischer Redaktor und Publizist (* 1904)
- 29. September: Henry Ford II, Enkel von Henry Ford, Präsident der Ford Motor Company von 1945 bis 1960 (* 1917)
- 30. September: Alfred Bester, US-amerikanischer Science-Fiction-Autor (* 1913)
- 30. September: Robert Schollum, österreichischer Komponist und Dirigent (* 1913)

### Oktober

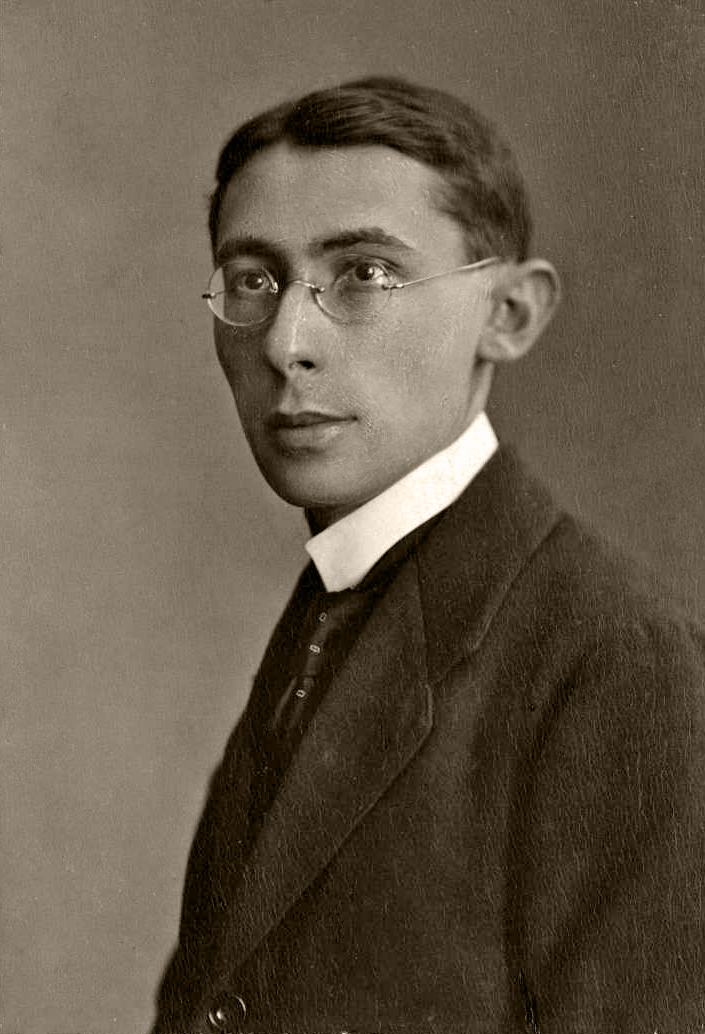
Hans Gal

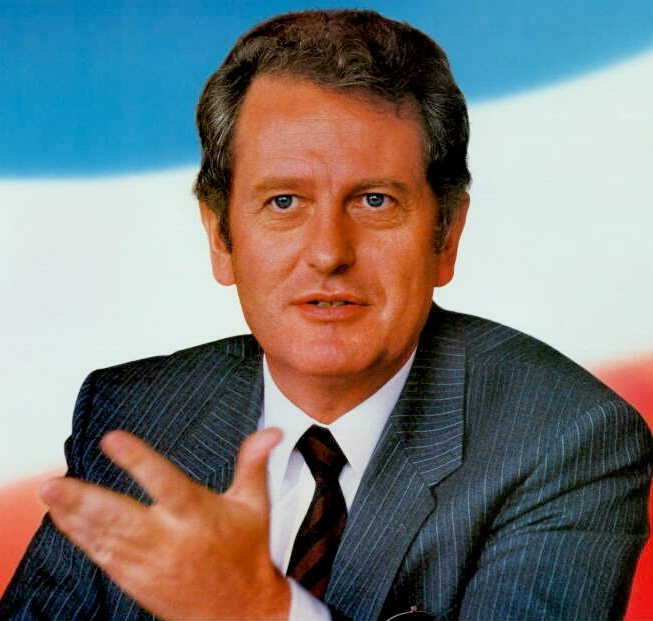
Uwe Barschel

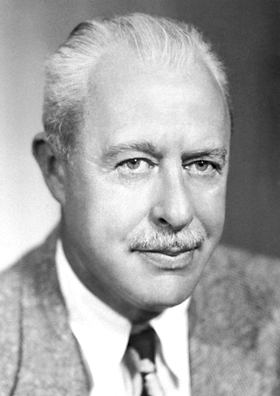
Walter H. Brattain

- 02. Oktober: Madeleine Carroll, britische Schauspielerin (* 1906)
- 02. Oktober: Sir Peter Brian Medawar, britischer Zoologe, Anatom und Nobelpreisträger (* 1915)
- 03. Oktober: Kalervo Palsa, finnischer Maler des Expressionismus (* 1947)
- 03. Oktober: Jean Anouilh, französischer Schriftsteller (* 1910)
- 03. Oktober: Hans Gál, österreichischer Komponist (* 1890)
- 03. Oktober: Maria Ivogün, ungarische Sopranistin (* 1891)
- 06. Oktober: Eugen Steimle, Chef des SD in Stuttgart (* 1909)
- 07. Oktober: John Fletcher, britischer Musiker (* 1941)
- 07. Oktober: Greta Granstedt, US-amerikanische Schauspielerin (* 1907)
- 07. Oktober: Bobby Walston, US-amerikanischer American-Football-Spieler (* 1928)
- 08. Oktober: Konstantinos Tsatsos, griechischer Politiker (* 1899)
- 09. Oktober: William Parry Murphy, US-amerikanischer Arzt und Nobelpreisträger (* 1892)
- 10. Oktober: Richard Imbt, deutscher Politiker (* 1900)
- 11. Oktober: Uwe Barschel, CDU-Politiker, Ministerpräsident von Schleswig-Holstein (* 1944)
- 11. Oktober: Erich Peter, deutscher Generaloberst, Chef der Grenztruppen (* 1919)
- 11. Oktober: Fritz Rößler, deutscher Politiker (* 1912)
- 11. Oktober: Eleonora Rozanek, deutsche Malerin (* 1896)
- 12. Oktober: Fahri Korutürk, türkischer Politiker und Admiral (* 1903)
- 12. Oktober: Alf Landon, US-amerikanischer Politiker (* 1887)
- 12. Oktober: Russ Letlow, US-amerikanischer American-Football-Spieler (* 1913)
- 12. Oktober: Martin Ness, deutscher Tischtennisspieler (* 1942)
- 12. Oktober: Heinz Vollmar, deutscher Fußballspieler (* 1936)
- 13. Oktober: Walter H. Brattain, US-amerikanischer Physiker und Nobelpreisträger. (* 1902)
- 13. Oktober: Gisela Andersch, deutsche Malerin, Graphikerin und Collagekünstlerin (* 1913)
- 14. Oktober: Emmy Loose, österreichische Kammersängerin (* 1914)
- 15. Oktober: Thomas Sankara, linksgerichteter Politiker in Burkina Faso (* 1949)
- 16. Oktober: Joseph Höffner, deutscher Kardinal (* 1906)
- 19. Oktober: Igor Newerly, polnischer Schriftsteller und Pädagoge (* 1903)
- 19. Oktober: Hermann Lang, deutscher Automobilrennfahrer (* 1909)
- 19. Oktober: Jacqueline du Pré, englische Cellistin (* 1945)
- 20. Oktober: Andrei Nikolajewitsch Kolmogorow, russischer Mathematiker (* 1903)
- 22. Oktober: Lino Ventura, italienisch-französischer Filmschauspieler (* 1919)
- 23. Oktober: Diether Ritzert, Maler und Graphiker (* 1927)
- 23. Oktober: Karlfranz Schmidt-Wittmack, deutscher Politiker, MdB (* 1914)
- 23. Oktober: Alejandro Scopelli Casanova, argentinisch-italienischer Fußballspieler und -trainer (* 1908)
- 27. Oktober: Jean Hélion, französischer Maler (* 1904)
- 28. Oktober: Theo Burauen, früherer Oberbürgermeister der Stadt Köln (* 1906)
- 28. Oktober: André Masson, französischer Maler (* 1896)
- 29. Oktober: Jakob Bräckle, deutscher Maler (* 1897)
- 29. Oktober: Woody Herman, US-amerikanischer Jazzmusiker, Klarinettist und Bandleader (* 1913)
- 30. Oktober: Joseph Campbell, US-amerikanischer Autor (* 1904)
- 31. Oktober: Natalie Beer, österreichische Lyrikerin und Schriftstellerin (* 1903)

### November

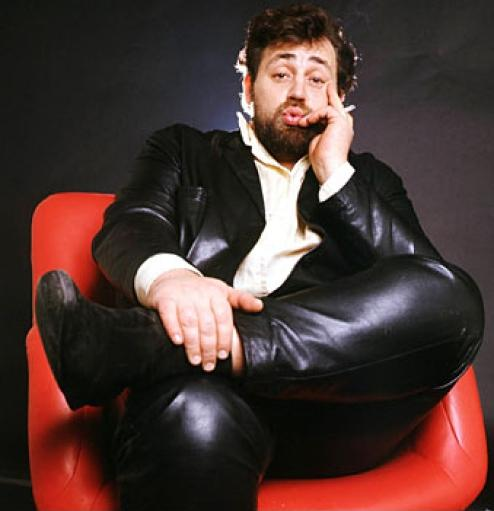
Cornelis Vreeswijk

- 01. November: René Lévesque, kanadischer Politiker (* 1922)
- 03. November: Wiggerl Kraus, deutscher Motorradrennfahrer (* 1907)
- 04. November: Ekkehard Fritsch, deutscher Schauspieler (* 1921)
- 04. November: Danielle Gaubert, französische Schauspielerin (* 1943)
- 04. November: Paulin Soumanou Vieyra, Pionier des afrikanischen Kinos (* 1925)
- 05. November: Jan Nicolaas Bakhuizen van den Brink, niederländischer Theologe und Kirchenhistoriker (* 1896)
- 06. November: Sohar Argov, israelischer Sänger (* 1955)
- 06. November: Sydney Morris Cockerell, britischer Buchbinder, Buchrestaurator und Papierdesigner (* 1906)
- 06. November: Jean Rivier, französischer Komponist (* 1896)
- 07. November: Arne Borg, schwedischer Schwimmer (* 1901)
- 08. November: Erwin Sutz, Schweizer evangelischer Geistlicher (* 1906)
- 10. November: Seyni Kountché, ehemaliger Präsident von Niger (* 1931)
- 11. November: Karl-Horst Lessing, deutscher Brigadegeneral und Nachrichtendienstler (* 1925)
- 12. November: Maria Felchlin, erste praktizierende Ärztin des Kantons Solothurn (* 1899)
- 12. November: Cornelis Vreeswijk, holländisch-schwedischer Troubadour, Komponist und Dichter (* 1937)
- 15. November: Ernő Goldfinger, ungarisch-britischer Architekt (* 1902)
- 16. November: Jean Maitron, französischer Historiker (* 1910)
- 17. November: Mozaffar Baqai, iranischer Politiker (* 1912)
- 17. November: Jean Lallemand, kanadischer Mäzen (* 1898)
- 17. November: Kurt Lindner, deutscher Unternehmer und Jagdwissenschaftler (* 1906)
- 18. November: Jacques Anquetil, französischer Radrennfahrer (* 1934)
- 18. November: George Ryga, kanadischer Schriftsteller (* 1932)
- 19. November: Wilhelm Käber, Politiker Landesminister (* 1896)
- 21. November: James Folsom senior, US-amerikanischer Politiker (* 1908)
- 21. November: Dixie Boy Jordan, US-amerikanischer Country-Musiker (* 1906)
- 22. November: Helmut Aris, deutscher Politiker (* 1908)
- 22. November: William Haydon Burns, US-amerikanischer Politiker (* 1912)
- 22. November: Plácido Domingo Ferrer, spanischer Zarzuelasänger (Bariton) (* 1907)
- 24. November: Abd ar-Rahman Scharkawi, ägyptischer Schriftsteller (* 1921)
- 24. November: Hans Schubert, deutscher Mathematiker (* 1908)
- 25. November: Hermann Ferdinand Arning, deutscher Jurist und Politiker (* 1911)
- 25. November: Harold Washington, US-amerikanischer Politiker (* 1922)
- 26. November: Willibald Pschyrembel, deutscher Arzt (* 1901)
- 27. November: Charline Arthur, US-amerikanische Rockabilly-Musikerin (* 1929)
- 28. November: Paul Arma, französischer Komponist, Musikethnologe und Pianist (* 1905)
- 28. November: Wolfgang Liebeneiner, deutscher Schauspieler und Regisseur (* 1905)
- 28. November: Víctor Yturbe, mexikanischer Sänger (* 1926)
- 29. November: Herbert Langemann, deutscher Schauspieler (* 1950)
- 30. November: Helmut Horten, deutscher Unternehmer (* 1909)

### Dezember

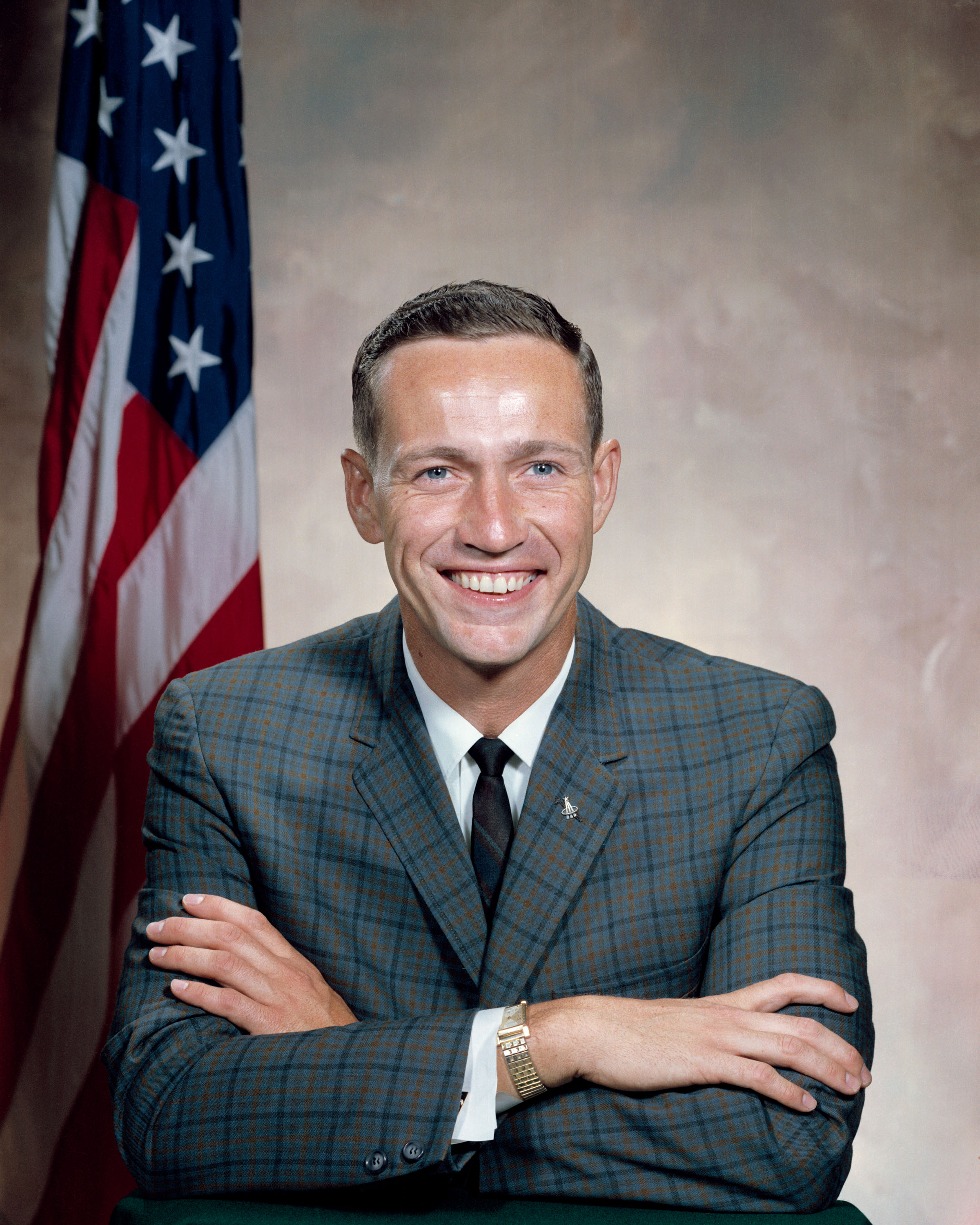
Donn Eisele

- 01. Dezember: James Baldwin, US-amerikanischer Schriftsteller (* 1924)
- 01. Dezember: Vatche Hovsepian, armenischer Dudukspieler (* 1925)
- 01. Dezember: Franz Ryba, deutscher Politiker (* 1910)
- 01. Dezember: Alessandro Vallebona, italienischer Radiologe, Entwickler der Tomographie (* 1899)
- 02. Dezember: Donn Eisele, US-amerikanischer Astronaut (* 1930)
- 02. Dezember: Luis Federico Leloir, argentinischer Biochemiker und Nobelpreisträger (* 1906)
- 02. Dezember: Juan Alberto Melgar Castro, honduranischer Politiker (* 1930)
- 02. Dezember: Myrta Silva, puerto-ricanische Sängerin und Komponistin (* 1927)
- 03. Dezember: Christine Busta, eine österreichische Lyrikerin (* 1915)
- 04. Dezember: Rouben Mamoulian, US-amerikanischer Film- und Theaterregisseur (* 1897)
- 05. Dezember: Johannes Arnold, deutscher Schriftsteller (* 1928)
- 05. Dezember: Molly O’Day, US-amerikanische Countrysängerin (* 1923)
- 06. Dezember: Maria Koller-Feuchtinger, österreichische Politikerin (* 1897)
- 06. Dezember: Peter Lorenz, deutscher Politiker (* 1922)
- 06. Dezember: Walt Stickel, US-amerikanischer American-Football-Spieler (* 1922)
- 07. Dezember: Hermann Meinert, deutscher Historiker und Archivar (* 1894)
- 08. Dezember: Annelies Kupper, deutsche Opernsängerin (* 1906)
- 09. Dezember: Ernst August von Hannover, Oberhaupt des Hauses Hannover (* 1914)
- 10. Dezember: Giovanni Arpino, italienischer Schriftsteller und Journalist (* 1927)
- 10. Dezember: Jascha Heifetz, Violinist (* 1901)
- 10. Dezember: Denis Sanders, US-amerikanischer Filmemacher und Oscarpreisträger (* 1929)
- 10. Dezember: Leroy Stewart, US-amerikanischer Jazzmusiker (* 1914)
- 10. Dezember: Boris Alexandrowitsch Tschagin, russischer Philosoph und Historiker (* 1899)
- 11. Dezember: Adile Naşit, türkisch-armenische Komödiantin des türkischen Films (* 1930)
- 12. Dezember: Clifton Chenier, US-amerikanischer Blues-Musiker (* 1925)
- 13. Dezember: Klaus Schädelin, Pfarrer, Politiker, Schriftsteller (* 1918)
- 13. Dezember: Claude T. Smith, US-amerikanischer Komponist (* 1932)
- 13. Dezember: Herbert Tiede, deutscher Schauspieler (* 1915)
- 14. Dezember: Raúl Damonte Botana, argentinischen Comiczeichner (* 1939)
- 14. Dezember: Georg Knöpfle, deutscher Fußballspieler und -trainer (* 1904)
- 15. Dezember: Elisabeth Zaisser, Ministerin für Volksbildung der DDR (* 1898)
- 17. Dezember: Bernard Jan Alfrink, niederländischer Kardinal (* 1900)
- 17. Dezember: Horst Käsler, deutscher Handballspieler und -trainer sowie Professor für Sportdidaktik (* 1926)
- 17. Dezember: Marguerite Yourcenar, Schriftstellerin (* 1903)
- 19. Dezember: Bob Adler, US-amerikanischer Schauspieler (* 1906)
- 21. Dezember: Eugene Lukacs, US-amerikanischer Mathematiker ungarischer Herkunft (* 1906)
- 22. Dezember: Gustav Fröhlich, deutscher Schauspieler, Regisseur und Drehbuchautor (* 1902)
- 22. Dezember: Alice Terry, US-amerikanische Schauspielerin (* 1899)
- 24. Dezember: Eugen Kogon, deutscher Publizist, Soziologe und Politikwissenschaftler (* 1903)
- 24. Dezember: Joop den Uyl, niederländischer Politiker (* 1919)
- 25. Dezember: Anthony J. Armentano, US-amerikanischer Politiker (* 1916)
- 25. Dezember: Werner Scheid, deutscher Neurologe und Psychiater (* 1909)
- 26. Dezember: Kurt Birrenbach, deutscher Politiker und MdB (* 1907)
- 26. Dezember: Fritz Schachermeyr, österreichischer Althistoriker (* 1895)
- 27. Dezember: Harry Buckwitz, deutscher Regisseur (* 1904)
- 29. Dezember: M. G. Ramachandran, indischer Filmschauspieler und Politiker (* 1917)
- 30. Dezember: Leslie John S. Arliss, britischer Drehbuchautor und Filmregisseur (* 1901)
- 30. Dezember: Helmut Hermann Wittler, Bischof von Osnabrück (* 1913)
- 31. Dezember: Hansl Schmid, österreichischer Wienerliedsänger (* 1897)
- 31. Dezember: Wolfgang Zeidler, Richter (* 1924)

### Tag unbekannt
- Costantino Affer, italienischer Medailleur (* 1906)
- Thomas Agro, US-amerikanischer Mobster (* 1931)
- Edna Anhalt, US-amerikanische Drehbuchautorin und Filmproduzentin (* 1914)
- Khalilullah Khalili, afghanischer Dichter, Diplomat (* 1907)
- José Ramírez Conde, dominikanischer Maler (* 1940)
- Christa Siebenrok, deutsche Objektkünstlerin (* 1926)

## Wissenschaftspreise

### Nobelpreise

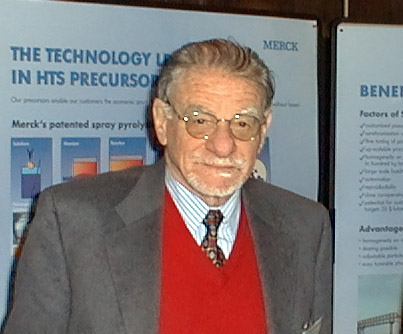
Alex Müller am 15. Februar 2001

- Physik: Johannes Georg Bednorz und Karl Alexander Müller
- Chemie: Donald J. Cram, Jean-Marie Lehn und Charles Pedersen
- Medizin: Susumu Tonegawa
- Literatur: Joseph Brodsky
- Friedensnobelpreis: Óscar Arias Sánchez
- Wirtschaftswissenschaft: Robert Solow

### Turing Award
- John Cocke, für die Compilertheorie und -design, Architektur großer Systeme, Entwurf der RISC-Architektur; insbesondere für die Entdeckung und Systematisierung vieler zur Optimierung von Compilern grundlegender Transformationen, wie die Verringerung der Operatorstärke, Eliminierung verbreiteter Unterausdrücke und von totem Code, Registerallokation und Konstantenausbreitung.